# كنيسة المشرق
كنيسة المشرق (بالسريانية: ܥܕܬܐ ܕܡܕܢܚܐ عدتّا دْمَدنحا)، كما عرفت بعدة أسماء مثل كنيسة فارس والكنيسة النسطورية (ويقال لأتباعها نساطرة) هي كنيسة مسيحية وجزء تاريخي من تقليد المسيحية السريانية ضمن المسيحية الشرقية. تستعمل تسمية كنيسة المشرق في وصف تاريخ الكنائس السريانية الشرقية التي ورثت عنها تقليدها الكنسي المميز لها، وتشمل هذه الكنائس حاليا بحسب هذا التعريف كل من كنيسة المشرق الآشورية وكنيسة المشرق القديمة والكنيسة الكلدانية الكاثوليكية في الشرق الأوسط بالإضافة إلى مجموعة من الكنائس في الهند أبرزها كنيسة السريان الملبار الكاثوليك. عقائدياً، يستعمل مصطلح كنيسة المشرق في وصف الكنائس الشرقية المستقلة التي استمرت باتباع العقيدة الأنطاكية خلال مجمع أفسس رافضة بذلك مقرراته وهو الأمر الذي أكسبها خطأ وصف «النسطورية»، فهي بهذا التعريف تنحصر على كنيسة المشرق القديمة وكنيسة المشرق الآشورية.
نشأت هذه الكنيسة في بلاد ما بين النهرين ضمن الإمبراطورية الساسانية وانتشرت بعدئذ في معظم أنحاء آسيا. وصلت أوج قوتها بين القرنين السادس والرابع عشر حيث كانت حينئذ أكبر كنيسة انتشارا جغرافيا ممتدة من مصر إلى البحر الأصفر شرقا كما شملت بالإضافة إلى السريان المشارقة الذين احتفظوا بالبطريركية تقليديا الملايين من الفرس والترك والمغول والهنود والصينيين. بدأت كنيسة المشرق بالوهن بعد القرن الثالث عشر تحت ضغط الصراعات بين المنغول والصليبيين والمسلمين وأدت سلسلة اضطهادات شنها قادة الترك والمنغول الداخلين حديثا إلى الإسلام إلى انهيار المجتمعات المسيحية في آسيا الوسطى وبلاد فارس وانحسار كنيسة المشرق في مناطق نشأتها في شمال بلاد ما بين النهرين وبين مسيحيي القديس توما في كيرلا. وكانت مجازر تيمورلنك الحدث الذي أنهى كنيسة المشرق كمجموعة دينية مؤثرة. اعتنق جزء كبير من أتباعها الكاثوليكية منذ القرن السادس عشر فسموا بالكلدان الكاثوليك بينما استقر بطاركة كنيسة المشرق في جبال حكاري حتى القرن العشرين. انقسمت كنيسة المشرق على ذاتها في الستينات من القرن العشرين فتكونت كنيسة المشرق القديمة بينما تغير اسم الكنيسة رسمياً إلى كنيسة المشرق الآشورية. في عام 2017، قدّر تعداد أعضاء للكنيسة الكلدانية الكاثوليكية بحوالي 628,405 عضوًا، وكنيسة المشرق الآشورية بحوالي 323,300 عضواً، وكنيسة المشرق القديمة بحوالي 100,000 عضواً.
تركت الكنيسة إرثاً أدبياً كبيراً مقارنة بحجمها الحالي وارتبطت بها العديد من المدارس اللاهوتية والفلسفية أبرزها مدرسة الرها ومدرسة نصيبين ومدرسة جنديسابور ونشطت تحت كنفها مجموعة كبيرة من اللاهوتيين كأفراهاط ونرساي.

## التسمية
عرفت هذه الكنيسة بعدة تسميات في تاريخها. من ناحية تاريخية جغرافية عرفت بكنيسة المشرق ((بالسريانية: ܥܕܬܐ ܕܡܕܢܚܐ, رومنة: عيتا دْمَدنحا))، وذلك بسبب تقسيم العالم القديم تقليديًا إلى الشرق المكون من الإمبراطوريات الفارسية، كالبارثية ثم الساسانية والغرب الذي هيمنت عليه الإمبراطورية الرومانية وبعدها البيزنطية. كما أعتبرت كنيسة المشرق المراكز المسيحية الهامة الواقعة ضمن الإمبراطورية البيزنطية كروما والقسطنطينية وأنطاكيا والاسكندرية وأورشليم غربية من الناحية الجغرافية على الأقل وهو السبب الذي جعلها تطلق على نفسها لقب الشرقية. أما التسمية الرسمية الكاملة فهي كنيسة المشرق الرسولية ((بالسريانية: ܥܕܬܐ ܫܠܝܚܝܬܐ ܕܡܕܢܚܐ, رومنة: عيتا شليحَيتا دْمَدنحا))، وهي الأكثر قبولاً من قبل اللاهوتيين ودارسي تاريخ الكنيسة.
من الأسماء الأخرى التي تشير إلى التراث الطقسي للكنيسة هي الكنيسة السريانية الشرقية وذلك بشكل مماثل للكنيسة السريانية الأرثوذكسية التي يعرف طقسها بالطقس السرياني الغربي. كما تضاف كلمة الآشورية إلى التسمية التقليدية لتصبح «كنيسة المشرق الآشورية الرسولية الجاثلقية المقدسة» وقد بدأ هذا الربط بين الآشوريين القدماء مع كنيسة المشرق في أواخر القرن التاسع عشر عند انتشار الفكر القومي وتمت إضافته رسميًا سنة 1976 في إشارة صريحة لهوية الكنيسة.
من الأسماء التاريخية للكنيسة كنيسة فارس نظرًا لانحصارها ضمن حدود الدولة الساسانية حتى القرن السابع. تعتبر هذه التسمية ضيقة نظرًا لاتساع الكنيسة جغرافيًا لتشمل مناطق في الهند والصين والشرق خارج نطاق سيطرة الساسانيين.
لعل أشهر تسمية للكنيسة في أدبيات وكتب اللاهوت الغربية هي الكنيسة النسطورية، والتي كانت حتى وقت قريب الأشيع. وترجع هذه التسمية إلى بطريرك القسطنينية نسطور الذي تم حرمانه ونفيه إلى برية مصر بعد اتهامه بالهرطقة في مجمع أفسس سنة 431. بالرغم من اعتبار نسطور نفسه أحد قديسي الكنيسة إلى أن اللاهوتيين والمؤرخين بشكل عام يعتبرون هذه التسمية خاطئة لكون أفكار نسطور التي تقبلها كنيسة المشرق تختلف عما نسب إليه خلال مجمع أفسس. على أساس الانشقاق النسطوري توصف كنيسة المشرق لاهوتيًا بكنيسة ما قبل أفسسية.

## التاريخ

### نشأة الكنيسة

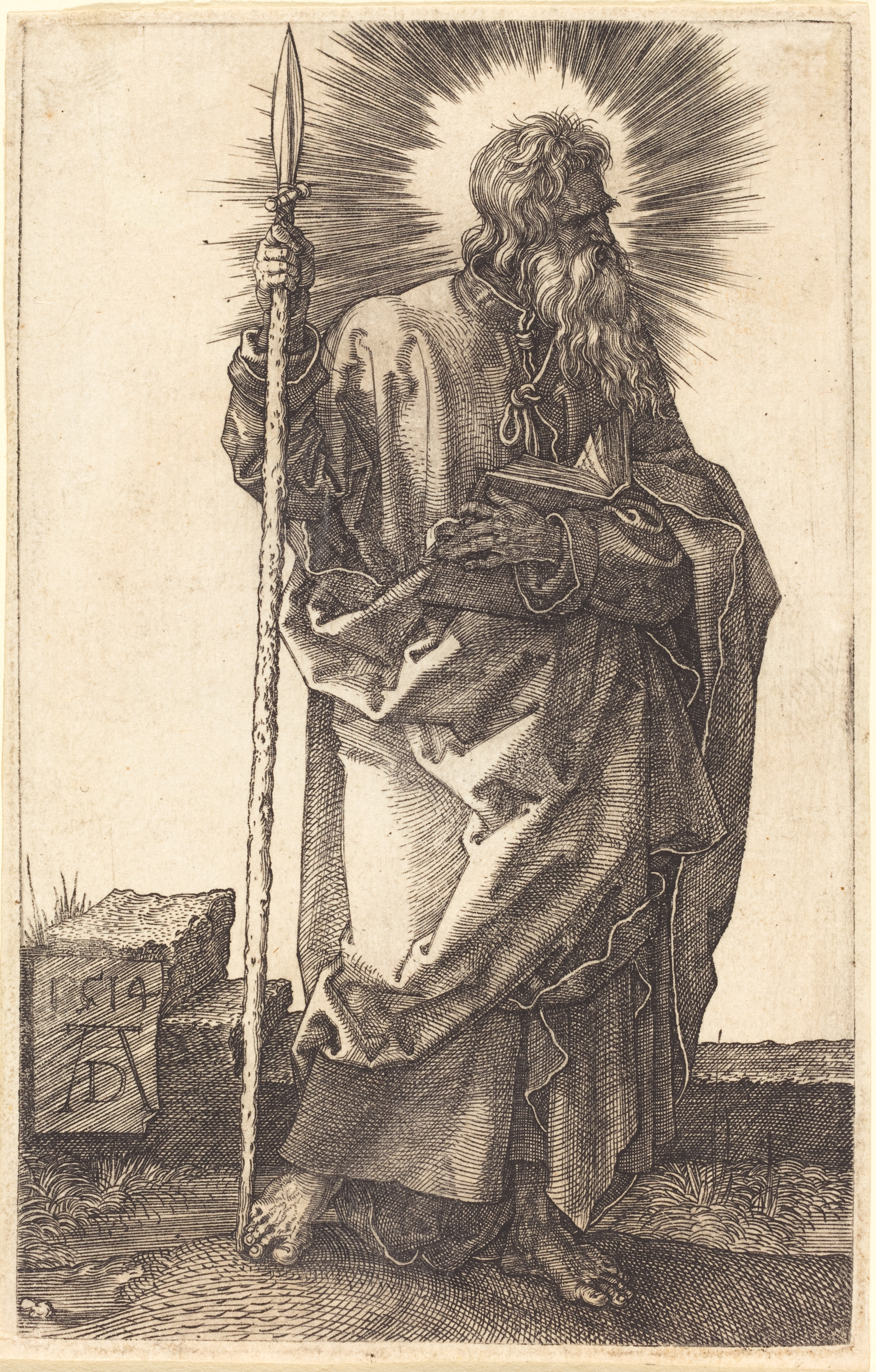
نقش لآلبرخت دورر يظهر توما الرسول. يعتبر توما بحسب التقليد المسيحي أول مبشر بالمسيحية في الإمبراطورية البارثية.

لا يعرف بالتحديد تاريخ دخول المسيحية إلى الإمبراطورية البارثية غير أن التقليد المسيحي يضع دخول المسيحية لبلاد ما بين النهرين إلى القرن الأول الثاني. ففي «أسطورة منديل الرها» بحسب رواية يوسيبيوس يرسل الملك أبجر الأسود مستشاره حنانيا في طلب يسوع بعد أن سمع بمعجزاته ويدعوه إلى المجيء إلى مملكة الرها، غير أن يسوع يعطيه صورته منقوشة على منديل ويعتذر عن المجيء ويعده بإرسال مار أدي أحد تلامذته الاثنان والسبعون والذي ينشر المسيحية بمملكته.
يعتبر توما أحد التلاميذ الاثنا عشر أول من بشر بالمسيحية في بلاد ما بين النهرين وفارس بحسب التقليد المسيحي. وبحسب التقليد السرياني، فقد قام مار ماري تلميذ مار أدي بنشر المسيحية في بلاد الرافدين وبالتحديد ببابل وكرخ سلوخ (كركوك) في القرن الأول. غير أن ابن العبري يذكر أن مار أدي هو المسؤول عن نشر المسيحية في كل فارس وآشور وأرمينيا وميديا وبابل وغيرها، كما يوافقه في الرأي مؤرخون سريان آخرون مثل ماري ابن سليمان ومخطوطات تاريخ كنيسة المشرق منذ القرن السابع.
من الواضح هنا أن حدياب (أربيل حاليًا) لعبت دورًا مركزيًا في تاريخ المسيحية المبكر في الإمبراطورية الفارثية وذلك بسبب انتشار اليهودية سابقًا بها. ويظهر هنا اسم أول أسقف على المدينة «بقيذا» الذي سيم بحسب التقليد سنة 104 للميلاد.
ويربط تاريخ الكنيسة مار ماري بكاتدرائية كوخي بالقرب من عاصمة البارثيين آنذاك قطسيفون، ويظهر ذلك في الفترة العباسية لدى نقل مركز الكنيسة إلى بغداد فكانت من عادة البطاركة بعد انتخابهم الحج إلى قبر مار ماري في كوخي للتبرك. كما يلاحظ كذلك أن أنافورا الرسولين أدي وماري تعتبر أقدم جزء ليتورجي في جميع الكنائس المسيحية لا يزال يستخدم حتى الآن.

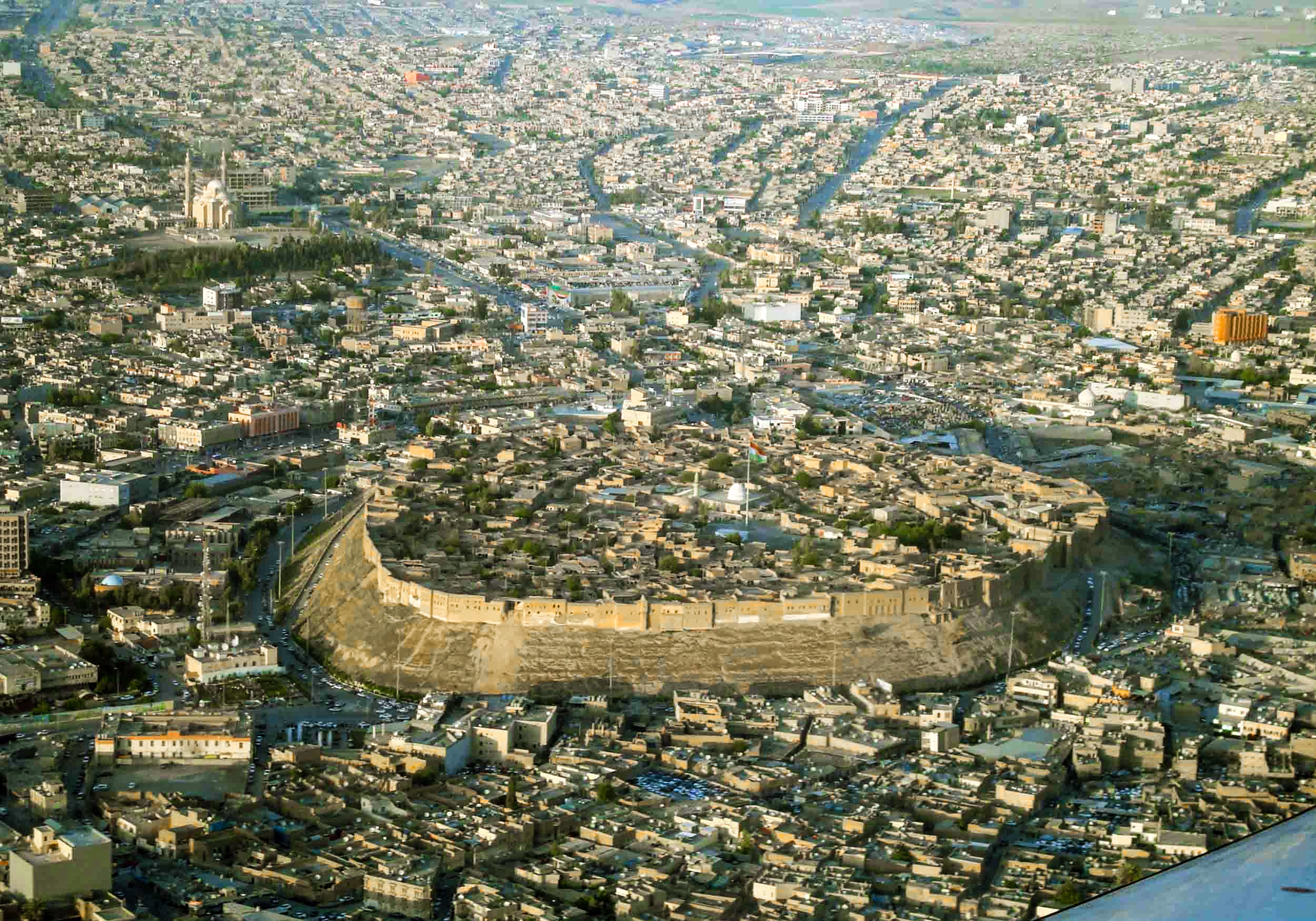
لعبت مدينة أربيل عاصمة حدياب دورًا محوريًا في نشوء كنيسة المشرق.

بحسب تقليد كنيسة المشرق يرجع أصل جاثليقها الثالث والرابع إلى عائلة يوسف والد يسوع بالتبني، التي يفترض وصولها إلى قسطيفون من فلسطين. ويتطابق هذا مع رواية تاريخية تذكر قيام الإمبراطور الروماني دوميتيان بالبحث عن عائلة يسوع الناصري في فلسطين خلال حملة لاضطهاد المسيحيين وهو الأمر الذي دعا هؤلاء بحسب هذه الفردية إلى الهجرة إلى الإمبراطورية الساسانية أثناء الهجرة اليهودية في تلك الأثناء.
ومن المعروف تاريخيًا أن المسيحية أصبحت بحلول القرن الثالث متوطدة في شمال ما بين النهرين وخاصة بمدينة الرها التي أصبحت في فترة مبكرة مركزًا ثقافيًا للمسيحية السريانية. وتظهر هيمنة الرها جليًا في اعتبار لهجتها الآرامية التي عرفت بالسريانية لغة ليتورجية لهذه الكنائس. ويبدو أن المسيحية انتشرت بسرعة شرقًا بعد أن قام أباطرة الساسانيين وخاصة شابور الأول بحملات على الإمبراطورية الرومانية كانت من نتائجها سبي عدد كبير من مسيحيي سوريا وقيليقية وكبدوكية، من ضمنهم بطريرك أنطاكيا الذي أصبح أول أسقف على «بيث لافط» (جنديسابور). ومن اللافت للنظر هنا أن هذا السبي أدى إلى حدوث ازدواجية في كنيسة فارس وذلك لتواجد كنيستين: سريانية ويونانية، وذلك حتى القرن الخامس. ويظهر ذلك في نقوش كاترير، الكاهن الأعظم للزرادشتية، والتي تذكر اضطهاد المسيحيين السريان (نصرايي) واليونان (كريستياني).
وصلت المسيحية إلى مرحلة متقدمة من التطور في القرن الثالث فتم تشكيل أسقفيات في المدن الكبرى. خلال تلك الفترة ازدهرت مدينتان كبريتان في شمال ما بين النهرين: كرخا دبيث سلوخ وأربيل كمركزين تجاريين ودينيين هامين بالإضافة إلى عدة مدن أصغر حجما كنينوى ونصيبين. ويحتمل أن هذا الطريق المار بهذه المدن الواصل سوريا بشمال إيران وبحر قزوين كان من أهم الطرق التي سلكها المبشرون بالمسيحية.
أدت المنافسة بين الأساقفة حول من يعتبر الأعلى مرتبة في الإمبراطورية الساسانية إلى الاستعانة بأسقف الرها الذي أوصى بإعطاء الأولوية لمدينة قطيسفون، العاصمة السياسية للساسانيين. ويعتبر هنا پاپا بار أجي (توفي 328) أول أسقف على قطيسفون يحمل لقب جاثليق المشرق. واجهت كنيسة المشرق أول أمتحان لها عندما اعتنق الإمبراطور الروماني قسطنطين المسيحية وأعلنها ديانة رسمية، ما أدى إلى قيام الساسانيين بحملات منظمة للقضاء على المسيحيين. كما تزامنت هذه الفترة مع صعود نجم الزرادشتية كديانة رسمية في فارس. شهدت فترة حكم شابور الثاني (209-279) أعنف تلك الاضطهادات التي راح ضحيتها آلاف المسيحيين على رأسهم الجثالقة شمعون بار صباعي وسهدوست وبربعشمين وتومرسا. تعكس وثائق الكنيسة في هذه الفترة تدمير العديد من الكنائس والأديرة كما تعطي بذلك فكرة عن مدى انتشار المسيحية الكبير في غرب الإمبراطورية الساسانية.
وبوفاة شابور الثاني تحسنت أوضاع المسيحيين، فحاول خليفته يزدجرد الأول التقرب من البيزنطيين بدمج المسيحيين في البلاط الفارسي. كما شهدت فترة أوائل القرن الخامس زيادة البعثات الدبلوماسية بين الطرفين كانت نتيجة إحداها، بقيادة ماروثا أسقف ميافارقين، السماح بإعادة بناء الكنائس. لعب ماروثا كذلك دورًا رئيسيًا في تاريخ الكنيسة حين أشرف على أول سينودس لكنيسة المشرق برعاية يزدجرد سنة 410، فحمل مندوبًا عن أساقفة الغرب رسالة بارك فيها كنيسة المشرق، وحمل كذلك مجموعة من التوصيات تحدد تقويم الكنيسة وتجدد إيمانها بمجمع نيقية كما أعطت صلاحية كاملة لأسقف قطيسفون في تعيين المطارنة والأساقفة؛ كما تم تعيين خمسة مطارنة على نصيبين وأربيل وكرخا دبيث سلوخ (كركوك) وپرات دميشان (البصرة) وبيث لافط (الأهواز). يعتبر مجمع قطيسفون البداية الفعلية لكنيسة المشرق حيث أصبحت بذلك كنيسة معترف بها وذات هيكلية منظمة. كما أصبح إسحق أول بطريرك على هذه الكنيسة بعد أن حظي بلقبي «المطران الأكبر» و-«رئيس الأساقفة».

### مجمع أفسس و«تبني النسطورية»

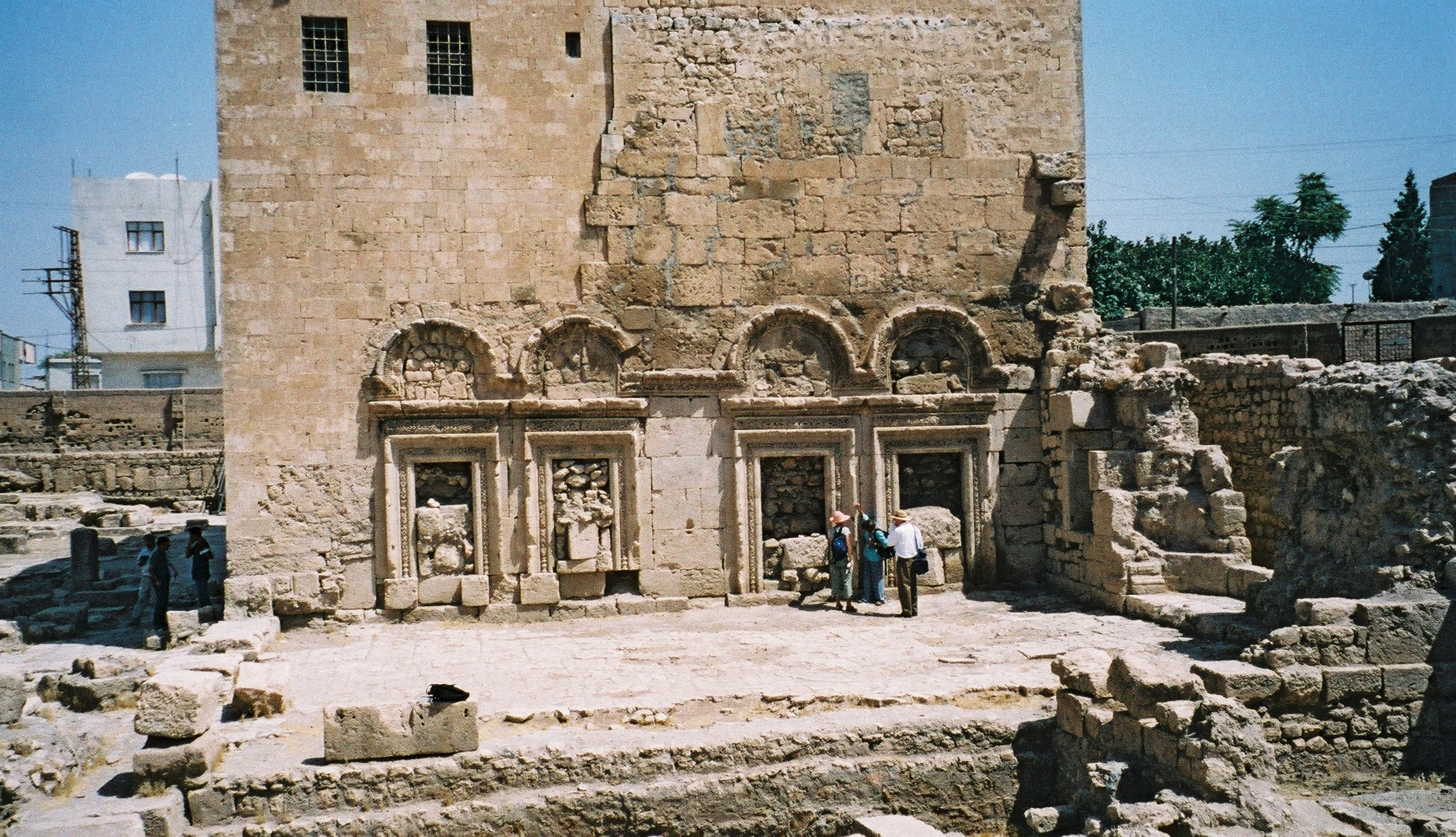
أنقاض كنيسة مار يعقوب في نصيبين، أصبحت نصيبين ومدرستها بعد مجمع أفسس ملجأ للمتعاطفين مع نسطور.

بالرغم من فترة الاضطهادات العنيفة في القرن الرابع إلى أن كنيسة المشرق خرجت كمؤسسة قوية في القرن الخامس وأخذت تلعب دورًا محوريًا في الإمبراطورية الساسانية. ويعود ذلك بشكل خاص إلى الطبيعة الإرسالية لهذه الكنيسة التي جذبت العديدين من أبناء الديانات الأخرى إليها. وأصبح من الواضح أن الاضطهاد لم يعد يجدي نفعًا، ولعل هذا السبب الأخير هو الذي دعى الأباطرة الساسانيين في نهاية الأمر إلى الاعتراف بهذه الكنيسة رسميًا في محاولة لإضفاء طابع فارسي عليها وجعلها ندًا للكنيسة الرومانية (البيزنطية). غير أنّ، هذه السياسة لم تكن الوحيدة، فسرعان ما حاول يزدجرد الثاني إعادة فرض الزرادشتية على الأرمن والسريان بدون جدوى في منتصف القرن الخامس.
لم تطبق جميع قرارات السينودس الأول لكنيسة المشرق بشكل كامل، ما دعى الجاثليق يهبالاها الأول إلى الدعوة لسينودس ثاني سنة 420 بحضور أسقف آمد أكاكوس مندوبًا عن الكنيسة الغربية. تمت مناقشة عدة مواضيع خلال هذا السينودس أهمها توحيد عقيدتي كنيستي المشرق والغرب وحل الخلافات الداخلية في كنيسة المشرق، كما تمت كذلك مناقشة مخاوف الزرادشتية نتيجة لانتشار المسيحية السريع. كانت من نتائج هذا السينودس تأكيد سلطة أسقف قسيطفون يهبالاها على سائر أساقفة المشرق وتثبيت الإيمان بمجمع نيقية والسينودسات الغربية كافة بدون أستثناء بالرغم من طابعها المحلي. عاد الساسانيين مجددا لاضطهاد المسيحيين في أواخر فترة حكم يزدجرد الأول وبهرام الخامس بسبب تجدد الحرب مع البيزنطيين وازدياد مخاوف الزرادشتيين بانتشار المسيحية خارج المجتمعات المتحدثة بالسريانية وخاصة بين طبقة النبلاء الفرس. تم اعتقال الجاثليق داديشوع بعد اتهامه بموالاة الرومان، وأخلي سبيله سنة 422 بمجرد عقد الصلح مع البيزنطيين. أيضًا عُقد سينودس ثالث سنة 424 في مركبتا بطلب من داديشوع الذي رغب بإعلان استقالته كرأس للكنيسة غير أن أهم ما ميز هذا الأجتماع كان خلوه من مندوبي كنيسة الغرب ورفضه للاستحكام لدى أساقفة الإمبراطورية البيزنطية وذلك تأكيدًا على الاستقلالية الكاملة لكنيسة المشرق في محاولة لدفع شبهة تعاونها مع البيزنطيين.
لعل أهم حدث في هذه الفترة كان الخلاف بين نسطور بطريرك القسطنطينية وكيرلس بطريرك الإسكندرية حول استخدام عبارة «ثيوتوكس» (أم الله) في وصف مريم العذراء. ففي حين رفض نسطور وأسقف الرها وبطريرك أنطاكيا هذه التسمية، دعمها كيرلس وسلستين الأول بطريرك روما. بعد قيام الطرفين بعقد مجمعين متوازيين في أفسس في حزيران 431، حدث انقسام بين الأنطاكيين والإسكندريين. غير أن شرخًا حدث عندما غير رابولا أسقف الرها موقفه وتحالف مع كيرلس، فدخل في صراع مع مدرسة الرها التي ظل رئيسها إيباس الرهاوي على موقفه داعمًا لنسطور فتم طرده مع تلاميذه وحرق كتب معلمه ثيودور الموصي. تم عقد الصلح بين بطريركتي أنطاكيا والإسكندرية سنة 433 وكانت من نتائجه تحالف الطرفين وهزيمة نسطور ونفيه إلى مصر حيث توفي سنة 451، كما تم طرد عدد من الأساقفة الذين وجدو في كنيسة المشرق الفارسية ملجئًا لهم.
تلت هذه الخلافات تشديد على مدرسة الرها التي ظلت وفية للصيغة النسطورية حتى قام الإمبراطور زينون بإغلاقها نهائيًا سنة 489 وتم تحويلها إلى كنيسة تحت اسم والدة الإله. ففر آخر معلميها بقيادة نرساي إلى نصيبين الواقعة ضمن حدود الإمبراطورية الساسانية منشئين بذلك مدرسة نصيبين اللاهوتية برعاية أسقف المدينة برصوما سنة 496.
عقدت كنيسة المشرق مجمعًا محليًا غير رسمي سنة 484 في بيث لافط من أجل تسوية الخلافات بين الجاثليق باباوي وبرصوما مطران نصيبين، فتدخل الشاه فيروز الأول لمصلحة برصوما، فاعتقل باباوي وقام بإعدامه وتم تعيين أقاق مكانه. تم عقد صلح بين أقاق وبرصوما في سينودس سلوقيا-قطيسفون الرسمي الذي تم خلاله تحريم الأمتناع عن الزواج بين الرهبان غير أن أهم ما ميزه كان إصداره لعقيدة تعكس تأثرًا واضحًا بتعاليم ثيودور الموصي والمدرسة الرهاوية. اكتسبت كنيسة المشرق لقب «الكنيسة النسطورية» خلال هذا السينودس، بالرغم من أن عقيدته لا تدعم ولا ترفض وجهة نظر نسطور خلال مجمع أفسس. إذ يبدو أن كنيسة المشرق اعتبرت ذلك الخلاف صراعًا داخليًا في الكنيسة الغربية فلم تصدر أي إشارة بخصوصه.

### أواخر العهد الساساني

خريطة تظهر أهم البلدات والمدن في شمال ما بين النهرين وسوريا والحدود الرومانية الفارسية التاريخية.

خلف أقاق باباي ومن ثم سيلاس على سدة البطريركية، غير أنه وبوفاة الأخير نشبت خلافات حول خلفه ونصب ابن أخيه أليشع بدعم من أسقف مرو بينما سيم نرسيس في خوزستان كمعارض له. وعلى الرغم من وفاة نرسيس المبكرة إلى أن الخلاف ضمن كنيسة المشرق استمر 15 سنة حتى سينودس 539 الذي قرر ببطلان بطركية كل من أليشع ونرسيس، وتم ترشيح بولس الخوزستاني بطريركًا، غير أن بولس توفي بعد شهرين من انتخابه فانتخب آبا خليفة له.
يعتبر آبا الملقب بالعظيم أحد أهم شخصيات كنيسة المشرق في القرن السادس، حيث سبق له أن ارتحل إلى الإمبراطورية البيزنطية كما درس اللاهوت والفلسفة في مدرستي الرها ونصيبين وقام بترجمة عدة كتب من اليونانية إلى السريانية، كما قام بعد انتخابه بتأسيس مدرسة لاهوتية في قطيسفون. ولعل أهم أعماله كانت تأسيس علي اختيار البطاركة الجدد خلال سينودس سنة 544. تدخل الإمبراطور الساساني خسرو الأول فعزل آبا ونصب طبيبه يوسف بطريركا بين 552-567، فعقد سينودس جديد نص على أن يتم اختيار البطريرك من بين المطارنة لحد التدخل الساساني، فعزل يوسف وعين حزقيال، أحد تلامذة آبا مكانه.أدت سيطرة الساسانين على اليمن خلال فترة بطريركية حزقيال إلى تأسيس أبرشيات لكنيسة المشرق في صنعاء وسقطرى ما سرع في انتشار المسيحية بين العرب. خلال فترة بطركية يشوعيهب الأول الأرزوني (582-596) عقد سينودس سنة 585 مؤكدًا على التقليد الرسولي للكنيسة بكون بطريرك قطيسفون خليفة للرسولين بولس وبطرس، كما أكد سينودس يشوعيهب الأول على كون قطيسفون البطريركية الخامسة في المسيحية بجانب كل من الإسكندرية وأنطاكية والقسطنطينية وروما في المسيحية الغربية. واجهة الكنيسة خلافا داخليا بعد أن نشر حنانا الحديابي، أحد أبرز معلمي مدرسة نصيبين، عدة أعمال لاهوتية اعتمدت على تعاليم يوحنا فم الذهب بدلاً من ثيودور الموصي كما كان متعارفًا عليه في كنيسة المشرق. حازت كتابات حنانا على شعبية واسعة وخاصة بين أوساط تلاميذ مدرسة نصيبين. قام يشوعيهب بانتقاد حنانا غير أن الأخير استمر في منصبه بدعم من أسقف نصيبين.

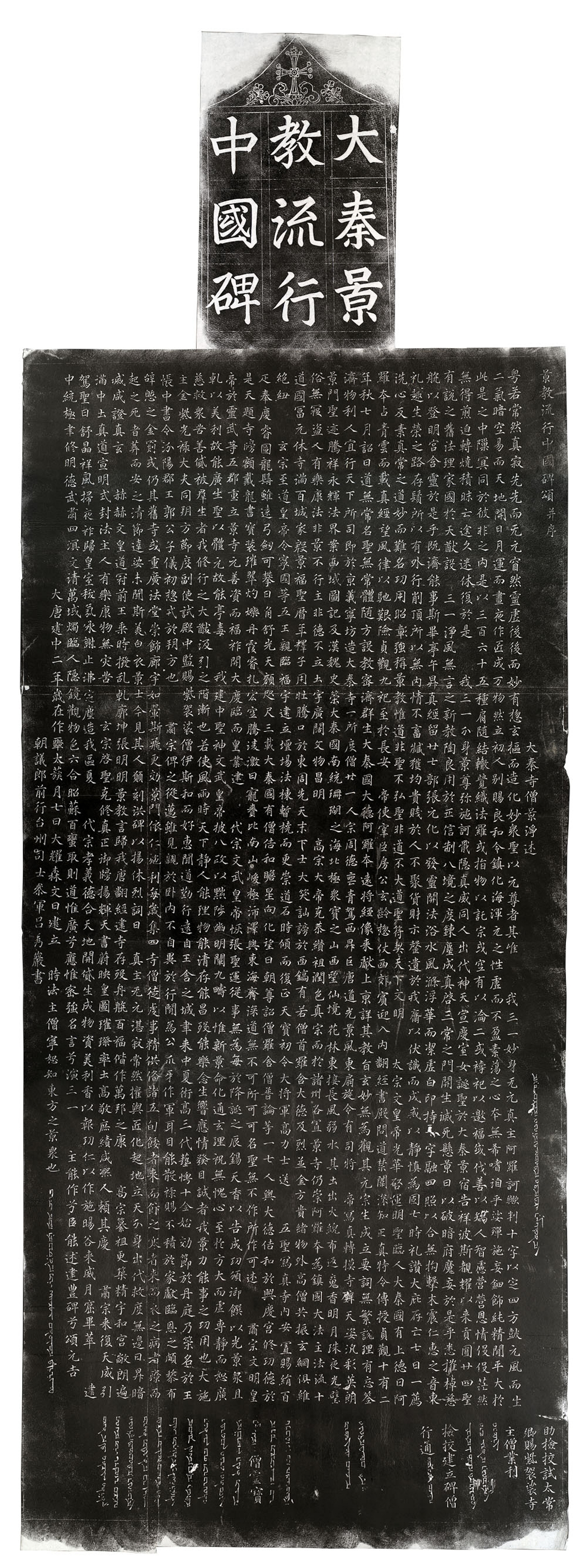
المسلة النسطورية التي تؤرخ دخول المسيحية إلى الصين لسنة 635.

شهد عهد الشاه هرمزد الرابع تسامحًا دينيًا واضحًا، فتم سنة 562 أقرار الحرية الدينية للمسيحيين بشرط أن لا يقوموا بالتبشير ضمن الإمبراطورية، وبالرغم من قيام السلطات بإعدام بعض المتحولين عن الزرادشتية إلا أن المسيحية استمرت بالنمو بشكل ملحوظ. نشب خلاف على حكم الدولة الساسانية بعد وفاة هرمزد انتهى باستيلاء خسرو الثاني على العرش، واتسمت علاقة خسرو بيشوعيهب بالتوتر فالتجأ الأخير إلى ملك المناذرة النعمان بن المنذر حيث توفي لديه. استغل خسرو فرصة شغور البطريركية فعين سبريشوع الذي حضى بدعم الملكة شيرين الآرامية والتي كانت على مذهب كنيسة المشرق في ذلك الحين. وبالرغم من قصر بطريركية سبريشوع إلى أن عهده شهد انتعاشًا للحركة الرهبانية التي منعت في السنوات السابقة؛ فقام إبراهيم الكشكري بإعادة هيكلة الرهبنة السريانية الشرقية، كما شهدت هذه الفترة إنشاء عدة أديرة على سفوح جبل إيزلا في طور عابدين.
استمر الخلاف اللاهوتي مع حنانا حتى سينودس سنة 605 الذي أدان كل من يرفض تعاليم ثيودور الموصي بخصوص طبيعة المسيح. وبالرغم من التسامح مع المسيحية في أواخر عهد الساسانيين غير أن فترة الحرب البيزنطية الساسانية التي دامت بين 602-628 شهدت اضطهادًا للمسيحيين كونهم على دين البيزنطيين. فبعد وفاة سبريشوع سنة 604 خلفه جيورجيس الأول، ويبدو أن تعيين جيورجيس جاء من دون رضى خسرو حيث حرم المسيحيين من تعيين خليفة له بمجرد وفاة البطريرك سنة 608، فظلت كنيسة المشرق بدون بطريرك طيلة فترة حكمه. خلال هذه الفترة أدار أمور الكنيسة كلا من آبا رئيس شمامسة قطيسفون وباباي الكبير، أحد أبرز لاهوتيي القرن السادس.
استمر الخلاف اللاهوتي مع حنانا بالرغم من قرار سينودس سنة 605 بإدانة كل من يرفض تعاليم ثيودور الموصي بخصوص طبيعة المسيح. وظهرت معارضة لحنانا في معقل رأسه بنصيبين عندما قام شماس ولاهوتي يسعى إيليا بإنشاء مدرسة تحت اسم بيث ساهدي في المدينة. ولم يتحسن موقف حنانا بالرغم من دعم شيرين له لاحقًا، حيث فقد معظم تلاميذه الذين ترحب أغلبهم في جبل إيزلا.
لعل أهم خطر واجهته كنيسة المشرق في هذه الفترة كان الانتشار السريع للكنيسة السريانية الأرثوذكسية في معقلها بشمال ما بين النهرين. حيث يعود تاريخ الكنيسة السريانية الأرثوذكسية في الدولة الساسانية إلى سنة 558 عندما قام يعقوب البرادعي بتعيين أحوداما أسقفا على مدينة تكريت التي أصبحت منذ ذلك الحين أحد أهم مراكز هذه الكنيسة. أدى اضطهاد الخلقيدونيين للأرثوذكس المشارقة إلى لجوئهم إلى الدولة الساسانية، كما أدى غزو خسرو الثاني للمدن البيزنطية الشرقية إلى سقوط مطارنتها من الروم الأرثوذكس وتعيين سريان أرثوذكس محلهم ما عزز موقف هذه الكنيسة. ويتضح مدى نجاح الأرثوذكسية المشرقية من خلال قدرتها على جذب شخصيات هامة مثل شيرين ومطران سنجار. كما اتفق الطرفان على عقد مناظرة بين الديوفيزيين والميافيزيين سنة 612، قام خلالها كل طرف بتوضيح عقيدته ومن خلاله حفظ شرح باباي اللاهوتي لعقيدة كنيسة المشرق بخصوص طبيعة المسيح.
شهدت أواخر الحرب البيزنطية الساسانية هزائم متتالية للفرس، كما اغتيل خسرو سنة 628 ما أتاح الفرصة لتنصيب بطريرك جديد على رأس كنيسة المشرق، فوقع الاختيار بداية على باباي غير أنه اعتذر عن تسلم المنصب وتوفي بنفس العام. انتخب بعد ذلك أسقف بلد يشوعيهب الثاني (622-645) وخلال عهده فتحت العديد من المدارس اللاهوتية في محاولة لمواجهة توسع الميافيزيين. وبالمقابل، تمكن السريان الأرثوذكس بقيادة ماروثا التكريتي الذي عاصر يشوعيهب الثاني من ترسيخ وجودهم، وحاز ماروثا نتيجة لنشاطاته على لقب مفريان أنطاكيا.
أرسلت الملكة بوراندخت يشوعيهب لرئاسة بعتها دبلوماسية لعقد الصلح مع الإمبراطور البيزنطي هرقل. كما شهدت هذه الفترة توسع الكنيسة بشكل ملحوظ ويشهد على ذلك المسلة النسطورية التي أرخت تاريخ دخول المسيحية للصين. كما قام يشوعيهب بنصب أساقفة على حلوان وهرات وسمرقند وشيان ولويانغ والهند.
بدأت الإمبراطورية الساسانية بالانهيار بضغط الغزوات الإسلامية، وسرعان ما سقطت العاصمة قطيسفون أبان الفتح الإسلامي لفارس، فحول يشوعيهب كرسيه إلى كرخا دبيث سلوخ سنة 637.

### عهد العرب المسلمين

#### الراشدون والأمويون

التقسيمات الإدارية لمنطقة الجزيرة الفراتية في أوائل العهد الإسلامي.

لم يؤثر ظهور الخلافة الإسلامية على أنقاض الدولة الساسانيّة بشكل ملحوظ على كنيسة المشرق في البداية. حيث سرعان ما حاول يشوعيهب الثاني التوصل إلى ضمان الحرية التي كانوا يتمتعون بها في أواخر عهد الساسانيين. كما استمرت المنافسة بين الكنيسة السريانية وكنيسة المشرق على نيل رضا الحكام الجدد حيث غالبًا ما تمكن أحد الطرفين من إقناع الحكام المسلمين الحصول على امتيازات على حساب الطرف الثاني عن طريق رشوة الحكام.
توفي يشوعيهب الثاني سنة 646 وتلاه أما، الذي لم تدم بطركيته سوى ثلاث سنوات، فخلفه يشوعيهب الثالث الحديابي (650-659) والذي الذي يعتبر بالرغم من فترة حكمه القصيرة من أهم بطاركة الكنيسة في الفترة الإسلامية المبكرة. نشب خلاف لاهوتي داخل الكنيسة عندما قام سهدونا مطران ماحوزي بنشر كتابات تؤكد على وحدة الأقانيم وهو الأمر الذي عارضه يشوعيهب فقام بحرمانه. وكما ظهر خلاف داخلي آخر حين قام سمعان الريو أردشيري الذي ظهر كمنافس على زعامة الكينسة غير أن الطرفين توصلا لاتفاق يؤكد على زعامة يشوعيهب وأولوية كرسي قطيسفون.
قام يشوعيهب الثالث لاحقًا بتحويل الكرسي مجددًا إلى دير بيث عابي بالقرب من عقرة حاليًا كما أسس مدرسة لاهوتية في مسقط رأسه بأربيل. وألف كتبًا حول سير الشهداء وكتبًا أخرى في الفلسفة واللاهوت وقام مع الراهب حنانيشوع بتأليف كتاب الموسيقى الكنسية السريانية الشرقية المعروف بالهودرا. بالإضافة لذلك رتب التقويم الكنسي وحرر كتاب الطقس الكنسي وطور مدرسة نصيبين فأصبحت تدرس الطب والموسيقى بجانب اللاهوت والفلسفة. حاول يشوعيهب كذلك ثني عرب الخليج وعمان من التحول إلى الإسلام.
بالرغم من علاقته الحسنة مع السلطات الإسلامية، شهدت أواخر أيام يشوعيهب قيام عدي بن الحارث حاكم بهرسير شرقي المدائن بحبسه وتعذيبه في محاولة للحصول على فدية لإطلاق سراحه، وحين لم يحصل على مبتغاه قام بتدمير عدة أديرة في الحيرة.
كما شهدت تلك الفترة بناء عدد كبير من الأديرة تم تحديد حوالي 150 منها أغلبها في شمال بلاد النهرين، وازدهرت الحياة الرهبانية وخاصة في جبل إيزلا الذي اشتهر بدير مار إبراهيم الملقب ب-«الدير العظيم». قام أحد رهبان هذا الدير لاحقًا بتأسيس دير بيث عابي الذي أخرج لاحقًا عدة بطاركة لكنيسة المشرق بالإضافة إلى عدة مطارنة ومبشرين في الصين. ومن الأديرة الهامة كذلك دير بيث عابي الذي أخرج عدة بطاركة ومبشرين إلى الصين. وتظهر أهمية هذه الدير من خلال لقبه «أم البطاركة والمطارنة». وأصبح بيث عابي خلال بطركية جيورجيس الأول (661-680) مركز ثقافي لكنيسة المشرق فألفت فيه العديد من الكتب وخاصة تراجم وأقوال النساك الأقباط والسريان. ولعب دير مار ماري جنوب شرق بغداد حاليًا دورًا بارزًا فأصبح موقع يأمه الحجاج كونه يحوي رفات ماري أول المبشرين بالمسيحية بالمنطقة بحسب التقليد.

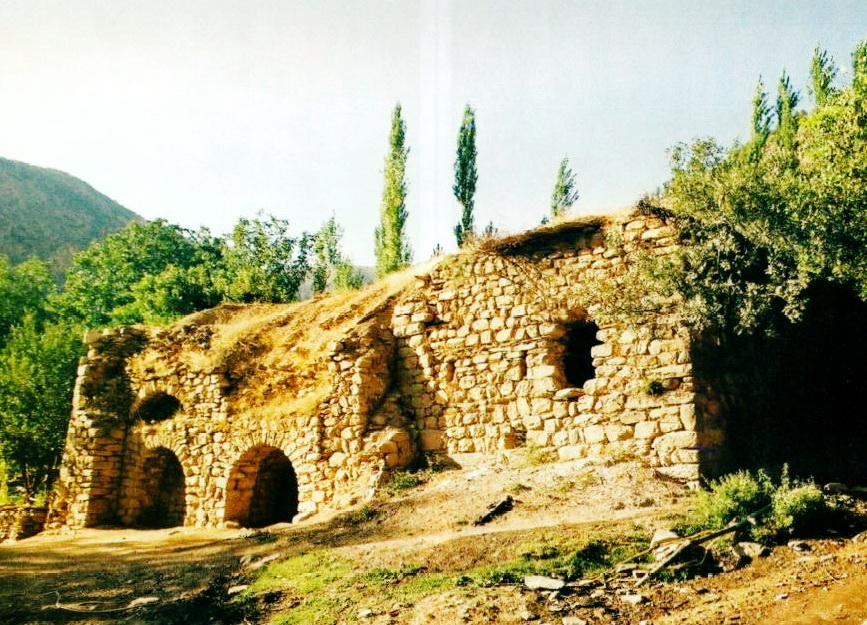
آثار كنيسة يوحنا العربي لآشورية النسطورية في محافظة شرناق.

عقد جيورجيس سينودس في على جزيرة دارين بالبحرين سنة 676، وألف عدة تراجم عن النساك. خلفه حننيشوع الأول (686-698) الذي ألف بدوره عدة كتب ورسائل لاهوتية وفلسفية كما عرف بتعليقاته على أرسطو. نفاه الأمويون سنة 692 وعينوا يوحنن الأجرب محله. غير أن يوحنن نفسه حبس لاحقًا وتوفي في سجنه سنة 693 فظل الكرسي شاغرًا حتى وفاة حننيشوع في منفاه بنينوى سنة 700. وقد استمر تدخل الحكام المسلمين بشكل مضطرد في تعيين البطاركة منذ ذلك الحين، فبعد وفاة صليبا زخا (714-728) أمر الخليفة هشام بن عبد الملك بتعيين فثيون (731-741) بطريركًا.
بدأ الأمويون بمضاعفة الجزية والخراج على المسيحيين ما أدى إلى تحول قسم منهم إلى الإسلام غير أن عهدهم اتسم بذات الوقت بالتسامح والتعايش بشكل عام مع وجود بعض الاستثناءات، لعل أهمها كانت فترة عمر بن عبد العزيز (717-720) الذي هدم الكنائس المبنية بعد الفتوحات الإسلامية وفرض قيودًا في الملبس على المسيحيين. غير أن خلفائه لم يستمروا على منهجه واتسم عهد هشام بن عبد الملك بشكل خاص بالتسامح الديني.

#### العباسيون
أدى انتصار العباسيين وتحول مركز الخلافة إلى بغداد إلى تقارب بين الخلفاء وبطاركة كنيسة المشرق. فأصبح بطريرك كنيسة المشرق القاطن في بغداد ممثلاً عن جميع المسيحيين ضمن الدولة العباسية على اختلاف مذاهبهم. غير أن فترة العباسيين شهدت كذلك اضطهادات متفرقة عادة ما تزامنت مع فترات الحروب ضد البيزنطيين. كان أشدها في عهد الخلفاء محمد المهدي وهارون الرشيد، وعبد الله المأمون ما أدى إلى حدوث هجرات كبيرة لمسيحيي العراق إلى سواحل البحر الأسود الجنوبية وخاصة مدينة سينوبي حيث استقبلهم الإمبراطور ثيوفيلوس.
حول أبا الثاني (741-751) مركز البطريركية إلى كشكر فترة قصيرة قبل أن يتحول إلى كاتدرائية كوخي في قطيسفون. ولم تدم بطركية خلفه سورين (753) سوى عدة أشهر حيث توفي في سجن الخليفة المنصور بعد خلافه مع البطريرك اللاحق يعقوب الثاني (753-773)، والذي قضى كذلك معظم فترته مسجونًا من قبل الخليفة المنصور. قام خلفه حننيوشوع الثاني (773-780) بتنقيح مقررات السينودسات السابقة.

الولايات البطريركية لكنيسة المشرق في الشرق الأوسط بالقرن العاشر.

ويعتبر طيموثاوس الأول (780-823) بدون شك أبرز بطاركة كنيسة المشرق، وأهم رجل دين مسيحي في عصره. حيث ترأس في مقره بقطيسفون على 27 مطرانية و230 أبرشية يتبعها عشرات الملايين في منطقة تمتد من شمال أفريقيا حتى البحر الأصفر. واجه طيموثاوس عدة صعوبات في بداية فترته فاضطر لمنح مطارنة كشكر وعيلام صلاحيات إضافية لإرضائهم. وقام لاحقا بتحويل كرسيه من كاتدرائية كوخي بقطيسفون إلى دير الجاثليق على الضفة الغربية لدجلة في بغداد. تمكن بدبلوماسيته من تحييد كنيسته خلال معظم فترات الصراع العباسي البيزنطي في عهده، وتميزت علاقته مع الخلفاء العباسيين بالتقارب، حيث غالبا ما كان ينادمهم.
وعرف عنه كذلك غزارة مؤلفاته ومعرفته الفلسفية واللاهوتية العالية ومعرفته بعدة لغات، ولم يحفظ من أعماله التي تزيد على 200 بحسب المؤرخ عبديشوع بار بريخا سوى 50، لعل أبرزها مناظرته مع الخليفة المهدي.
على أن أهم ما ميز فترته كان نشاطه التبشيري في آسيا. فعمل على مركزة سلطة الكنيسة وخاصة في الهند حين رفض بعض مطارنة مسيحيي القديس توما سلطة كرسي قطيسفون فعمد إلى تغيير قوانين انتخاب المطارنة بحيث تتم تترتب موافقة البطريرك والملك قبل قبول نتائجها. عمل طيموثاوس كذلك على تهيئة المرسلين إلى آسيا وذلك بتدريسهم كل من الفلسفة واللاهوت بالإضافة إلى ثقافات ولغات الشعوب الأخرى. كما دعى عدة كنائس أخرى لمشاركة نشاطه ويظهر ذلك في رسالته إلى دير مارون يخبرهم فيها بحاجته إلى مبشرين بين الترك بعد موافقة ملكهم على نشاطهم. حققت سياسته نجاحا كبيرًا ويظهر ذلك من خلال قيامه بتأسيس عدة مطرانيات وأبرشيات في الهند والتيبت والصين واليمن وحول بحر قزوين.
شهدت بداية القرن التاسع ظهور عدد كبير من الكتب الدينية المسيحية بالعربية بدلاً من السريانية، فبالرغم من كتابة طيموثاوس لأعماله بالسريانية غير أنها سرعان ما كانت تترجم للعربية. من أبرز من ألف بالعربية كذلك السكرتير البطريركي أبو الفضل علي بن ربان النصراني، وعمار البصري وإسرائيل الكشكري، على أن أهم لاهوتيي كنيسة المشرق كثيودور بار قوني استمروا بالتأليف بالسريانية التي تطورت مفرداتها الأدبية بشكل ملحوظ.

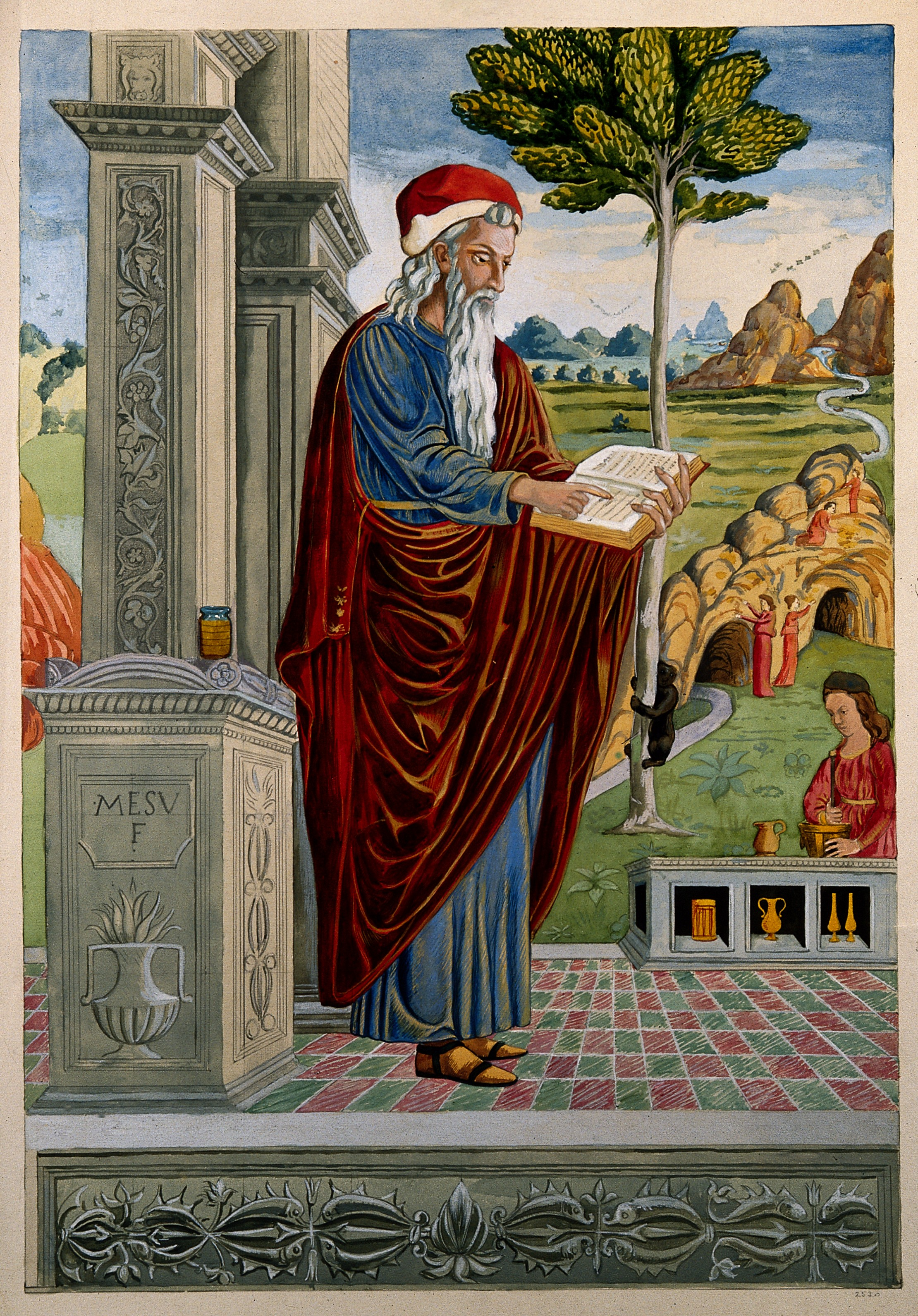
رسمة للطبيب والمترجم السرياني يوحنا بن ماسويه أول من تولى رئاسة بيت الحكمة في عهد هارون الرشيد.

يعتبر خليفة طيموثاوس يشوع بار نون (823-828) الذي ولد في قرية بنينوى كذلك لاهوتيًا بارزًا، وعرف بانتقاده الشديد لسلفه، وبالرغم من العداء الشخصي بينهما فقد تم اختيار بار نون بموافقة طيموثاوس وهو على سرير موته. وبالمقابل طلب الأخير بدوره أن تحرق أعماله التي هاجم من خلالها طيموثاوس.
خلف يشوع بار نون كل من جيورجيس الثاني (828-831) ومن ثم سبريشوع الثاني (831-835) الذي جبا عدة أديرة وقام ببناء مدرسة لاهوتية ببغداد.
حول إبراهيم الثاني (837-850) كرسيه إلى سامراء بعد أن اتخذها المعتصم بالله عاصمة له. وخلفه ثيودوسيوس (853-858) الذي قضى معظم فترته محبوسًا بعد أن غضب الخليفة المتوكل على الله على طبيبه بختيشوع بن جبريل وأمر بسجنه. عرف عهد المتوكل بشكل عام باضطهاده للمسيحيين فكان أول خليفة عباسي فرض على المسيحيين لبس الشارة الصفراء، كما منعهم من ركوب الخيل والتبضع بأسواق الجمعة وأمر بهدم قبورهم وعدد كبير من كنائسهم. غير أنه لم يقم بإعدام أي مسيحي كما استمر العديد منهم يشغرون مناصب هامة في الدولة العباسية. أدت هذه السياسة إلى عصيان في حمص قام به اليهود والمسيحيين تم قمعه بعنف وتم جلد عدد من القادة اليهود والمسيحيين حتى الموت.
كان الخليفة أبو جعفر المنصور أول خلفاء بني العباس اهتمامًا بالعلم والعلماء، وقام باجتذاب الأطباء النساطرة إلى مدينة بغداد، وترجمت له كتب في الطب والنجوم والهندسة والآداب، وألفت له ولعصره الكثير من كتب الحديث والتاريخ، وترجم جرجيس بن بختيشوع مؤلفات كثيرة في الطب من اليونانية إلى العربية، كما أن المنصور طلب من إمبراطور بيزنطة أن يرسل له أعمال إقليدس والمجسطي لبطليموس، وترجم كتاب إقليديس للعربية، وكان هذا الكتاب أول كتاب يترجم من اليونانية إلى العربية في عهد الدولة العباسية. ساهم المؤلفون النساطرة في نهضة التأليف تحت مظلة بيت الحكمة، وأبرز هؤلاء النساطرة آل بختيشوع الذين قدموا إلى جنديسابور في عهد هارون الرشيد ووزرائه البرامكة، وتناقلوا العلم من جيل إلى جيل على مدى ثلاثة قرون في عهد العباسيين، وخدموا الطب والمنطق والديانة النصرانية بما عرَّبوا وألفوا. كان المأمون يجل علماء الملل الأخرى من علماء اليهود والنصارى وغيرهم، ويحتفي بهم في مجلسه لا لعلمهم فقط، بل لثقافتهم في لغة العرب ومعرفتهم بلغة اليونان وآدابها، وقد أخرجوا من أديرة سورية وفارس والسند وفلسطين كتبًا خطية في الفلسفة والتاريخ والهندسة لعلماء اليونان وفلاسفتهم، ثم ترجموها إلى العربية بدقة وعناية كبيرة، ولم يكن التسامح سائدًا في زمن المأمون فقط، بل في معظم عهود الخلفاء العباسيين، وكانت الحرية التامة تسود بيت الحكمة، وأشرفوا على خزنة الترجمة فيه النصارى من السريان واليعاقبة وفيهم الصائبة والأقباط والبراهمة والمجوس واليهود وغيرهم.
نشط أتباع كنيسة المشرق في الترجمة من اليونانية إلى السريانية ومن ثم للعربية وخاصة في عهد الدولة العباسية حيث كان معظم المترجمين في بيت الحكمة من اليعاقبة والنساطرة وقد برزوا أيضا بالطب والعلوم والرياضيات والفيزياء فاعتمد عليهم الخلفاء، ومن أبرز العلماء والأطباء في تلك الفترة أسرة بختيشوع الذين خدموا كأطباء للخلفاء العباسيين وكان منهم جبريل بن بختيشوع وبختيشوع بن جبريل ويوحنا بن بختيشوع وأبو سعيد عبيد الله بن بختيشوع، ويوحنا بن ماسويه مدير مشفى دمشق خلال خلافة هارون الرشيد، وحنين بن إسحاق المسؤول عن بيت الحكمة وديوان الترجمة وابنه إسحاق بن حنين، وحبيش بن الأعسم، ويحيى بن البطريق، ومتى بن يونس، وأسطفان بن باسيل، ويحيى بن عدي وغيرهم. وأصبحت بغداد عند إنشأها مركزا لكنيسة المشرق وكان بطاركتها غالبا ما ينادمون الخلفاء العباسيون. غير أن فترة الازدهار هذه بدأت بالانحسار بوهن الدولة العباسية وانتهت بسقوط بغداد سنة 1258 وسيطرة القبائل المنغولية والتركية على المنطقة.

### العهد الإسلامي الوسيط

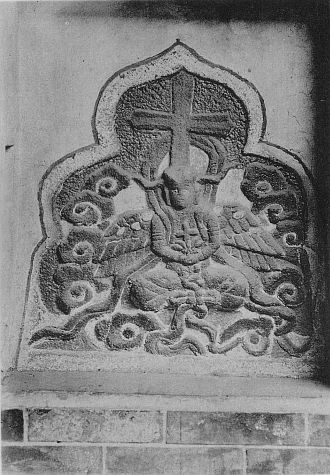
شاهد قبر لأحد أفراد كنيسة المشرق في غوانغزهو جنوب شرق الصين.

بدأت الخلافة العباسية بالانحلال بنهاية عهد المتوكل فاستقلت عدة أجزاء عنها. حاول الخلفاء اللاحقون استعادة توازنهم عن طريق الاعتماد على مرتزقة ترك. أنهت هذه السياسة هيمنة العرب على الحكم وبحلول القرن العاشر بات الخليفة العباسي مجرد منصب اسمي بينما انتقلت السلطة الفعلية لأيدي عدة سلالات تركية متناحرة. أثرت تلك التحولات سلبًا على مسيحيي الدولة العباسية فبينما أدى ضعف السلطات على إرخاء القوانين المعادية «لأهل الكتاب» التي كان المتوكل قد فرضها، انتشرت أعمال الشغب من قبل العامة التي غالبا ما استهدفت المسيحيين.
أعاد سرجيوس (860-872) كرسي البطريركية إلى بغداد سنة 865. وفي عهد يوحنا الرابع (900-905) حصل أهالي بغداد المسيحيين على حق اختيار البطاركة. وحصل خلفه إبراهيم الرابع (906-937) على تأكيد من السلطات بأحقية كنيسة المشرق في تمثيل المسيحيين في الدولة العباسية. وبنتيجة ضعف سلطة الدولة إلى قيام عدة اضطرابات في بغداد أدت أحيانًا إلى تدمير الكنائس من قبل العامة كما حصل في عهد يوحنا الخامس (1000-1011) حين قتل جمع كبير من المصلين بعد إحراق كنيستهم، غير أن الخليفة المقتدر بالله (908-932) قام بعقاب المتسببين بذلك حينها. على أن العلاقة بين الإسلام وكنيسة المشارقة اتصفت بالتوتر وعدم الثقة منذ ذلك الحين، كما يظهر من خلال إجبار سبريشوع الثالث (1064-1072) على الإشراف على تنفيذ الشريعة الإسلامية بين رعاياه.
في ظل هذه الظروف تناقص عدد المسيحيين بشكل كبير نتيجة للهجرة أو التحول إلى الإسلام كما تضعضعت أحوالهم المالية، ويظهر ذلك من خلال إيرادات الجزية التي تناقصت من 130,000 درهم أوائل القرن التاسع إلى 16,000 خلال القرن اللاحق. تزامن هذا مع اختفاء كامل لللغة اليونانية كلغة يومية وتراجع السريانية لحساب اللغة العربية التي أصبحت لغة التواصل المشتركة بالشرق الأوسط.
تحسنت أوضاع الكنيسة في فترة حكم البويهيين الشيعة بين 945-1055، غير أنها ساءت مجددًا بوصول السلاجقة. ويذكر القاضي الماوردي عددًا من القيود التي فرضت على المسيحيين كمنع دق النواقيس وبناء مباني أعلى من بنايات المسلمين وانتقاد الإسلام والنوح على موتاهم. بالرغم من هذه القوانين إلى أن أحوالهم فعليًا لم تكن أسوأ مما كانت عليه في العهد الساساني.
كما أدت غزوات السلاجقة وبدء الحملات الصليبية إلى عدة مجازر قام بها الطرفان، بالرغم من عدم تأثيرها المباشر على كنيسة المشرق إلا أنها خلقت جوا من العداء بين المسيحية والإسلام اتصفت به القرون اللاحقة.
ازدادت المنافسة على مركز البطريركية منذ القرن الثاني عشر ونتيجة لذلك يلاحظ شغور الكرسي لعدة سنوات بعض وفاة البطريرك بسبب عدم حدوث توافق على خلفه. كما لجأ بعض المرشحين لرشوة السلطات لتأمين انتخابهم. ومن الجدير بالذكر أن العديد من الاضطهادات التي شنتها السلطات حرض عليها مسيحيون لتصفية حسابات شخصية.

#### عهد المغول

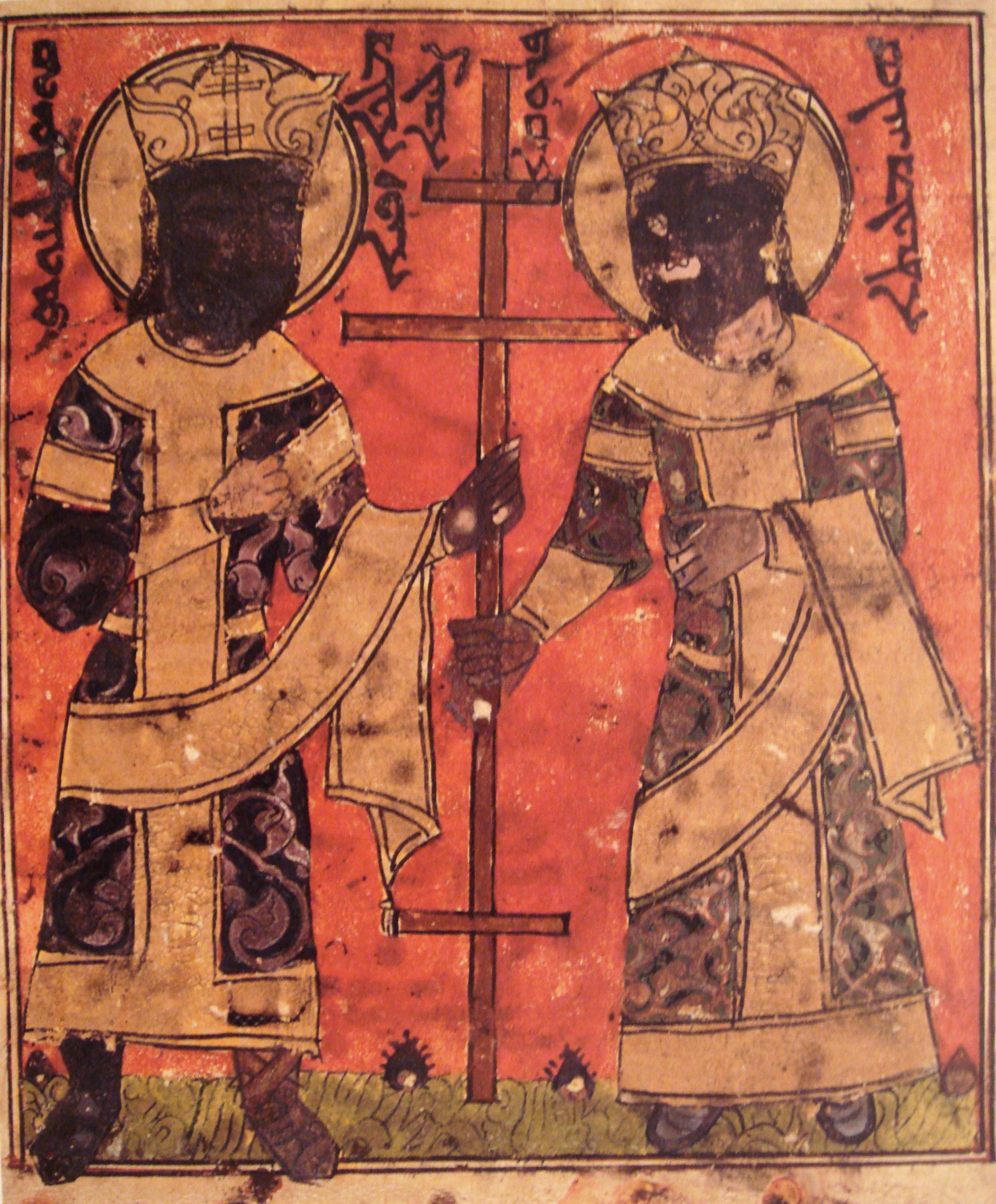
مخطوطة إنجيل سرياني يمثل هولاكو وزوجته دوقوز خاتون على هيئة قسطنطين وهيلانة

برزت القوة العسكرية للمنغول بالصعود أواخر القرن الثاني عشر على يد جنكيز خان الذي تحالف مع القيرايتيين أتباع كنيسة المشرق. فتمكنوا من غزو الصين. خلفه تولي الذي أكمل مسيرة والده فغزا آسيا الوسطى وقام بتدمير العديد من المدن التي دخلها عنوة مثل مرو ونيشابور وهرات ما أدى إلى مقتل الملايين وانهيار كنيسة المشرق بشكل كامل هناك. تزوج تولي بسرقويتي بيجي المسيحية التي أنجبت منه مونكو خان وقبلاي خان. وأرسل مونكو أخاه الأصغر هولاكو لاحتلال العراق والشام، ونتيجة لزواج الأخير من دوقوز خاتون إحدى القرايتيات التي اتبعن كنيسة المشرق فقد نظر إليه مسيحيو تلك الأنحاء على أنه من سيخلصهم من الاضطهاد. فخلال سقوط بغداد على يده سنة 1258 أمر بتأثير من زوجته بعدم التعرض للكنائس، بينما قامت قواته بتدمير باقي مباني المدينة وقتل الألاف من سكانها. غير أن الأذى لحق بالمجتمع المسيحي في بغداد كذلك حيث تناقص عددهم بشكل ملحوظ بعد المجزرة إلى بضعة آلاف. عرض هولاكو قصر الخلافة للبطريرك مكيخا الثاني (1257-1265) فاتخذه مقرا له، كما استقبل المسيحيون المغول بحفاوة لدى دخولهم نصيبين وحران وحلب ودمشق، غير أنهم أصيبوا بنكسة بهزيمتهم في معركة عين جالوت سنة 1260 فتوقف المد المغولي وتوجب على مسيحيي بلاد الشام دفع ثمن غالي لتعاطفهم مع المغول.
استقل هولاكو بالجزء الغربي من الإمبراطورية المغولية مؤسسًا بذلك الدولة الإلخانية التي شملت أجزاء من آسيا الوسطى وإيران والعراق وتركيا حاليًا. عرف عن زوجة هولاكو دقز تعصبها للمسيحية غير أن هولاكو سلك سياسة مخالفة فحين هوجم مسلمو تكريت رد هولاكو بأن أعدم جميع أهالي تكريت المسيحيين دون تمييز. خلف هولاكو ابنه أباقا خان الذي أمر باستبدال موظفي الدولة من المسلمين بمسيحيين ويهود.
حاولت الدولة الإلخانية عقد حلف مع مع الصليبيين غير أن هؤلاء نظروا بعين الشك إلى المغول وخاصة لعلمهم بالمجازر التي قاموا بها عند احتلالهم لمرو والتي أدت لمقتل حوالي المليون وتدمير مطرانية المدينة. من ناحية أخرى تمكنوا من عقد حلف مع أرمن قيليقيا كما أدى انفتاحهم الديني وعلاقتهم الحسنة مع كنيسة المشرق إلى نشاط المبشرين المسيحيين بين المغول الصينيين فأعيد إنشاء مطرانيأت متفرقة في منغوليا والصين وأصبحت عدد الأبرشيات ضمن الصين اليوانية حوالي 230. من الملاحظ أن الكنيسة الكاثوليكية استغلت فرصة سيطرة المجهول على طريق الحرير وسهولة السفر لإرسال مبشرين كاثوليك إلى الصين ومنغوليا غير أن نجاحهم كان محدودا مقارنة بكنيسة المشرق.
من الملفت للنظر أن علاقة كنيسة المشرق مع الأرثوذكس الشرقيين من الجورجيين والروس والملكانيين اتسمت بالتقارب حتى أنهم غالبًا ما دفنوا موتاهم في نفس المقابر. غير أن التعاون بين المسيحيين تراجع بظهور المرسلين الكاثوليك الذين حاولوا التبشير بين المسيحيين.
بعد وفاة دنحا الأول (1265-1281) خليفة مكيخا وقع الاختيار على مرقس أحد الحجاج الأويغور إلى القدس لقيادة كنيسة المشرق. كان مرقس راهبًا جاء إلى المشرق برفقة الربان بصروما من ديره الواقع بالقرب من بكين بالصين بغية الحج إلى القدس، زار مرقس وبارصوما الأديرة الواقعة في العراق والجزيرة غير أن رحلتهما توقفت بعض أن تمكن المماليك من الاستيلاء على القدس. وفي خطوة مفاجئة تم اختيار مرقس بطريركًا بعد وفاة دنحا ليصبح بذلك أول قائد للكنيسة من أصل مغولي فاتخذ كبطريرك اسم يهبالاها الثالث وتزعم كنيسة المشرق من سنة 1281 وحتى 1317. كانت أول خطواته تحويل كرسيه إلى مراغة شمال إيران حاليا والتي كانت عاصمة للمغول. توفي أباقا بفترة قصيرة بعد هزيمته على يد المماليك فتولى أخاه تقودار مقاليد الحكم وحاول استمالة المماليك بأن أسلم وحبس يهبالاها ودمر كنائس مراغة، غير أنه سرعان ما أقصي عن الحكم لحساب أخاه الآخر أرغون خان الذي تعاطف مجددًا مع المسيحيين وأعاد بناء كنائسهم.

#### انهيار الكنيسة

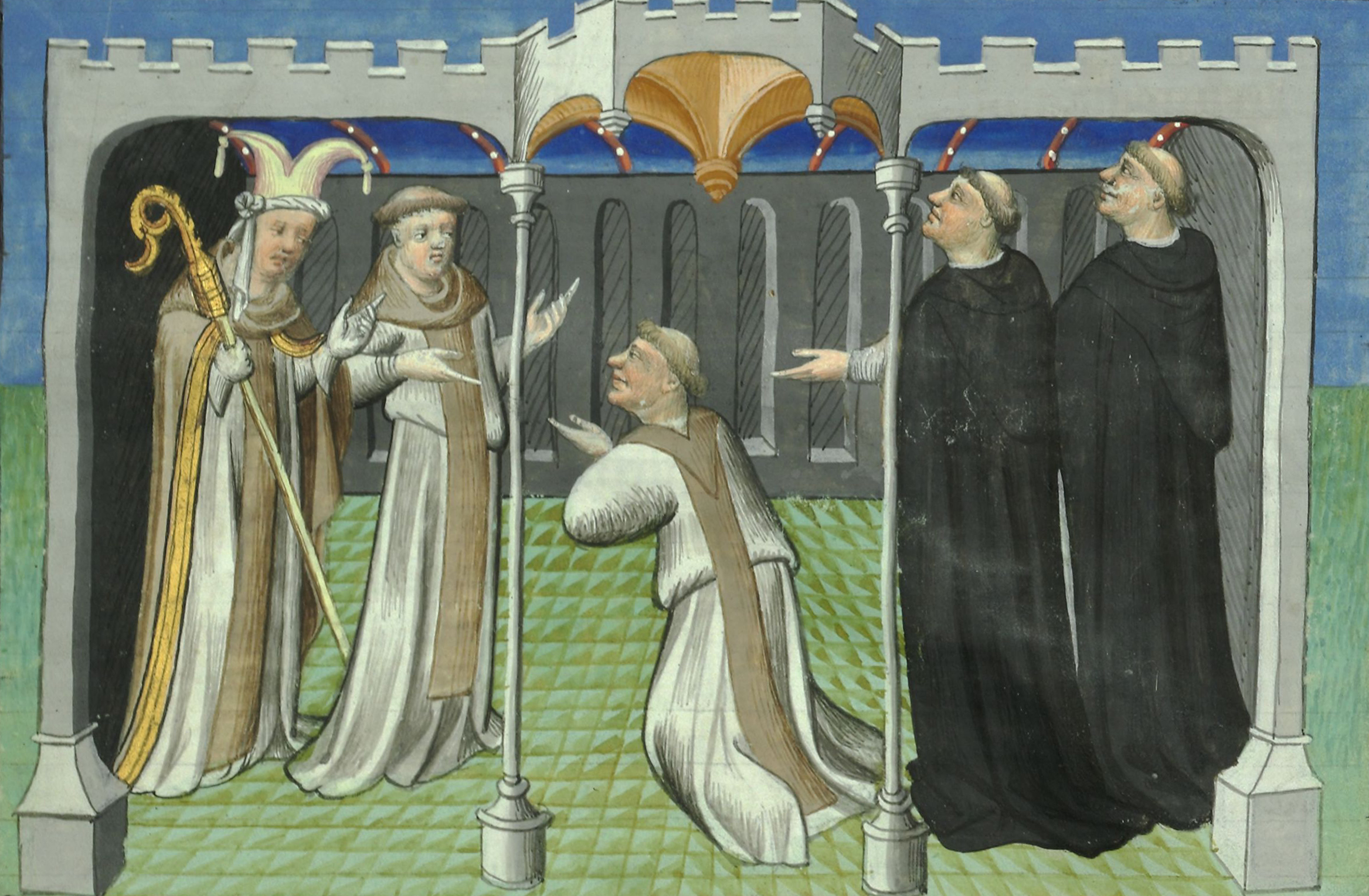
مبعوثي البابا يلتقون بيهبالاها الثالث في مخطوطة أوروبية من القرن الخامس عشر. يظهر بيهبالاها لابسا قبعة مهرج كونه هرطوق بحسب النظرة الكاثوليكية.

أدى الغزو المنغولي لأوروبا بقيادة باتو خان وتأسيس القبيلة الذهبية على حدود أوروبا الشرقية إلى تدهور العلاقة بين المنغول والمسيحيين الغربيين. وبالرغم من قيام كلا الطرفين بإرسال بعثات من أبرزهم ماركو بولو والربان بارصوما للتوصل إلى تحالف إلى أنها لم تتوج بنجاح، وبأواخر القرن الثالث عشر بدأ المغول بالتحالف مع المسلمين وأصبح حكام الإلخانية يميلون إلى الإسلام شيءًا فشيئًا، وخاصة بعد سقوط عكا بيد المماليك سنة 1291 وهو الأمر الذي فسره المنغول على أنه ضعف مسيحي. فبدأ محمود غازان (1295-1304) باضطهاد المسيحية والبوذية.
فتذكر إحدى القرارات التي حملت ختم غازان أمرا بتدمير الكنائس وقلب المذابح وإسكات التراتيل، ودعا إلى قتل كبار اليهود والمسيحيين. غير أن قرارات كهذه لم تنفذ في جميع المناطق، فسلم مسيحيو الموصل وكنائسها بعد أن رشوا حاكمها، بينما دمرت كنائس أربيل حين لم يتمكن مسيحييها من جمع ما يكفي لإنقاذها. كما
سجن يهبلاها وكاد يعدم لولا تدخل الملك الأرمني هيثوم الثاني الذي ساعد بجمع مبلغ 20,000 لإنقاذ البطريرك، وتمكن من إقناع الخان بإنقاذ كنائس مراغة وإيقاف الاضطهاد سنة 1286.
غير أن العام التالي شهد سلب وتدمير الكرسي البطريركي في مراغة من قبل مسلميها فحول يهبلاها كرسيه إلى أربيل. وبالرغم من الجو السائد المعادي للمسيحية إلا أن يهبالاها تمتع لاحقًا بعلاقة حسنة مع غازان، فعاد وبنى ديرًا جديدًا بمراغة بعد أن توقف الاضطهاد بها سنة 1303.
توفي غازان سنة 1304 وخلفه على الحكم أخاه أولجايتو (1304-1316) الذي تحول من المسيحية إلى الإسلام. تمتع البطريرك بعلاقة جيدة مع الحاكم الجديد غير أن ذلك لم يحد من اضطهاد المسيحية، وحتى حين حاول الإيلخان تخفيف حدة الاضطهاد استمر حكام محليون بإجبار المسيحيين على اعتناق الإسلام قسرًا. فتذكر مخطوطة أن عهد أولجايتو شهد إقرار قانون يخير المسيحيين بين الإسلام أو دفع الخراج والجزية ونتف لحاهم وشمر وجوههم، وحين رضى المسيحيين بشروطه، أمر بخصيهم وسمل إحدى عيناهم.
كاد يهبالاها أن يقتل في أربيل خلال المذبحة التي تعرض أبيد خلاها المسيحيون الذين تحصنوا بقلعتها في 1 تموز 1310، وشهدت آمد مذبحة مماثلة راح ضحيتها عشرات الآلاف سنة 1317، وتدهورت أحوالهم في بغداد بحيث أصبحوا لا يجرؤون على الظهور علنًا.
توفي يهبالاها سنة 1317، وشهد عهده تحول كنيسة المشرق من أهم الطوائف المسيحية مترأسًا على 75 أسقفًا ومطرانًا، إلى طائفة مضطهدة متحصنة بجبال أعالي بلاد الرافدين. انتخب طيموثاوس الثاني (1318-1332) على الكرسي في العام التالي وترأس بنفس العام سينودسًا، كما عرف عنه تأليفه لعدة كتب لاهوتية شرح فيها معتقد كنيسة المشرق باستفاضة. وتميز بداية عهده بنزاع مع الكنيسة الكاثوليكية التي أنشأت سنة 1318 ولاية بطريركية في آسيا تمركزت بمدينة سلطانية شمال شرق طهران حاليًا. وسرعان ما ازداد الصراع حدة حين بدأ الرهبان الكاثوليك بمحاولة كثلكة أتباع كنيسة المشرق. كما قام البابا الكاثوليكي يوحنا الثاني والعشرون بإرسال مبشرين إلى بكين وقيلون بكيرالا في محاولة لتحويل أبناء كنيسة المشرق. شهدت هذه الفترة بروز عبديشوع بار بريخا الذي يعتبر آخر الكتاب واللاهوتيين السريان الكبار. من الكتاب البارزين الذين تبعوه عمر بن متى الذي ألف كتاب المجدل الذي حمل نفس عنوان مؤلف ماري بن سليمان الذي ألف سنة 1150. كما ألف صليبا بار يوحنا الموصلي كذلك كتابا اشتق أغلبه من كتاب المجدل عمر بار متى.

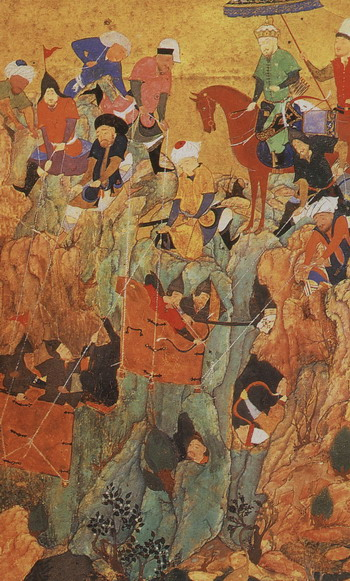
منمنة تظهر تيمور راكبًا حصانه يأمر بمهاجمة بلدة جورجية. كادت حملات تيمور أن تقضي على كنيسة المشرق بشكل كامل.

تمتع المسيحيون في بغداد في عهد الإلخان أبو سعيد بحماية من قبل أحد أمرائه غير أن أوضاعهم ساءت مجددًا بعد 1327. بعد وفاة أبو سعيد تصارع عدة أمراء على الحكم إلى أن تمكن الجلائري حسن برزج من بسط سيطرته على العراق. وفي عهده ظهر الأمير المسيحي المنغولي هجي توجي الذي تحالف مع الجلائيريين وقام باستعادة بعض الكنائس في بغداد كما دعم ترشيح دنحا الثاني (1336-1381) كرأس على كنيسة المشرق في بغداد.
نقل دنحا كرسيه إلى كرملش شرقي الموصل كما عرف عنه علاقته الودية مع بطاركة الكنيسة السريانية الأرثوذكسية.
اجتاح الآق قویونلو بقيادة أوزون حسن معظم بلاد فارس والعراق بالنصف الثاني من القرن الخامس عشر، كما نتج عن تحالف خلفه يعقوب مع جمهورية البندقية تسامح الأخير مع المسيحيين في مملكته.
ومنذ تلك الفترة لا يعرف عن خلفائه سوى ترتيبهم ومعلومات يسيرة عن تنقلهم بين الموصل ومراغة وأورميا، بحسب الوضع الأمني. كما يظهر من العدد المحدود من البطاركة الذين خلفوا يهبلاها أن الكرسي ظل شاغرا لفترات طويلة جدًا.
ومن الواضح أن المسيحيين تعرضوا لاضطهادات شديدة عقب سقوط الإلخانية بوفاة أبو سعيد بهادر خان (1316–1335) بالرغم من قلة المعلومات التاريخية عن أحوالهم في تلك الفترة. فيعود آخر ذكر لكنائس طيرهان وبلد وسوقطرة إلى أوائل القرن الرابع عشر. كما تعود أحدث القبور المسيحية المكتشفة في المقبرة السريانية ببيشبك إلى سنة 1345، كما أرخ آخر قبور الترك المسيحيين في ألمالق بأقصى غرب الصين إلى 1368، وذلك برغم من المذبحة التي طالتهم سنة 1338. وعموما فآخر نقش سرياني في آسيا الوسطى يعود إلى 1372، أي بعد أربع سنوات من حضر المسيحية في الصين بصعود سلالة مينغ.
كانت المسيحية قد ضعفت بشكل ملحوظ في آسيا الوسطى وبلاد فارس وجنوب العراق غير أن نهايتها هناك جاءت من دون شك بعد حملات تيمور لنك.
بدأ تيمور حكمه في سمرقند غير أنه ما فتيء أن بدأ يوسع سلطته لتشمل السلالات التركية في بلاد فارس والعراق وأرمينيا بحلول سنة 1395. وعرف بقيامه ببناء أهرامات بشرية من جماجم قتلى المذابح التي قام بها خلال حملاته تلك. أدت تلك الحملات إلى استهداف غير المسلمين بشكل خاص، وهو الأمر الذي سرع في تحول الناجين إلى الإسلام. بينما فر من تبقى إلى جبال العراق وكردستان، وحتى في تلك المناطق غالبًا ما تعقبتهم قوات تيمور حيث اختبأوا في الكهوف وأضرمت النار فيها ما أدى إلى قتلهم خنقًا.
لدى وفاة تيمور سنة 1405 باتت كنيسة المشرق قاب قوسين أو أدنى من الاختفاء من التاريخ بعد تدمير مؤسساتها الثقافية والدينية بشكل شبه كامل. وتحول كرسي البطريركية إلى منصب وراثي ينتقل إلى ابن الأخ تحت تأثير الأم والخالات (لم يكن للبطريرك أطفالاً كونه بتولاً) بقرار من شمعون الرابع باسيدي (1437-1497) سنة 1450.
وعرف منصب الخليفة المحتمل بناطر كورسيا (بالسريانية: ܢܛܪ ܟܘܪܣܝܐ) أي «حارس الكرسي». بدأت المطرانيات والأسقفيات تتشكل مجددًا وخاصة بمنطقة الجزيرة الفراتية كما في ماردين ونصيبين غير أن أسقفيات أخرى اختفت في القرن السادس عشر كما في طرسوس. كما أرسل شمعون مطرانًا إلى جنوب الصين التي كانت ضمن بطريركية تشمل الهند وجاوا بعد انقطاع طال عدة أجيال. كما أرسل البطريرك إلياس الخامس (1502-1503) ثلاثة رهبان إلى كل من هذه المناطق الثلاث تمكنوا خلالها من إعادة بناء هيكلية تلك الكنائس.
شهدت نفس الفترة كذلك نشاطًا بحريًا أوروبيًا في المحيط الهندي فالتقوا مسيحيي القديس توما من أتباع كنيسة المشرق الذين كانوا يتمتعون باستقلالية وامتيازات تجارية. كما التقى المستكشف الإيطالي لوكوفيكو دي فارتيما بمجتمعات مسيحية تتبع كنيسة المشرق في ماليزيا وسومطرة.

### عهد الانقسامات الكنسية
أدى انعزال بطريركية كنيسة المشرق إلى استمرار محاولة البابوات الكاثوليك لتحويل السريان المشارق إلى الكثلكة فنجحت أولى المحاولات أثناء مجمع فلورنسا حين اعترف أسقف قبرص طيموثاوس الطرسوسي بالإيمان الكاثوليكي وحمل لقب رئيس أساقفة قبرص الكلداني (باللاتينية: Archiepiscopus Chaldaeorum,qui in Cypro sunt) في 7 آب 1445، ومنذ ذلك الحين أصبح لقب الكلدان يطلق على أبناء كنيسة المشرق الذين تبعوا كنيسة روما. أدت سياسة الليتنة وتعدد رؤوس الكنيسة إلى انهيار هذا الاتحاد.
تمكن العثمانيون من إحكام سيطرتهم على كردستان سنة 1516 وأدت معاهدة لاحقة مع الفرس إلى تقسيم مناطق تواجد أبناء كنيسة المشرق بين الطرفين.
حكم العثمانيون المنطقة بحسب النظام الملي وفيه مثل البطريرك مسيحيي تلك الأنحاء رسميا مقابل قيامه بجمع الضرائب من رعايه لحساب الباب العالي، غير أن كنيسة المشرق لم تحض باعتراف رسمي كملة رسمية حتى عام 1844.
شهد القرن السادس عشر تمركز مركز البطريركية في المنطقة المحصورة بين نهر دجلة وبحيرتي وان وأورميا في حين بدأت ما تبقى من البطريركيات والأسقفيات في تبريز وبغداد ونصيبين وأربيل والجزيرة الفراتية بالاختفاء من حوليات الكنيسة في القرنين السادس عشر والسابع عشر،
وتحول البطاركة إلى مجرد قادة قبليين بعض أن فقدوا المراكز العلمية واللاهوتية التي اشتهروا بها في القرون السابقة.
ترأس شمعون السادس (1504-1538) ومن بعده شمعون السابع (1538-1551) كنيسة المشرق من دير الربان هرمزد في ألقوش.
لم يحظ شمعون السابع بشعبية كبيرة بين أتباعه وهو الأمر الذي أدى إلى انشقاق قسم منهم. غير أن الروايات تختلف حول كيفية الانشقاق. فبحسب النظرة الكاثوليكية التي ذكرها كل من الكاهن الهولندي المختص بالسريانية أندراوس ماسيوس وثاني البطاركة الكلدان عبد يشوع الرابع مارون، فإن شمعون السابع توفي في جزرتا سنة 1551 وتم الاتفاق على تنصيب ابن أخيه شمعون الثامن دنخا الذي لم يتجاوز عمره الثمان سنوات والذي من المفترض أنه جلس في ألقوش بين 1551-1558. غير أن المشكلة في هذه الرواية أنها لا تتوافق مع ترجمة قام بها العلامة الماروني السمعاني لا تذكر وفاة البطريرك. كما يلاحظ أن مقبرة بطاركة المشرق في دير الربان هرمز تذكر وفاة شمعون السابع في 1 تشرين الثاني 1558 كما أنها لا تحوي على قبر لابن أخيه المزعوم.
وعلى أي حال يبدو أن بعض الرهبان والأساقفة تخاصموا مع البطريرك الجالس واتفق كل من أساقفة أربيل وأورميا وسلماس على اختيار يوحنا سولاقا أحد رهبان دير الربان هرمز بطريركًا على الكنيسة متخذصا اسم يوحنا الثامن. في محاولة لتعزيز موقفه قام يوحنا بالاتصال بالرهبان الفرنسيسكان وارتحل إلى روما سنة 1552 حيث قبل الإيمان الكاثوليكي على يد البابا يوليوس الثالث ويبدو أن البابا أعلم بأن اختيار يوحنا سولاقا تم بطريقة شرعية بعد وفاة سلفه، فكرس بطريركًا على الموصل لكنيسة المشرق في 28 نيسان 1553. عاد سولاقا إلى المشرق برفقة راهبين من الدومنيكان غير أنه لم يحظى سوى باعتراف مسيحيي ماردين وآمد. فقرر تأسيس الكرسي الكلداني في آمد ونجح في الحصول على أعتراف عثماني رسمي به على رأس «الملة الكلدانية» في كانون الأول 1553. قام يوحنا سولاقا لاحقًا بتكريس مطارنة على جزرتا وحصنا دكيفا وأنشأ أبرشيات في آمد وماردين وسعرد، فرد خصمه شمعون السابع بتنصيب مطارنة على نصيبين وحصنا دكيفا. تمكن شمعون من استمالة حاكم العمادية فقام هذا بدعوة يوحنا سولاقا وسجنه لأربعة أشهر حتى وفاته مقتولا سنة 1555. كما توفي شمعون سنة 1558 فخلفه ابن أخيه إيليا السادس (1558-1591).

#### الشمعونيون (خط قدشانس)

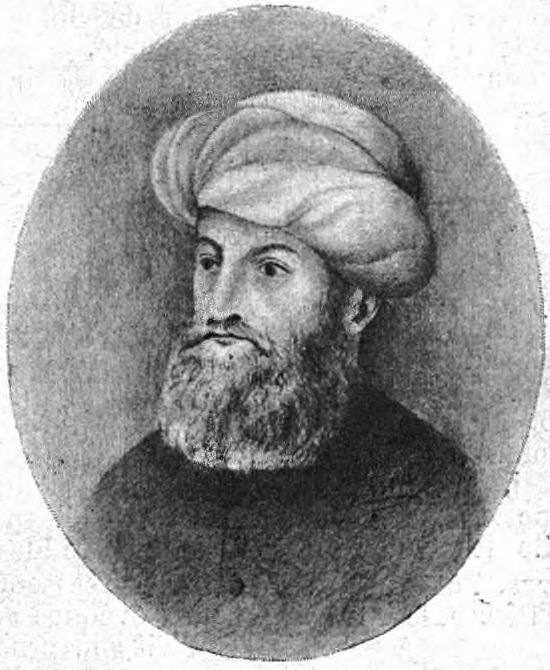
عبديشوع الرابع مارون، خلف يوحنا سولاقا كثاني بطريرك كلداني كاثوليكي واتخذ من سعرد مقرًا له.

اختار الأساقفة والمطارنة الكاثوليك الذين سيموا من قبل يوحنا سولاقا من بينهم مطران جزرتا عبد يشوع مارون (1555-1570) بطريركا على كنيستهم فسافر الأخير كما فعل سلفه إلى روما حيث كرس رسميًا باسم عبد يشوع الرابع ثم عاد وأسس كرسيه في دير مار يعقوب في سعرد وبقي فيه حتى وفاته سنة 1570.
بدأ خلفاء عبد يشوع مارون الكاثوليك يتخذون اسم شمعون لدى سيامتهم في محاولة لإضفاء شرعية على بطريركيتهم.
تلا عبد يشوع مارون راهبا لا يعرف عنه الكثير على رأس البطريركية حيث يعرف في بعض المراجع باسم يهبلاها الرابع أو يهبلاها الخامس وفي أخرى بشمعون الثامن ياهبالاها (1570-1580). خلفه مطران سلماس وسعرد وجيلو شمعون التاسع دنحا (1580-1600) الذي كان قد تكثلك على يد أحد رفاق يوحنا سولاقا. أضطر شمعون دنحا لنقل كرسيه إلى سلامس الواقعة خارج حدود الدولة العثمانية آنذاك هربًا من منافسه البطريرك غير الكاثوليكي إيليا السابع والسلطات العثمانية.
غير أن هذه الحركة جعلت اتصاله بالكاثوليك صعبًا للغاية ما حرى بخلفائه بنبذ الكثلكة والعودة إلى النظام الوراثي بعد أن قطن البطاركة تقليديًا بلدة قدشانس بحكاري. على أن الاهتمام بالكثلكة لم يتوقف بشكل مطلق وخاصة في ظل وجود الكرسي المنافس في ألقوش، حيث سارع شمعون العاشر إيليا (1600-1638) بطلب الاتحاد مع الكنيسة الكاثوليكية سنة 1619 بعد أن علم بنية الإيليين بذلك، غير أن هذا الاتحاد لم يتحقق.
استمر الرهبان الكاثوليك الذين أسسوا قاعدة لهم في الموصل بمحاولة استمالة بطاركة قدشانس فأرسل شمعون الحادي عشر (1638-1656) سنة 1653 اعترافًا بالإيمان الكاثوليكي إلى روما غير أنه توفي قبل أن تأتيه الموافقة من البابا. بينما تم عزل خلفه شمعون الثاني عشر (1656-1662) لدى قيامه بإرسال أعترف مماثل فحاول البابا ألكسندر السابع إقناع الشاه الصفوي عباس الثاني بإعادته لكرسيه. في حين رد شمعون الثالث عشر (1662-1700) على طلب كاثوليكي بقبوله الوحدة مع روما بشرط عدم تخلي كنيسته عن تقاليدها وطقوسها، وهو الأمر الذي رفضه الكاثوليك الذي يبدو أنهم يئسوا من محاولة استمالة كرسي قدشانس بعد ذلك.
في حين حقق الكاثوليك عدة نجاحات في كثلكة كرسيي آمد وألقوش، تميز كرسي قدشانس بالعزلة في عهد شمعون الرابع عشر شليمون (1700-1740). يبدو أن شمعون الخامس عشر ميخائيل (1740-1780) راسل البابا واعترف بالإيمان الكاثوليكي سنة 1772 في نفس الفترة التي شهدت كثلكة منافسه بطريرك ألقوش، فأصبحت جميع البطريركيات الثلاث المتنازعة متكثلكة لفترة وجيزة. دعا شمعون الخامس عشر، أو خلفه شمعون السادس عشر يوحنا (1780-1820) بحسب رواية أخرى، ملك جورجيا إيركلي الثاني لغزو كردستان عند حدوث اضطهاد في عهده، غير أن الملك الجورجي أعتذر عن ذلك ودعا البطريرك إلى توطين أتباعه في مملكته فاستوطن عدد كبير من السريان المشارقة بالقوقاز.
أصبح كرسي قدشانس الوحيد الذي لم يدخل الكاثوليكية بعد أن توحدت بطريركيتي آمد وألقوش بعد صعود البطريرك الكلداني يوحنا الثامن هرمز (1830-1838). غير أن يوحنا هرمز لم يستحسن فقدان عائلته الكرسي البطريركي لعلمه بعدم موافقة روما على وراثة المنصب. فشجع ابن أخيه منصور على الالتحاق ببطريرك قدشانس، وبالفعل قام منصور بإنكار الكثلكة وانتقل إلى قدشانس حيث عينه بطريركها شمعون السابع عشر إبراهيم مطرانا على عقرة. لم يلبث بعدها أن حصل على دعم عدة أساقفة فأعلن نفسه بطريركًا على كنيسة المشرق تحت اسم إيليا كعادة بطاركة ألقوش وانتقل إلى ألقوش حيث أسس بها كرسيه سنة 1831. غير أن محاولته لاستدراج مسيحيي حكاري وأورميا باءت بالفشل، فتمت معاقبته من قبل البابا. كما قام الكاثوليك بتعيين مطران سلماس الكاثوليكي نيقولاس زيا مساعدًا بطريركيًا ليوحنا هرمز على أن يخلفه على البطريريكية الكلدانية كخطوة احترازية. وبالفعل انتقل الكرسي إليه بعد وفاة يوحنا الثامن هرمز سنة 1838. أستمر الشمعونيون على رأس كنيسة المشرق الآشورية اغتيال شمعون الثالث والعشرون إيشاي سنة 1975 حيث تم انتخاب خلفه دنخا الرابع خننيا الذي لا يزال على رأس الكنيسة.

#### الإيليون (خط ألقوش)

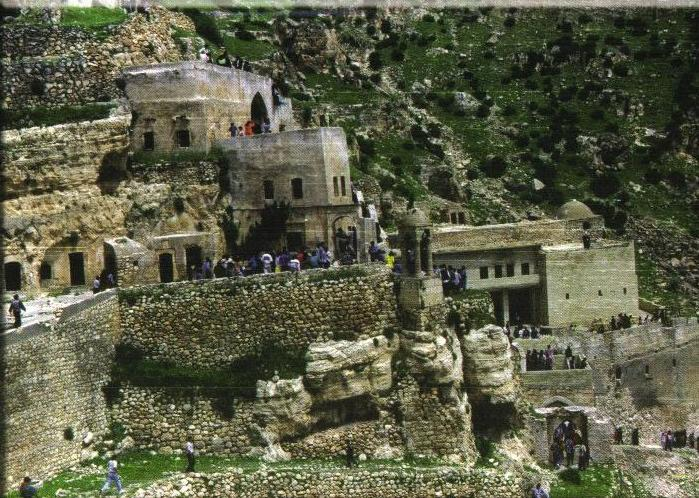
دير الربان هرمزد الواقع بالقرب من بلدة ألقوش بشمال العراق حاليا حيث تمركز البطاركة الإيليون.

تميز خلفاء شمعون السابع في ألقوش باتخاذهم لقب إيليا فترة توليهم الكرسي البطريركي. فعرف إيليا السادس بشعبية كبيرة بين أبناء كنيسة المشرق ما أدى إلى تقلص انتشار الكاثوليكية التي تبناها خصومه الشمعونيون. ويبدو أن خلفه إيليا السابع (1591-1617) بالعدد الكبير من أتباعه الذين مالوا إلى كثلكة أثناء حجهم للقدس، فأرسل بعثتين إلى روما سنتي 1605 و1610 ورد البابا بإرسال عدة بعثات إليه وإلي خلفه إيليا الثامن شمعون (1617-1660) لإفساح المجال لدخولهما الكنيسة الكاثوليكية وافق إيليا الثامن على التحول بشرط عدم حذف اسم نسطور من كتابات الكنيسة وهو ما تردد الكاثوليك في قبوله.
يبدو أن الكاثوليك بدأوا بتركيز جهودهم لاستمالة كرسي قدشانس فلم تكن هناك أي اتصالات تذكر مع إيليا الثامن بعد سنة 1617 وخاصة بعض أن دافع صراحة عن نسطور وشكك في إيمان بعض المتكثلكين بحضور رهبان فرنسيسكان. كما عرف عن خلفه إيليا التاسع يوحنا ماروجن (1660-1700) دفاعه عن الإيمان التقليدي للكنيسة.
تولى إيليا العاشر ماروجن (1700-1722) وخلفه إيليا الحادي عشر دنحا (1722-1778) قيادة بطريركية ألقوش من دير الربان هرمزد حتى تدميره خلال حملة نادر شاه الصفوي على المنطقة سنة 1743. فانتقل الكرسي إلى داخل بلدة ألقوش.
ازداد الضغط على إيليا الحادي عشر نتيجة لنجاح بطريرك آمد والمرسلين الكاثوليكين في تحويل أتباعه إلى الكثلكة، فقام بمراسلة مرسلي البابا على أمل كثلكته. نشب نزاع على الكرسي عقب وفاته سنة 1778 بين ابنا أخيه يوحنا هرمز ويشوعيهب، فحاول كلاهما الحصول على اعتراف من البابا بسلطته، فاختار البابا يشوعيهب الذي تولى البطريركية تحت اسم إيليا الثاني عشر من 1778 وحتى وفاته سنة 1804 بينما حاز خصمه يوحنا هرمز على لقب رئيس أساقفة الموصل.
قام إيليا الثاني عشر بحل علاقته مع روما سنة 1779 وانتقل إلى العمادية حيث حاز على دعم حكمها العثماني، كما نصب ابن أخيه حنانيشوع «حارسا على الكرسي»، شهد عهده صراعًا مع ابن أخيه الكاثوليكي يوحنا هرمز الذي دعم من قبل والي الموصل. ويبدو أن خصمه نجح في تحويل معظم قرى العمادية وعقرة إلى الكاثوليكية. توفي إيليا الثاني عشر سنة 1884 ودفن في دير الربان هرمزد، وبوفاته انقطع خط ألقوش البطريركي بعد أن تكلثكت جميع البلدات التابعة له.

#### اليوسفيون (خط آمد)

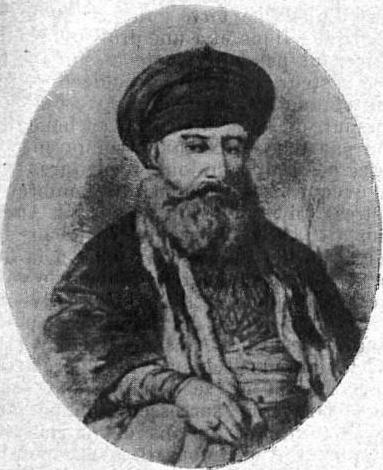
يوحنا هرمز، رئيس أساقفة الموصل تنافس على كل من كرسيي آمد وألقوش، وتمكن في آخر الأمر من توحيدهما مؤسسا الكنيسة الكلدانية الكاثوليكية الحديثة.

بالرغم من أنقطاع علاقتهم مع كلا البطريركيتين المتنافستين في ألقوش وقدشانس، إلا أن النشاط الكاثوليكي بالمنطقة استمر في القرن السابع عشر. ونجح الرهبان الكبوشيين الذين تمركزوا في آمد من استمالة العديد من أتباع كنيسة المشرق مجددًا، وسرعان ما تبعهم سنة 1667 مطران المدينة يوسف الذي كان قد عين من قبل إيليا التاسع. فحاول إيليا ثنيه عن ذلك كما سجن من قبل السلطات العثمانية، وأطلق بنفس العام وسافر إلى روما حيث عين رسميًا بطريركًا على الكلدان الكاثوليك في أيار 1681. عاد يوسف إلى آمد وأسس بها كرسيه البطريركي حتى سنة 1693 حين أعتزل بعد أن تدهورت صحته.
تم اختيار صليبا مرعوف التلكيفي لرئاسة كرسي آمد سنة 1696، فاتخذ لقب يوسف الثاني (1696-1713)، واشتهر بمؤلفاته الدينية باللغتين العربية والسريانية وترجماته لعدة كتب كاثوليكية إلى هاتين اللغتين. توفي يوسف الثاني بعد أن أصيب بوباء انتشر في مدينته فخلفه طيموثاوس ماروجي الذي عرف بيوسف الثالث (1714-1757).
حقق يوسف الثالث نجاحات كبيرة في نشر الكثلكة وخاصة في مناطق بطريركية ألقوش بسهل نينوى ما أدى إلى تضعضع هذه البطريركية التي تحولت لاحقًا إلى الكاثوليكية.
تم اختيار يوسف الرابع لعازر هندي (1757-1780) على رأس البطريركية الكلدانية في آمد بعد وفاة سلفه، ازدادت في عهده الضرائب العثمانية على كنيسته كما قامت السلطات بسجنه بعد أن أعترض على سياسة العثمانيين غير أنه نجح في الفرار إلى روما. خلفه ابن أخيه يوسف الخامس أوغسطين هندي (1781-1827) الذي بالرغم من قيادته بطريركية آمد فعليا إلا أنه لم يعين بطريقة رسمية من قبل البابا حتى سنة 1804، وبوفاته وصل الخط الآمدي الكاثوليكي لنهايته حيث اتحدت بطريركيتا آمد وألقوش لتكونا الكنيسة الكلدانية الكاثوليكية الحديثة.

### القرن التاسع عشر

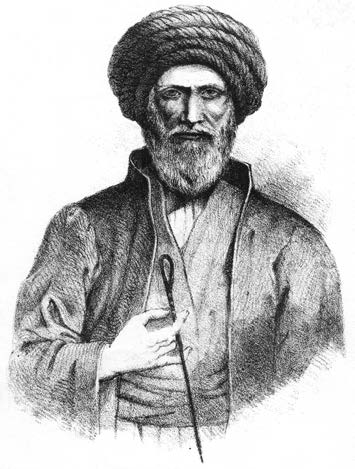
شمعون السابع عشر إبراهيم، بطريرك كنيسة المشرق بين سنتي 1820-1861.

انقسم أبناء كنيسة المشرق إلى ثلاث مجموعات متميزة بين القرنين السادس عشر والتاسع عشر:
الأولى تكونت من العشائر المستقلة التي قطنت بمنطقة حكاري الواقعة بكردستان الوسطى أسفل بحيرة وان. تميزت هذه المجموعة بحرية كاملة تحت زعامة البطريرك الذي أقام بكاتدرائية مار شليطا في قدشانس وتمتع بسلطة دينية ودنيوية في تلك الأنحاء.
المجموعة الثانية تكونت من العشائر شبه المستقلة التي خضعت جزئيًا لسلطة البطريرك الدنيوية في الوقت الذي توجب عليهم كذلك دفع الجزية لزعماء أكراد أو أفشاريون.
بينما عرفت المجموعة الثالثة باسم «الرعايا» وهم الذين لم يكن للبطريرك سوى سلطة روحية عليهم بينما عاشوا في قراهم التي خضعت لنظام القنانة فغالبًا ما عاشوا في ظروف صعبة تحت سيادة الأكراد والأفشاريون.
تشكل النظام الأداري للعشائر المستقلة على هيئة سلطة هرمية على رأسها البطريرك يتبعه زعماء العشائر المعروفين بال«ملك» (بالسريانية: ܡܠܟ)، ويترأس كل ملك على عدد من الرؤساء (بالسريانية: ܪܝܣ)، الذين يمثلون العوائل والقرى. ومن جهته تزعم البطريرك على مجلس مكون من «الملوك» يتولى بحث ومناقشة أمور ومشاكل العشائر.
بجانب الملوك والرؤساء كان للأساقفة والكهنة دور هام في هذا النظام الإداري بجانب دورهم الديني. وكان الأساقفة يمثلون البطريرك في المناطق التي كانت تقع خارج نطاق سلطته الإدارية في الجزيرة الفراتية وأذربيجان الفارسية. كان أشوريّو هكاري مستقلّون ويُقَسَّمُونَ إلى قبائل تسمى أشيرت: هم تياري العليا، وتياري السّفليّ، وتخومي، وطل، وباز، وجيلو، وزاران، وزيير وديسين. وكان أشوريّو قبائل هكاري مُوَحَّدُونَ سياسيًّا ودينيا تحت إدارة مار شمعون الّذي كان يخضع تحت سلطة الحكومة العثمانية. كان هذا المجتمع متّحد تحت الحكم الذّاتيّ، وإنقسم أشوريّو هكاري إلى قبائل تُحْكَم من قبل الزّعماء القبليّين يسمّون ملك. وكانت القبائل مُقَسَّمْة أيضًا إلى عشائر مكوّنة من بعض العائلات. وكان للعشيرة زعيم عادة يكون الأكثر ثقافة أو الأكبر سناً. مركز الإدارة لكلّ القبائل الأشوريةّ في بلدة قوتشانيس.
تحسنت أحوال أتباع كنيسة المشرق في سهل أورميا بعد أن وقعت تحت نفوذ الإمبراطورية الروسية سنة 1828، فتبع قسم منهم الكنيسة الروسية فترة من الوقت قبل أن يعودوا لكنيسة المشرق مجددًا بعض فترة وجيزة. كما ساعدت الإرساليات البروتستانتية الأمريكية إلى إنشاء مدارس حديثة وانتشار التعليم بها. كما أدت إرساليات كنيسة إنكلترا إلى نشوء علاقة وثيقة بين كنيسة المشرق ورئيس أساقفة كانتربري منذ ثلاثينيات القرن التاسع عشر، وهو ما جعل البريطانيين يعملون من أجل تحسين وضع أتباع بطاركة كنيسة المشرق في الدولة القاجارية خلال عهد الشاه ناصر الدين القاجاري (1848-1896).
تمكن أميرا حكاري وبوهتان الكرديان، نور الله وبدر خان من إخضاع العشائر المستقلة مستغلين خلافا بين البطريرك شمعون السابع عشر إبراهيم (1820-1861) وعشائر تخوما. فقاما بالهجوم على البلدات المسيحية في المنطقة ونفذا سلسة من مذابح في أربعينات القرن التاسع عشر أوقعت عشرات الآلاف من القتلى بين أتباع كنيسة المشرق.
استطاع شمعون السابع عشر الفرار إلى الموصل حيث حاول الضغط على القنصلية البريطانية بها لإيقاف حملة بدر خان، غير أنه وضع تحت الإقامة الجبرية بها بأمر من والي المدينة فتمكن من الفرار مجددا إلى أورميا.
قام بدرخان بالهجوم على عشائر تخوما سنة 1846 منفذا مجزرة أخرى بهم، ما دفع البريطانيين إلى زيادة الضغط على الباب العالي من أجل إخضاعه، وهو الأمر الذي تم سنة 1847.

#### التدخل الأوربي

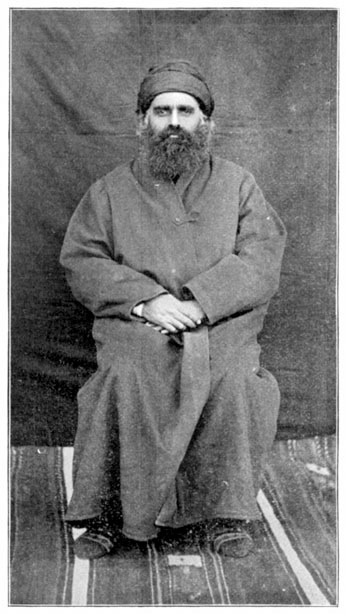
شمعون الثامن عشر رويل، بطريرك كنيسة المشرق بين سنتي 1861-1903.

خلال النصف الثاني من القرن التاسع عشر انتشر الشعور القومي بين أتباع كنيسة المشرق الذين أصبحوا يعرّفون أنفسهم بالآشوريين ((بالسريانية: ܐܬܘܪܝܐ, رومنة: أثورايي)). وتوجت العلاقة بين كنيسة المشرق وكنيسة إنكلترا بتأسيس مؤسسة كنسية تعني بدعم الآشوريين عرفت ب«صندوق دعم الآشوريين المسيحيين» (Assyrian Christian Aid Fund). غير أن بعض السياسيين الإنكليز وعلى رأسهم هنري لايارد تخوفوا من أن هذه العلاقة الوثيقة قد تجلب المزيد من الريبة والاضطهاد على المسيحيين، كما راسل رئيس الحكومة البريطاني روبرت سيسل البطريرك شمعون الثامن عشر رويل (1861-1903) محذرًا إياه من المصاعب التي قد تواجهها كنيسته من التقارب مع المرسلين الإنكليز.
بالرغم من استمرار العلاقة القوية مع الإنغليكان كان البطريرك شمعون رويل كذلك مقربًا من الكاثوليك الذين قاموا كذلك ببناء مدارس ومعاهد دينية في القرى التي سكن بها أتباعه. واشتد النزاع بين الإنغليكان والكاثوليك خاصة بعض ظهور أنباء عن نية البطريرك عدم تسمية خليفة بعض وفاته تمهيدًا لتوحيد كنيسة المشرق والكنيسة الكاثوليكية تحت جناح بابا روما. كما أكسب نشاط الآباء الفنسنتيين خسراوا بسهل أورميا لقب «روما الفارسية».
أهتم اللوثريون الألمان كذلك بكنيسة المشرق فنشط عدة مستشرقين ومبشرين ألمان بين مسيحيي أورميا بشكل عام وهو الأمر الذي أثمر عن ظهور مجموعة لوثرية محلية. وهو الأمر الذي دفع البطريرك شمعون التاسع عشر بنيامين (1903-1918) إلى إرسال أسقف الهند طيموثاوس أبيمالك إلى أورميا لمقاومة الوجود التبشيري اللوثري.
كما كانت هناك محاولات عدة لتوحيد كنيسة المشرق مع الكنيسة الأرثوذكسية الروسية فتحول أحد أساقفة أورميا برفقة حوالي 20,000 من أتباع كنيسة المشرق إلى الأرثوذكسية الشرقية سنة 1898. غير أن الأسقف أبيمالك أعاد تنظيم كنيسة المشرق في أورميا وفرض تعاليم آباء كنيسة المشرق في مدارسها. اشتدت المنافسة السياسية بين الدول الأوربية على كنيسة المشرق في أوائل القرن العشرين. ففي حين رأت روسيا القيصرية نفسها حامية للأرثوذكسية في الدولة العثمانية، أصبحت فرنسا المدافعة عن الكاثوليك بينما اهتم الإنكليز بالحفاظ على استقلالية الكنائس المشرقية بشكل عام. غير أن المنافسة بين الكاثوليك والإنغليكان واللوثريين والأرثوذكس الشرقيين وصلت إلى نهاية مفاجئة بحلول الحرب العالمية الأولى سنة 1914.

### القرن العشرون

#### الحرب العالمية الأولى

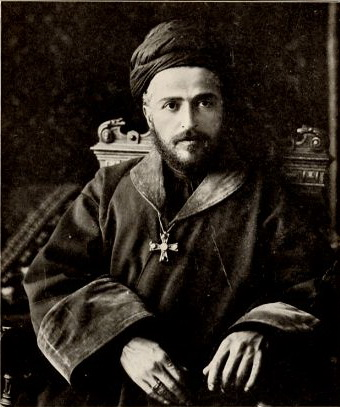
شمعون التاسع عشر بنيامين، بطريرك كنيسة المشرق بين سنتي 1903-1918.

في أوائل القرن العشرين أدى أنتشار الفكر القومي بين الأتراك إلى صعود نجم حزب تركيا الفتاة ووصوله سدة الحكم، فسعى في البداية إلى عمل إصلاحات ديمقراطية للمساواة بين جميع قوميات الدولة العثمانية، غير أنهم سرعان ما تبنوا سياسة تحابي الطورانية واتفقوا مع روسيا القيصرية على وضع الملل المسيحية في الأناضول تحت حمايتها. بمرور الوقت تطور الاهتمام الروسي بسياسة الدولة العثمانية كما ازداد تطرف حزب تركيا الفتاة القومي وهو الأمر الذي أنعكس سلبًا على الأقليات المسيحية. وفي محاولة للحفاظ على وحدة الدولة العثمانية تحالفت تركيا الفتاة مع الأكراد ضد المسيحيين أواخر العقد الأول من القرن العشرين.
أما في أورميا فقد وقعت ضمن منطقة النفوذ الروسي بحسب المعاهدة الأنكلو-روسية سنة 1907. فتم نشر القوزاق بشمال فارس وازداد نشاط الكنيسة الروسية بين أتباع كنيسة المشرق.

المناطق الآشورية التي تعرضت لمذابح خلال الحرب العالمية الأولى.

لدى بداية الحرب العالمية الأولى توصل البطريرك شمعون التاسع عشر بنيامين إلى اتفاق مع السلطات التركية يضمن فيه سلامة أتباعه، غير أن هذا الأتفاق لم يمنع قيام الأتراك والأكراد بمذابح بحق العشائر الآشورية حيث نظر إلى المسيحيين بشكل عام كأعداء للدولة. في حين حاول الروس استقطاب المسيحيين بتسليحهم.
في أوائل 1915 أضطر الروس إلى الانسحاب من شمال غرب فارس مؤقتًا فقام العثمانيون لدى سيطرتهم على المنطقة بعدة مجازر استهدفت مسيحييها، غير أن ميزان القوى انقلب في ربيع نفس السنة فتقدم الروس باتجاه وان وحاولوا استمالة شمعون بنيامين مجددًا. وفي نهاية الأمر قرر البطريرك في ضوء المجازر العثمانية وخصوصًا قيامهم بإعدام أحد إخوته بالموصل والوعود الروسية من انضمامه للحلفاء، إلى إعلانه الحرب على الدولة العثمانية في 10 أيار 1915.
انقلب الوضع العسكري مجددًا فانسحب الروس وقامت قوات كردية غير نظامية بتركيز هجماتها على آشوريي حكاري مدمرين معظم قراهم، فاضطر هؤولاء للجوء لقمم الجبال ومن ثم الفرار نحو أورميا بقيادة بطريركهم بأواخر سنة 1915.

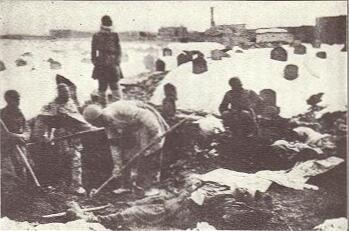
آشوريون يحفرون مقابر جماعية للذين سقطوا نتيجة للأمراض لدى وصولهم إلى الإرسالية الأمريكية جنوبي أورميا.

أثناء تواجدهم في أورميا فاقمت المجاعة والأمراض أوضاع الآشوريين في أورميا فنشطت بينهم مؤسسات رعاية أمريكية. التقى البطريرك شمعون بنيامين بالقيصر الروسي نيقولا الثاني الذي وعده بإعادة توطين أتباعه اللاجئين في أورميا بحكاري بنهاية الحرب، كما وافق القيصر على نقل حوالي 15,000 من هؤلاء إلى روسيا نتيجة للظروف الصعبة التي واجهوها في مخيماتهم، فأنشأوا عدة مستوطنات في أرمينيا وجورجيا.
تم تدريب من تبقى من الآشوريين على يد الروس وكانت للبطريرك حينها سلطة مطلقة عليهم عونه في ذلك والده والجنرال آغا بطرس. وحين تمكن البريطانيون من دخول بغداد بتشرين الأول 1917 قاموا بتشكيل جبهة من الأرمن والآشوريين والأكراد المنتمين لقبيلة شيكاك في شمال غرب فارس لوقف المد العثماني بعض أنسحاب الروس عقب الثورة البلشفية. سرعان من انهار هذا الحلف حين قام الزعيم الكردي إسماعيل سمكو الشيكاكي بالغدر بالبطريرك شمعون بنيامين واغتياله مع مرافقيه في 15 آذار 1918.
خلف البطريرك المقتول أخاه الأصغر شمعون العشرون بولس (1918-1920) في حين تولى آغا بطرس قيادة الآشوريين الذين حاولوا الثبات في أورميا بدعم بريطاني، غير أن انقطاع الإمدادات أجبرتهم على النزوح بشكل جماعي إلى همدان فقضى حوالي ثلث النازحين السبعون ألف قبل وصولهم الخطوط البريطانية نتيجة للمرض والجوع وهجمات الأكراد.
تم تحويل اللاجئين إلى مخيمات في بعقوبة بعد هزيمة العثمانيين على أمل عودتهم إلى موطنهم بحكاري، غير أن الظروف المضنية كانت قد أنهكتهم فتوفي عدد كبير من قادتهم الروحيين كالمطران إسحاق خنانيشو في بعقوبة سنة 1919 والبطريرك شمعون بولس في دير مار متي سنة 1920. ومن بين أكثر من 150,000 قبيل الحرب قضى أكثر من 100,000 من ضمنهم جميع القادة الروحيين البارزين للكنيسة، فبدت وكأن كنيسة المشرق وصلت لشفير الانقراض. من ناحية أخرى أدى اختفاء المؤسسة الإكليريكية المفاجيء إلى استبدال الحس الديني بآخر قومي سعى إلى التضامن مع «الأمة الآشورية» التي اتسعت لتشمل كل من الكلدان الكاثوليك والسريان الأرثوذكس والكاثوليك. فتأسست عدة مؤسسات قومية ملأت هذا الفراغ أبرزها «الاتحاد القومي الآشوري» بين المهاجرين في الولايات المتحدة و«المجلس القومي الآشوري» ببعقوبة سنة 1918.

#### المسألة الآشورية
بالرغم من الوعود التي قدمها دبلوماسيون إنكليز وفرنسيون وروس خلال تشكيل خط دفاع أورميا، لم تتم مناقشة قضية إعادة اللاجئين الآشوريين في بعقوبة خلال مؤتمر فرساي. وبداية العشرينات وجد هؤولاء أنفسهم في المملكة العراقية بقيادة فيصل الأول، وبات من الواضح أن لا نية لمصطفى كمال أتاتورك بإعادة بتوطين الآشوريين بعد سيطرته على أجزاء حكاري الشمالية. كما باء مخطط بريطاني بضم حكاري بالكامل إلى المملكة العراقية بالفشل وتم تحديد الخط الحدودي بين العراق وتركيا بحيث أصبح لواء الموصل جزءًا من العراق مقابل اعترافه بسيادة تركيا على معظم أجزاء سنجق حكاري.

خريطة توضح المناطق المستهدفة خلال مذبحة سميل سنة 1933.

عاش أتباع كنيسة المشرق دون زعيم روحي في فترة العشرينات، حيث لم يكن البطريرك شمعون الحادي والعشرون إيشاي (1920-1975) يتجاوز الحادية عشر لدى انتخابه، كما أنه قضى معظم تلك الفترة في كنف رئيس أساقفة كانتربري حيث تلقى تعليمه في بريطانيا.
وحين بدء المفاوضات بين البريطانيين والعراقيين لإنهاء الانتداب البريطاني على العراق كان موقف الكنيسة منقسمًا من دعم مساعي البطريرك الذي سعى إلى تحقيق استقلالية واسعة للآشوريين في شمال العراق ومن عارضه في ذلك، بل ظهر هناك من الأساقفة من دعى إلى إنهاء سلطة العائلة البطريركية بإلغاء النظام الوراثي واستبداله بنظام انتخابي.
حدد البطريرك مطالبه في «الميثاق الوطني الآشوري» سنة 1931 الذي دعى إلى الاعتراف بالآشوريين كقومية تحت زعامة البطريرك كزعيم ديني ودنيوي وليس كطائفة دينية فحسب، وعودتهم إلى مناطق سكناهم الأصلية بحكاري تحت رعاية الدولة العراقية، وذيل الميثاق بإعلان الولاء للملك فيصل الأول. غير أن السياسيين العراقيين رفضوا هذه المطالب التي توجبت ضمنا تحويل المملكة العراقية إلى مملكة فيدرالية بإعطاء تلك الحريات الواسعة للآشوريين بدلا من دولة مركزية عربية كما أرادوا.
وصل النزاع مع الحكومة العراقية أوجه حين توجه قسم من المؤيدين للبطريرك إلى سوريا الواقعة تحت الانتداب الفرنسي طالبين اللجوء بها بعد تأكدهم من عدم رفض العراقيين لمطالبهم، فرفضت السلطات الفرنسية استقبالهم وإعادتهم إلى العراق، حيث اشتبكوا مع قوة من الجيش العراقي لدى عبورهم نهر الخابور. أدت هذا الاشتباك إلى تأجيج الرأي العام ضد الآشوريين فقام الجيش العراقي بقيادة بكر صدقي بسلسلة حملات استهدفت آشوريين في شمال العراق تزامنت مع قيام عشائر عربية وكردية بالهجوم على قرى آشورية. انتهت الحملة بمجزرة في بلدة سميل راح ضحيتها المئات في 8 آب 1933. بنهاية الشهر دمرت 60 من بين 64 قرية آشورية بين دهوك وموصل.
قامت الحكومة العراقية باحتجاز البطريرك شمعون إيشاي في بغداد ومن ثم ترحيله إلى قبرص فقضى عدة سنوات يتنقل بين جنيف وباريس ولندن محاولاً عرض قضية اللاجئين الآشوريين على عصبة الأمم من دون نتيجة تذكر. وفي خلال تلك الفترة باستثناء مطرانية تريتشور بالهند، كانت كنيسة المشرق قد تفككت بشكل كامل، وسط هجرة أبنائها الواسعة إلى الغرب. غير أن أكبر تجمع آنذاك كان بمدينة شيكاغو بالولايات المتحدة التي قطن بها حوالي 30,000 من أتباع كنيسة المشرق، فهاجر البطريرك بدوره إلى الولايات المتحدة سنة 1940 وأعاد تأسيس البطريركية بمدينة شيكاغو سنة 1950.

#### الهجرة والشتات

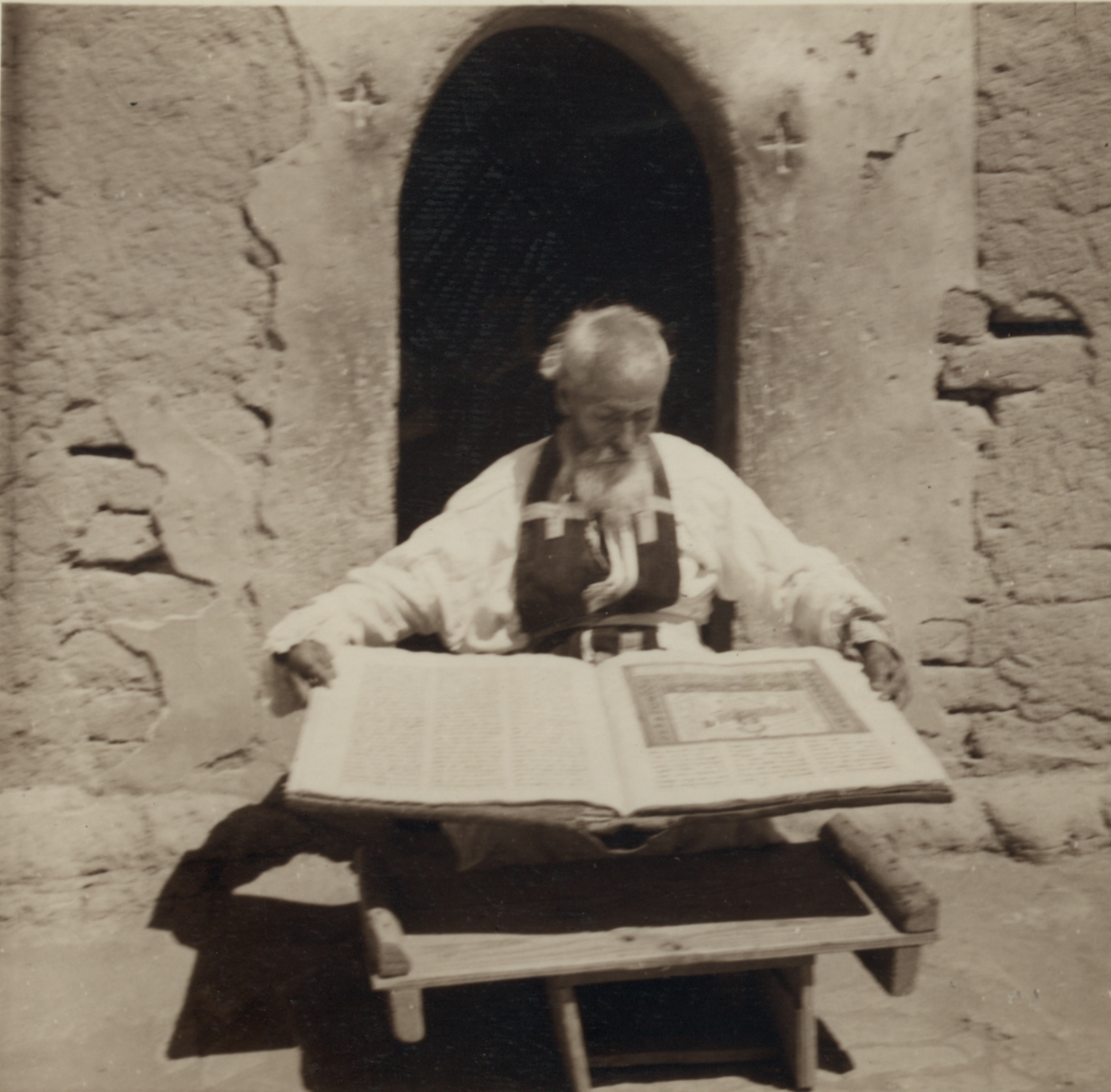
كاهن لكنيسة المشرق في منطقة الخابور بسوريا.

وافقت فرنسا على توطين من رغب من الآشوريين في مناطق مقفرة وغير مأهولة على ضفاف نهر الخابور في الجزيرة الفراتية بسوريا ابتداءً من سنة 1934 في 34 قرية. تبعتهم موجات أخرى في الأربعينات والخمسينات استقرت في القامشلي والحسكة وحلب بالإضافة لبيروت بلبنان.
تعود هجرة أبناء كنيسة المشرق إلى الولايات المتحدة إلى منتصف القرن التاسع عشر، غير أن الضغط التي تعرضت له في الشرق الأوسط خلال القرن العشرين أدى لتسارع وتيرة الهجرة بشكل كبير. أعيد تنظيم الكنيسة في الولايات المتحدة بمساعدة الكنيسة الأسقفية الأمريكية، وشيدت عدة كنائس بخاصة في غاري وفلينت ويونكيرس ونيو بريتن وفيلادلفيا وترلوك وسان فرانسيسكو كما تم إنشاء مركز لاهوتي بمقر كنيسة المشرق بشيكاغو سنة 1950 تم بها إعادة طباعة طقوس الكنيسة وترجمة بعضها للغة الإنكليزية.
عاد بعض اللاجئين الآشوريين إلى ديارهم في أورميا وحاربوا الشاه الفارسي بجانب الأذر لاستقلال شمال غرب إيران غير أن التدخل السوفييتي فضل الأكراد الذين أسسوا جمهورية مهاباد التي سرعان ما سقطت بيد القوات الإيرانية التي قامت بعدة مجازر ضد الآشوريين لم توقف حتى لجوء البطريرك للأمم المتحدة وإعلان ولاء أتباعه للشاه رضا فهلوي.
نتيجة لهذه الأحداث هاجر العديد من آشوريي أورميا إلى طهران والولايات المتحدة بالإضافة إلى مناطق أخرى كخوزستان والكويت حيث عملوا في مجال النفط.
عاد النشاط الديني لكنيسة المشرق في إيران خلال فترة الستينات وعاد معظم الذين تحولوا إلى الكنائس البروتستانتية والكاثوليكية مجددا لسلطة البطريرك شمعون إيشاي، فبلغ عدد أفراد الكنيسة حوالي 40,000 تركز أغلبهم في أورميا وطهران.
تناقص عدد أتباع كنيسة العراق بشكل ملحوظ بعد مجزرة سميل سنة 1933 ليصل إلى 20,000 بقيادة المطران يوسب خنانيشو. وقطن معظمهم بقرى بشمال العمال بالإضافة إلى مدن أخرى كالموصل وأربيل وكركوك وبغداد. تم تدمير العديد من القرى الآشورية من قبل الجيش الحكومي خلال الصراع بين الحكومة المركزية والأكراد الذي بدأ سنة 1961 ونشط البطريرك شمعون إيشاي في محاولة الضغط على الحكومة العراقية عن طريق الأمم المتحدة ومجلس الكنائس العالمي. وبالرغم من وعود الحكومة العراقية بقيادة نائب رئيسها صدام حسين بتسوية الخلاف مع الأكراد أوائل السبعينات إلا أن الحرب العراقية الإيرانية أشعلت النزاع مجددًا الأمر الذي أدى لتدمير المزيد من القرى وخاصة خلال حملات الأنفال.

#### إعادة تنظيم الكنيسة والانشقاق البطريركي

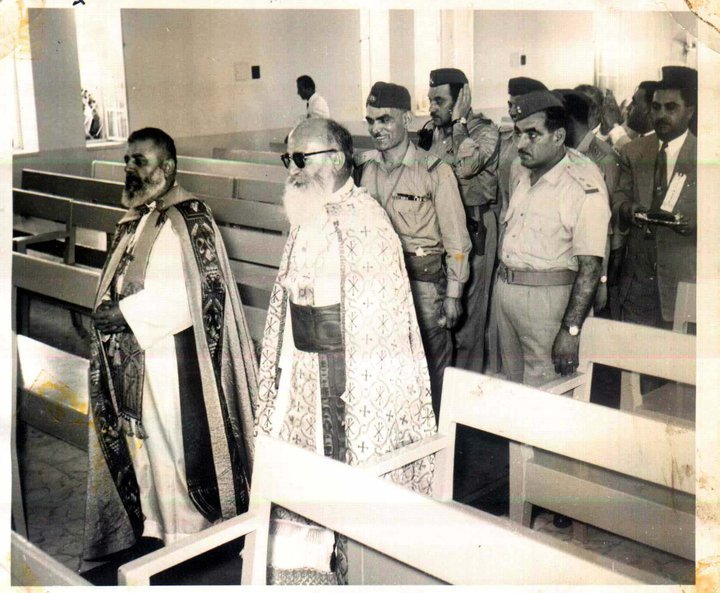
مطران العراق يوسب خننيا وأسقف بغداد إيشو سركيس برفقة الزعيم العراقي عبد الكريم قاسم خلال تدشين كنيسة مار زيا في بغداد.

حاول البطريرك شمعون إيشاي إعادة تنظيم الكنيسة غير أن أهم المعوقات التي واجهها كانت شبه انعدام أي هيكلية إكليريكية نتيجة لوفاة معظم المطارنة والأساقفة خلال أحداث القرن العشرين. فقام بداية بتشكيل أبرشية في الولايات المتحدة وكندا وأعاد ربط أبرشيات المهجر بالشرق الأوسط خلال زياراته المتعددة إلى إيران ولبنان والكويت في الخمسينات. وفي سنة 1954 حول مقره إلى سان فرانسيسكو حيث دأب على ترجمة كتب آباء الكنيسة إلى الإنكليزية.
أصبحت لإيران أبرشية برئاسة الأسقف دنخا خننيا سنة 1958، فقام الأخير بتحويل كرسيه من شمال العراق إلى طهران. ونظرًا للعلاقة الجيدة بين البطريرك وشاه إيران محمد رضا فهلوي نتج عنها تمثيل الآشوريين في البرلمان الإيراني سنة 1964 وقيام البطريرك بزيارة مجددة لإيران بنفس السنة. غير أنه لم يتمكن من زيارة العراق حينها بسبب رفض السلطات لذلك بالرغم من إعادة تنظيم الكنيسة بعييين أساقفة على أربيل وكركوك وبغداد والبصرة خلال الستينات. عادت السلطات العراقية وسمحت له بالدخول سنة 1970 بعد سبعة وثلاثون عام من نفيه، كما اعترفت السلطات به رسميا كزعيم لكنيسة المشرق في العراق. غير أن السلطات السورية لم ترضخ لطلبه بزيارة رعيته في الخابور، غير أنه زار لبنان حيث رسم أسقفين على لبنان والخابور.
عاشت رعية كنيسة المشرق فترة من عدم الاستقرار في جنوب الهند بعد وفاة مطرانها طيموثاوس أبيمالك سنة 1945. كما ساءت العلاقة لدى تعيين توما درمو مطرانًا عليها بسبب معارضته العلنية للنظام الوراثي للبطريركية.
أصدر البطريرك قرارًا في آذار 1964 أعلن فيه عدة تغييرات في الكنيسة، من ضمنها استقدام التقويم الغريغوري وتقصير فترة الصوم الكبير بالإضافة لتعديلات طقسية. أثرت هذه التعديلات ريبة لدى عدد غير قليل من أساقفة الكنيسة في الشرق الأوسط الذين رأوا فيها «تغريبًا» للكنيسة، فالتف المعارضون مدفوعين بحزازيات عشائرية حول الكاهن إسحاق نويا الذي قام بالحفاظ على التقويم اليولياني القديم بالرغم من تحذيرات أسقف ومطران بغداد وعين نفسه بطريركًا على كنيسة المشرق القديمة. بمرور الوقت تجمع حول البطريرك المنشق عدد من المعارضين بخاصة من عشيرة تياري، الذين انتقدوا غياب البطريرك الطويل عن زيارة العراق وقيامه بإصدار قرارات بدون الرجوع إلى سينودس الكنيسة وكذلك النظام الوراثي للكنيسة.
كان قلة الكهنة من أولى المصاعب التي واجهت كنيسة المشرق القديمة فالتفت إسحاق نويا إلى مطران الهند توما درمو سنة 1965 ووضع كنيسته تحت زعامته، في حين قام البطريرك شمعون إيشاي بعزل توما درمو في الهند وتعيين خلف له. سنة 1968 انتقل توما درمو إلى بغداد ورسم ثلاث أساقفة، الذين بدورهم قاموا بعزل شمعون إيشاي وانتخاب درمو بطريركًا على كنيسة المشرق القديمة محله، توفي توما درمو سنة 1969 فخلفه أدي الثاني جيورجيس، فانقسمت بذلك كنيسة المشرق إلى بطريركيتين متساويتين بالحجم تقريبًا.
تعرضت كنيسة المشرق لنكسة أخرى حين قرر البطريرك إيشاي شمعون الاستقالة من منصبه سنة 1972 وتزوج في العام التالي. في نفس العام اجتمع سبع أساقفة آشوريين في بيروت لمناقشة هذه التطورات في بيروت فنتج عنه جملة من الاتفاقات أهمها إلغاء النظام الوراثي. عقد سينودس كنسي في بيروت سنة 1975 وآخر بسياتل بنفس العام ترتب عنهما حل قضية الاستقالة، غير أن البطريرك نفسه أغتيل في سان هوزيه على يد أحد أقاربه لأسباب عائلية.

### الكنيسة اليوم
تم انتخاب خلف لإيشاي شمعون في 17 تشرين الأول 1976 في اجتماع حضره أساقفة آشوريين وإيطاليين وإنكليز باختيار دنخا الرابع خننيا مطران إيران فانتهى بذلك النظام الوراثي بعد أكثر من خمس قرون من تأسيسه. شهد نفس العام كذلك تغيير اسم الكنيسة بإضافة صفة «الآشورية» إليها لتصبح «كنيسة المشرق الرسولية الجاثليقية الآشورية المقدسة»
أسس دنخا خننيا كرسيه في إيران حتى بداية الحرب العراقية الإيرانية حين انتقل إلى شيكاغو. كما شهدت فترة الثمانينات والتسعينات موجة هجرة لأبناء كنيسة المشرق من إيران التي تحولت إلى دولة إسلامية عقب ثورة 1979 والعراق بسبب سياسة التعريب التي اتبعها صدام حسين وخاصة بشماله وكذلك حصار العراق الذي فرض عليه عقب غزو العراق للكويت. كما ازدادت حدة الهجرة نتيجة للهجمات التي تعرض لها المسيحيون في العراق عقب حرب الخليج الثالثة.
لا توجد إحصائيات دقيقة لعدد أبناء كنيسة المشرق أوائل القرن العشرين، غير أن التابعين لكرسي شيكاغو تزايدت بعد انضمام العديد من أتباع كنيسة المشرق القديمة لهم، فتتراوح أعدادهم بين 385 ألف إلى 450,000 ألف ويتوزعون على أربع بطريركيات في الولايات المتحدة والعراق ولبنان والهند. بينما يبلغ أعداد أتباع كرسي بغداد لكنيسة المشرق القديمة حوالي 50,000 إلى 70,000 ويتوزع أتباعها على مطرانيتين في الموصل وكركوك أبرشيات في سوريا والعراق والولايات المتحدة.

## الانتشار والنشاط التبشيري

### الهند وجنوب شرق آسيا

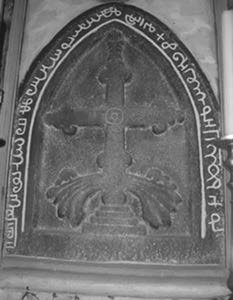
صليب سرياني شرقي محاط بكتابة باللغة الفهلوية في كنيسة فاليابالي بكوتايام بكيرالا.

بحسب التقليد السرياني في الهند فإن المسيحية وصلت هناك عن طريق نشاط توما، أحد تلامذة المسيح الإثنا عشر، حيث قام بناء سبع كنائس خلال فترة تواجده هناك. غير أن أقدم ذكر لهذا التقليد يعود إلى القرن السادس عشر. وبحسب كتاب أعمال توما الذي كتب بالرها بأوائل القرن الثالث فقد ذهب توما إلى منطقة نفوذ الملك الفارثي جندفارس الواقعة في باكستان حاليًا. بينما يصف عدة كتاب ومؤرخون مسيحيون توما الرسول برسول الهنود. وهو السبب الذي سمي به مسيحيو جنوب غرب الهند بمسيحيي القديس توما. ذكر عدة رحالة في العصور الوسطى تواجد قبر توما الرسول بالقرب من مدينة قويلون (كولام حاليًا) والذي أضحى مركز حج في المنطقة. ومن الملاحظ أن عدة رحالة ذكروا كذلك وجود أماكن أخرى مرتبطة بتوما الرسول في سومطرة وهو ما يرى على أنه دليل على نشاط لكنيسة المشرق في تلك الأنحاء. ويفسر المؤرخون كون الهند جزءًا من كرسي قطيسفون البطريركي دليلاً قويًا على عدم صحة تقليد تبشير الرسول توما بها.

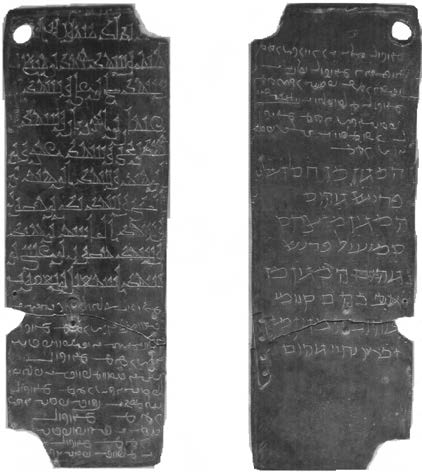
صحيفة نحاسية بكيرالا بالهند تذكر امتيازات التجار المسيحيين وتحوي تواقيع الشهود بالعربية والعبرية والفهلوية.

وبحسب رواية حكيت للمستكشفين البرتغال للهند، فقد وصلت المسيحية إلى كيرالا بجنوب غرب الهند حين استقر بها تاجر من الرها يدعى توما القاني برفقة عدد من العوائل السريانية واليهودية. كما انتشرت قصص أخرى لاحقا تعزو انتشار المسيحية إلى كاهنين من أرمينيا. غير أن هذه الروايات تبقى قصص شعبية لا تحضى بموثوقية تذكر.
تذكر المخطوطة السعرتية أن أول نشاط مسيحي بالهند يعود إلى أواخر القرن الثالث حين بشر بها الأسقف داود البصري. وقام بطريرك كنيسة المشرق بتعيين يوسف الرهاوي أسقفا على الهند سنة 354. كما تذكر نفس المخطوطة قيام بطاركة قطيسفون وأساقفة ريوأردشير بإرسال أعمالهم وترجمات سريانية لكتب لاهوتية يونانية إلى جنوب الهند وسريلانكا خلال القرن الخامس.
يعود أول ذكر غير كنسي لكنيسة المشرق في الهند إلى الرحلة البيزنطي كوزماس أنديكوبلويستس الذي وصل الهند بين 547-550 فذكر التقائه بمسيحيين في سواحل ملابار ومومباي بالهند.
بدى البطريرك سبريشوع (596-604) اهتماما خاصا بالهند كما قام يشوعيهب الثاني (628-646) بإرسال أساقفة عدة. ويبدو أن السلطة البطريركية لكنيسة المشرق على كيرالا ترسخت بشكل نهائي في عهد يشوعيهب الثالث سنة 650. ويلاحظ في مراسلات يشوعيهب الثالث مع سمعان الريوأردشيري أن سلطة الكنيسة أمتدت حتى مالقا بماليزيا حاليًا. كما تحولت الهند إلى مطرانية بين حوالي 650 و860. ومرة أخرى مجددًا لفترة وجيزة في عهد يهبلاها الثالث (1281-1317).
حاول مسيحيو القديس توما التمرد على سلطة كرسي قطيسفون في عهد البطريرك طيموثاوس الأول، فرد بدوره بوضع قيود إضافية على انتخاب مطارنتهم.
من الآثار القليلة المتبقية التي تشهد على التواجد التجاري لمسيحيين سريان مشارقة في الهند مجموعة من الصفائح النحاسية المسكوكة من قبل ملك هندي محلي يهب خلالها تاجر مسيحي يدعى سبريشوع قطعة أرض ليبني عليها قرية وكنيسة. وتذكر صفيحة أخرى إرشادات بالسماح للمسيحيين بركوب الفيلة وهو ما كان محصورًا بالطبقة العليا في المجتمع الهندي. بينما تحوي الثالثة على اتفاق بوضع نقابة تجار يهود تحت حماية نقابة للمسيحيين وتحوي تواقيع الشهود باللغات العربية والفهلوية والعبرية. وقد انتمى مسيحيي القديس توما إلى الطبقة العليا في المجتمع الهندي، فاحتفظوا بثقافتهم الهندية بجانب ديانتهم المسيحية المتأثرة بشدة بالتقاليد المسيحية السريانية، فاستمرت المسيحية بها بعد اختفائها في معظم أنحاء آسيا.

#### النشاط الكاثوليكي والنزاعات الكنسية

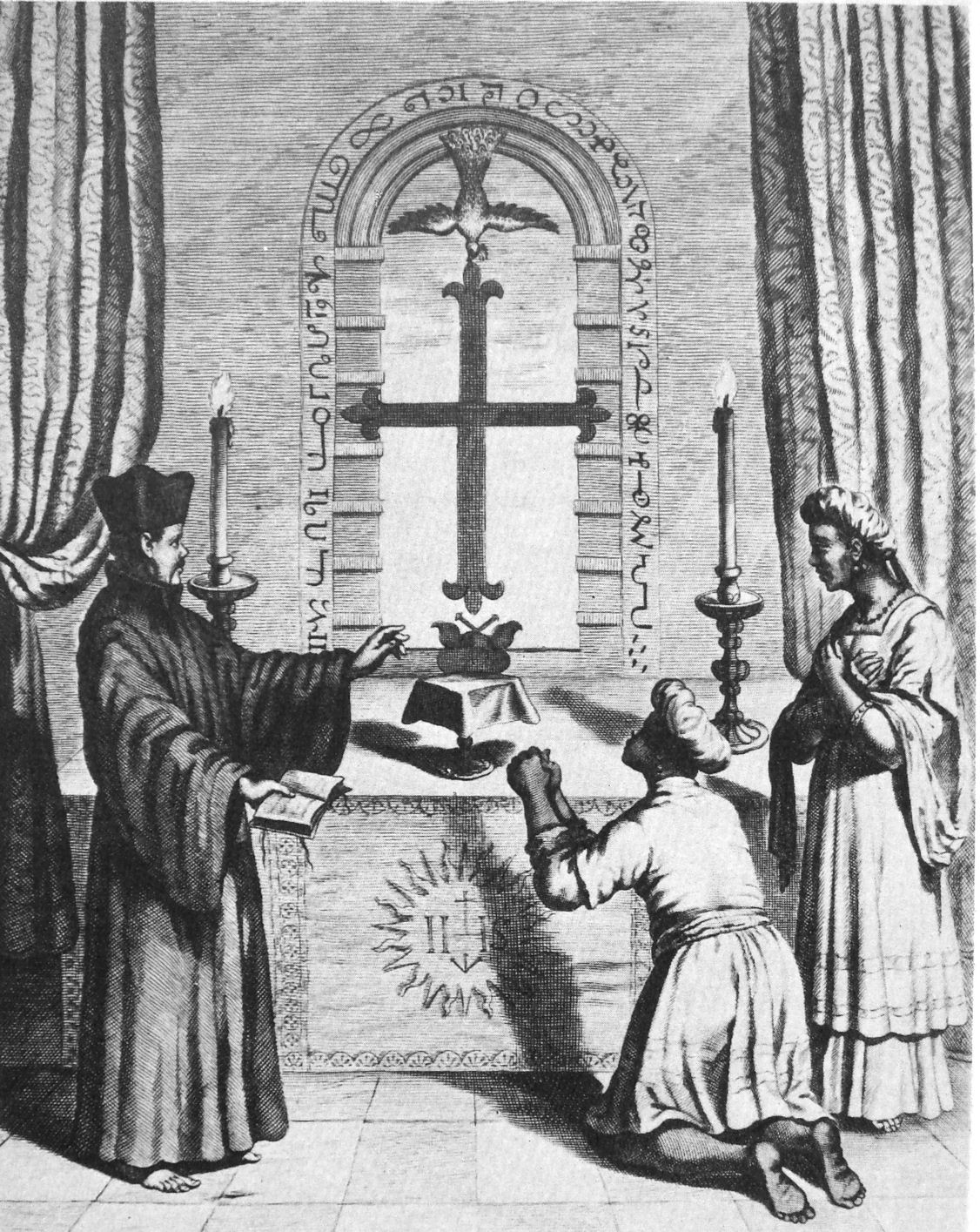
ضريح الرسول توما في ميلابور بجنوب شرق الهند بالقرن الثامن عشر.

بدأ اهتمام الكاثوليك بمسيحيي الهند عندما تضعضعت سلطة كنيسة المشرق عليها في القرن الرابع عشر. فرسم البابا يوحنا الثاني والعشرون أسقفًا كاثوليكيًا على قويلون بالهند سنة 1329، فأعلمه الأسقف بإمكانية إرسال عدة مئات من المرسلين الكاثوليك لكسب المسيحيين الهنود. غير أن العلاقة مع الكاثوليك انقطعت مجددًا حتى عصر الاستكشافات الأوربية.
أدت الاضطهادات والظروف السياسية إلى قطع صلة كنيسة المشرق في ما بين النهرين بالهند في القرنين الرابع عشر والخامس عشر، فلم يكن للهنود أساقفة لعدة أجيال. فبعث يشوعيهب الرابع بمطران إلى جنوب الصين على أساس أن يدير شؤون الهند كذلك. ويبدو أن هذا المطران لم يستطع التواصل مع رئيس شمامسة الهند الذي كان يدير أحوال مسيحييها، حيث أن الأخير قام بإرسال مبعوثين إلى كل من كنيسة المشرق والكنيسة السريانية الأرثوذكسية والكنيسة القبطية الأرثوذكسية يدعوهم فيها إلى إرسال أساقفة للهند. فدعاهم يشوعيهب الرابع مجددًا لاختيار أساقفة لهم من بين رهبان دير مار أوجين في طور عابدين. وبالفعل تم اختيار أسقفين من بين الرهبان قاما لاحقًا بالسفر إلى كيرالا وتكريس كهنة وإعادة بناء الكنائس بها. ثم قام البطريرك إيليا الخامس برسم أسقف إضافي على الهند سنة 1502. بحسب تقارير هؤولاء الأساقفة فقد تواجدت حوالي 30,000 عائلة مسيحية بجنوب غرب الهند في تلك الفترة.
التقى المستكشفون البرتغال الذين نشطوا بالمحيط الهندي بمسيحيي القديس توما ابتداءً من النصف الثاني من القرن الخامس عشر. وازدادت القصص حولهم في أوروبا في أوائل القرن السادس عشر.
كما التقى المستكشف الإيطالي لودفيغو دي فارتيما بعدة مجتمعات مسيحية تتبع كنيسة المشرق أثناء رحلاته لآسيا بين 1505 و1507. فبجانب المجتمعات المزدهرة في كيرالا بجنوب غرب الهند، كانت نظيرتها في كوروماندل على الساحل الجنوبي الشرقي على وشك الانقراض نتيجة الاضطهادات. كما ذكر وجود مسيحيين في مملكة أيوثايا بسيام. وعلى العموم فعلا الأغلب أن هذه المجتمعات الصغيرة الحجم تأسست على يد تجار سلكوا طريق الحرير البحري.
يعود تاريخ إمبراطورية البرتغال في الهند إلى المستكشف فاسكو دي غاما الذي صادف مسيحيين في كوتشين سنة 1502، كما عقد اتفاقية مع راجا المدينة سمحت للبرتغاليين بتأسيس قاعدة لهم بها. كانت علاقات الأوربيين بالمسيحيين المحليين حسنة للغاية في أوائل القرن السادس عشر كما يظهر من خلال الهدايا المتبادلة بين الطرفين. غير أن هذه العلاقات تدهورت حين بدأ البرتغال بالتضييق على أساقفة كنيسة المشرق في كيرالا.
سرعان ما حاول البرتغال كثلكة وليتنة مسيحيي كيرالا وهو الأمر الذي لقى مقاومة شديدة. وقام البرتغاليون ببناء كاتدرائية كاثوليكية بالقرب من ضريح توما الرسول كماأنشأوا أبرشية في غوا سنة 1533. وحاول اليسوعيون بقيادة فرنسيس زافيير وإغناطيوس دي لويولا نشر الكاثوليكية بين مسيحيي كنيسة المشرق بالهند من دون نجاح يذكر حيث أن معظمهم رفض سلطة الكهنة الكاثوليك الذين لم تكن لهم معرفة بطقوسهم وتقاليدهم الدينية.

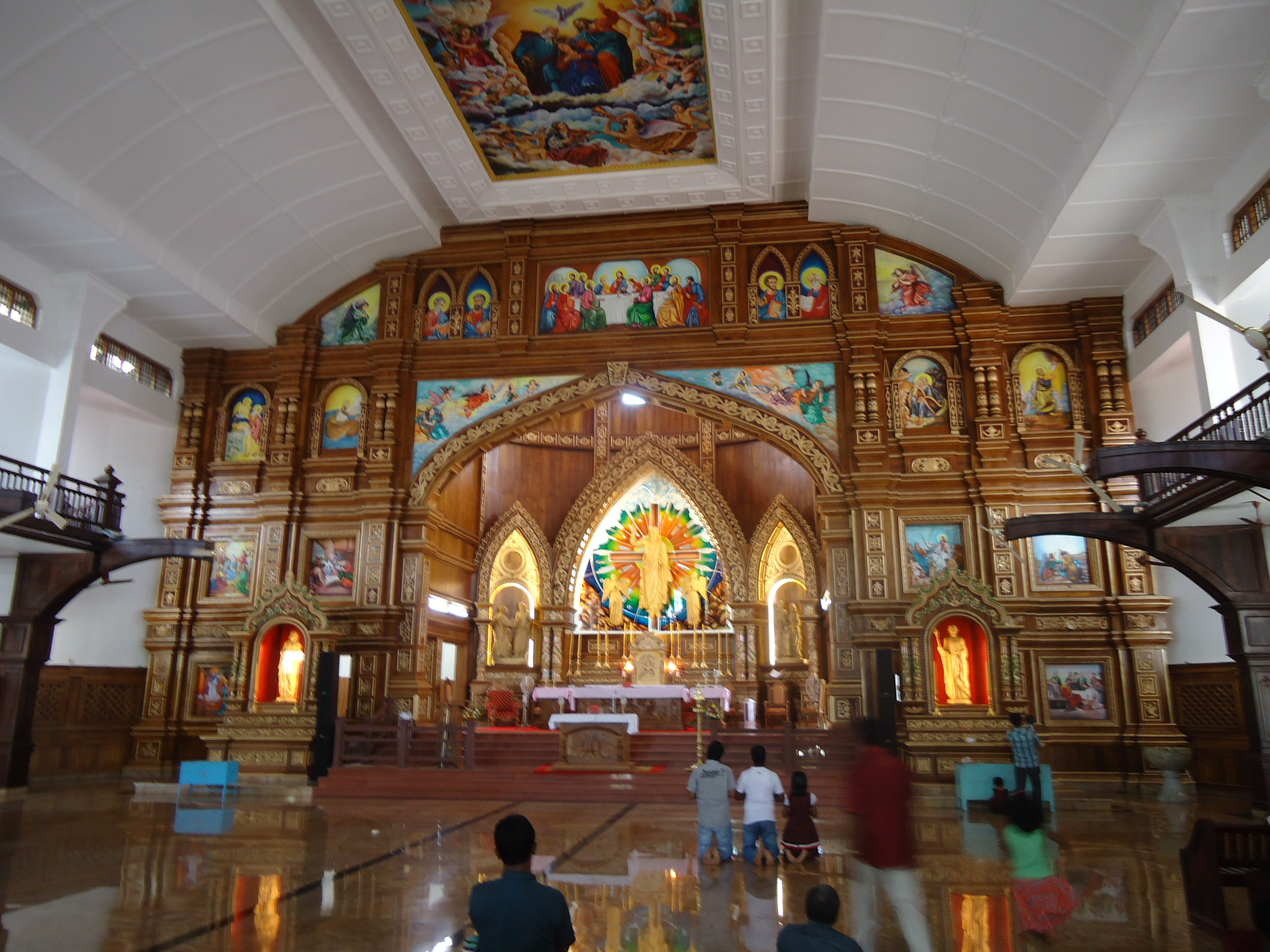
مذبح كنيسة القديس توما للسريان الملبار الكاثوليك بمالاياتور بكيرالا.

تمكن الكلدان الكاثوليك من بسط سلطتهم على الهند في عهد يوحنا سولاقا الذي أرسل الأسقف يوسف سولاقا للإشراف على الكنيسة هناك. غير أن يوسف اتهم بالهرطقة من قبل البرتغاليين بسبب استعماله للطقس السرياني الشرقي ومثل أمام محكمة تفتيش في غوا وأرسل لاحقًا إلى روما للتحقيق في معتقده، غير أنه سرعان ما توفي بعد أن تمت تبرئته من تلك التهم. وفي ذلك الحين أرسل البطريرك شمعون الثامن دنحا إبراهيم الأنغمالي كآخر مطارنة كنيسة المشرق في تلك الفترة إلى الهند سنة 1557 فأصبحت هناك ثلاث كنائس تنازع على بسط سلطتها على مسيحيي الهند.
حاول الكاثوليك اللاتين قطع صلة مسيحيي كيرالا بالكنائس المشرقية في سينودس سنة 1585. وفي سينودس ديامبر سنة 1599 تم إقرار تبعية مسيحيي كيرالا للكنيسة البرتغالية الكاثوليكية بشكل كامل. وتوصف هذه السنة بكونها أحلك فترة في تاريخ المسيحية في الهند، حيث قام البرتغاليين بجمع جميع المخطوطات والكتب الدينية السريانية في كنائس كيرالا وحرقها فضاع بذلك أغلب التراث القروسطي المسيحي في الهند، كما تمت ليتنة الطقس الكنسي بشكل كامل وتغيير التقويم الكنسي. رفض العديد من المسيحيين المحليين مقررات سينودس ديامبر فقاموا بدعوة بطريرك كنيسة المشرق لإعادة تأسيس سلطته في الهند فأرسل الأسقف عطالله الذي تمت محاكمته وحرقه في محكمة تفتيش غوا حال وصوله الهند.
أخيرًا، اجتمع وجهاء المسيحيين في كوشين حيث أعلنوا ما يعرف بحلف صليب كونان سنة 1653، الذي تعهدوا خلاله برفض سلطة بابا روما. ومن بين 200,000 مسيحي في كيرالا لم يبق سوى 400 تحت سلطة البابا بينما انتقلت الأغلبية للكنيسة السريانية الأرثوذكسية عندما تمكن الهولنديون من السيطرة على كوشين وقويلون سنة 1661.
استدرك البابا الوضع بأن أرسل رهبان كرمليين لاستبدال اليسوعيين، فتمكن هؤلاء من استدراج معظم مسيحيي كيرالا بأن سمحوا باستعمال الطقس السرياني الشرقي بدلاً من الطقس اللاتيني، فتأسست بذلك كنيسة السريان الملبار الكاثوليك.
شهدت سنة 1670 انتفاضة أخرى قام بها مسيحيو كيرالا ضد الكاثوليك حظيت بدعم الهولنديين وانتهت بقيام الأسقف السرياني الأرثوذكسي غريغوريوس عبد الجليل بتأسيس سلطة السريان المغاربة في الهند. كما حاولت مجموعة أخرى من مسيحيي كيرالا إعادة تأسيس كنيسة المشرق بأوائل القرن الثامن عشر غير أن أساقفة كنيسة المشرق لم يصلوا الهند حتى سنة 1874 حين تأسست أبرشية تريتشور. تعرف المجموعة الواقعة حتى اليوم تحت سلطة بطريرك كنيسة المشرق الآشورية بالكنيسة السريانية الكلدانية ويبلغ تعداد أتباعها حوالي 50,000.

### آسيا الوسطى

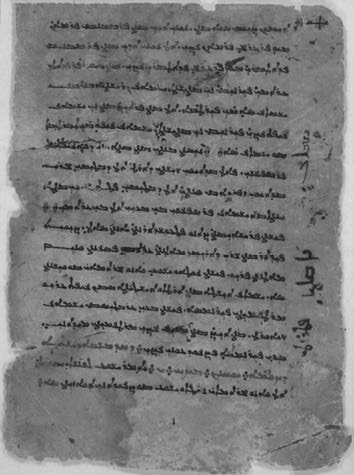
إنجيل سرياني صوغدي من القرن التاسع أو العاشر في طورفان بشرق الصين.

تذكر سيرة حياة مار أبا وجود أسقف مقيم في تركستان منذ سنة 549، كما انتشرت منذ ذلك الحين العديد من النقوش السريانية وخاصة في بلاد ما وراء النهر في طلاس بكازخستان حاليًا وبنجكنت بطاجكستان. ويبدو من الأخطاء اللغوية في بعض تلك الكتابات أن كاتبها كان على الأغلب من المتحدثين بالصوغدية. أما بحلول القرن التاسع وصلت المسيحية إلى جنوب بحيرة بالخاش بين الصين وكازخستان.
ساعدت الاضطهادات التي واجهتها كنيسة المشرق في العراق بالقرن الحادي عشر على توسعها التدريجي شرقًا، ويلاحظ أنه بجانب السريان المشارقة كان هناك تواجد أقل لكل من السريان المغاربة ومجموعات يهودية وزرادشتية في آسيا الوسطى. كما كان هناك تواجد لكنيسة المشرق شمالا في بيرم بروسيا حاليًا حيث عثر على عدة نقوش سريانية ومخطوطات من الإنجيل يعود بعضها إلى القرنين الخامس والسادس.
بالتوجه شرقًا تصبح اللغة السريانية المستعملة في بعض النقوش، ركيكة وتظهر نقوش مسيحية تركية وتترية، ففي طورفان بشرق الصين عثر على العديد من المخطوطات باللغة الصوغدية وعدد أقل بالسريانية. غير أنه بالرغم من استعمال الصوغدية في القراءات أثناء القداديس إلا ان السريانية ظلت لغة رسمية للكنيسة في تلك الأنحاء كذلك.
قام البطريرك صليبا (714-728) بتنظيم الوجود المسيحي في وسط وشرق آسيا بأن أسس مطرانيات في هرات وسمرقند والصين.
ومن الملاحظ كذلك أن التقسيم الإداري للكنيسة في أسيا الوسطى كان فضفاضًا وقليل التنظيم ويعود السبب في ذلك إلى الكثافة السكانية المنخفضة للغاية واتساع مساحة الولايات البطريركية.

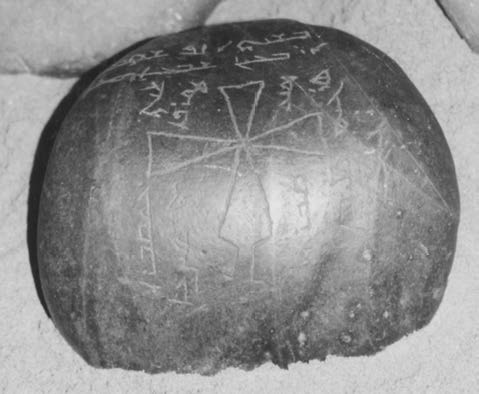
شاهد قبر مسيحي سرياني من القرن الثالث عشر أو الرابع عشر في قيرغيزستان.

ازدادت العناصر التركية في أسيا الوسطى على حساب الصوغديين على أثر هجرة الويغور غربا ابتداءً من القرن التاسع. كما انتشرت المسيحية بشكل سريع بين هذه الأقوام التركية فضمت مملكة غاوتشونغ (قارا خوجا) بشرق الصين عددًا لا بأس به من المسيحيين الذين تركوا مؤلفات جلها مكتوب بالتركية العتيقة والصوغدية.
بحسب ابن العبري اعتنق القيرايتيين المنغوليين المسيحية بعد أن أنقذت رؤية القديس سرجيوس حياة أحد زعمائهم، حيث دعا هذا مطران مرو إلى إرسال كهنة لتعميد شعبه حوالي سنة 1012. كما وافق البطريرك يوحنا السادس على تعديل الطقوس الدينية بين المنغول بحيث تتماشى مع تقاليدهم، فتم استبدال الخمر بحليب الفرس. شهد القرن الحادي عشر تحول قبائل منغولية أخرى إلى المسيحية كالنيمانيين والقيتان الذين انتقلوا غربًا وأسسوا إمارة القرا خيتاي التي أصبحت المسيحية إحدى دياناتها الرسمية.
وكانت هناك مطرانيتين رئيسيتين لكنيسة المشرق في بلاد ما وراء النهر وتركستان بألمالق وكشغار أسسها البطريرك إيليا الثالث (1176-1190) وأخرى بين القارلوق في بيشبك.
بالتوجه شرقًا نحو منغوليا كان الأونغوت الذين اعتنقوا المسيحية يستعملون لغتهم التركية المحلية في الطقوس الدينية، كما اختلطت العادات المسيحية بالشامانية والبوذية بشكل متزايد. وحول بحيرة بايخال انتشرت المسيحية بين المرقيتيين. وفي منشوريا بأقصى شمال شرق الصين تحولت عدة قبائل تنغوسية إلى المسيحية، كما انتشرت مقابر مسيحية في عدة أجزاء في شمال شرق الصين.

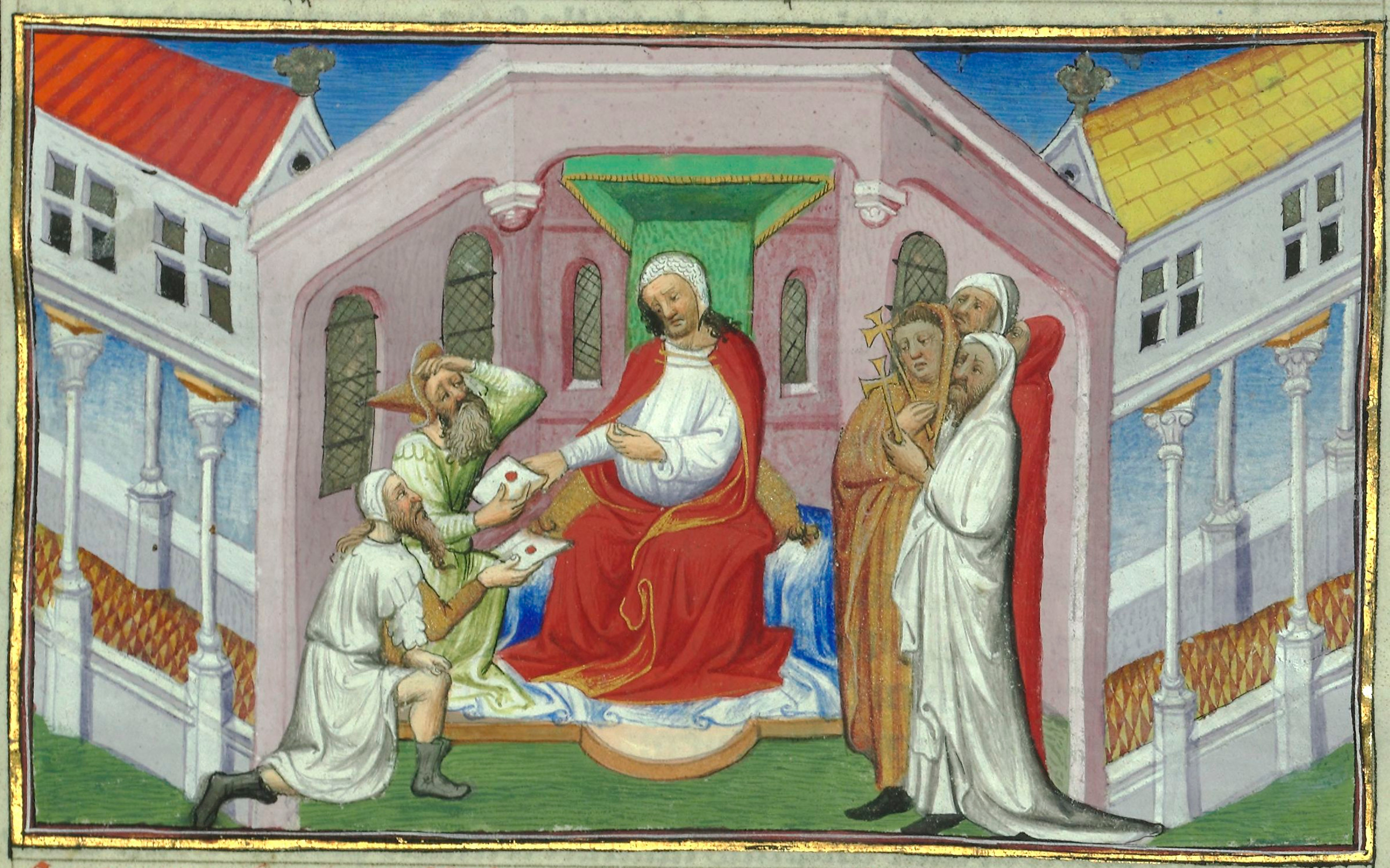
وانغ خان أحد القرايتيين المسيحيين التابعين لجنكيز خان مصورا على هيئة الكاهن يوحنا الأسطوري.

أعتنق بعض المنغوليين المسيحية، لعل أبرزهم قبائل الأونغوت التي استوطنت المنطقة الواقعة شمال النهر الأصفر. وبسبب تحالفهم مع جنكيز خان خلال معاركه مع النيمانيين (الذين اعتنقوا المسيحية كذلك) تمكنوا من الوصول لمراكز قيادية مرموقة وتأسيس مملكة في منغوليا الداخلية. ورسخ أحد ملوكهم هذا التحالف بأن تزوج بإحدى حفيدات قوبلاي خان.
لم تكن هذه التحالفات ضمانة للمسيحيين في آسيا الوسطى، فحين اجتاح المغول الدولة الخوارزمية سنة 1220 قاموا بقتل جل مسيحيي المدن الكبرى كسمرقند وبخارى ومرو بدون تمييز. وهو الأمر الذي جعل الأوربيون يترددون في الدخول في حلف معهم. على أن المنغول عرفوا فيما بعد بسياسة التسامح مع جميع الديانات بمجرد أن ثبتوا سلطتهم في آسيا الوسطى وفارس.
بعد سقوط بغداد سنة 1258 أصبح للمنغول حدود مشتركة مع الصليبيين ما شجع بابا روما إلى إرسال رهبان فرنسيسكان إلى آسيا الوسطى في محاولة لتحويل المنغول للكثلكة في ظل الحرية الدينية التي تمتعت بها الإمبراطورية المنغولية. وقد تباين الكاثوليك في وصف المنغول المسيحيين، فبحسب وليم الروبروكي كان أتباع كنيسة المشرق من المتعلمين الذين اتقنوا السريانية غالبًا وعمد أساقفتهم أحيانًا إلى وسم كهنة أطفال بسبب ندرة وصول هؤولاء الأساقفة إلى مناطقهم. وينتقد وليم كذلك بعض الكهنة الذين اتخذوا أكثر من زوجة وأدمنوا على الشرب. وربط ماركو بولو بين أمراء المنغول المسيحيين والكاهن يوحنا الذي انتشرت أسطورته في أوروبا حينها.
وتمتع المنغول الذين تبعوا كنيسة المشرق بعدة أمور كانت ممنوعة رسميًا سلفًا، فعلى سبيل المثال لم تكن البتولية مفروضة على كهنتهم. كما خلط بعض رجال الدين المسيحية بتقاليدهم المحلية فكان الكاهن يعتبر شامان في بعض الأحيان. غير أن السريانية استمرت كلغة طقسية بالرغم من قلة معرفة رجال الدين بها بالإضافة لذلك كانت المراكز الدينية العالية حكرًا على مرسلين سريان من الشرق الأوسط.
استمرت كنيسة المشرق بالاتساع في آسيا بنهاية القرن الثالث عشر في ظل يهبلاها الثالث أول بطريرك من آسيا الوسطى. غير أن الإيلخانيين انقلبوا على المسيحيين في عهد أولجايتو. وأدى الاضطهاد الشديد على المسيحية في العراق وبلاد فارس إلى انهيارها في آسيا الوسطى. وعمل تيمورلنك في حملاته إلى استهداف المسيحيين منهيًا بذلك وجود كنيسة المشرق بشكل نهائي في آسيا الوسطى.

### الصين

كنيسة المشرق في أقصى اتساع لها خلال العصور الوسطى.

انتشرت العديد من المستوطنات التجارية السريانية على طريق الحرير التجاري في الفترة التي سبقت ظهور المسيحية حيث كانت هذه البؤر السكانية أولى مراكز المسيحية في آسيا. ومن غير المستبعد أن أعدادًا من المسيحيين وصلوا إلى الصين في الفترة التي سبقت سلالة تانغ (618-907).
لقد بدأ النشاط التبشيري لكنيسة المشرق بآسيا في أواخر القرن الرابع، ويعتقد أن المسيحية وصلت إلى مرو عن طريق نشاط الأسقف بار شابا حوالي سنة 360. ويذكر أحد الكتب الجغرافية اليونانية من نفس القرن أن النساطرة قاموا بنشر المسيحية إلى الترك والهون وساحل ملبار بالهند وجزيرة سيلان.
من الإشارات الأخرى لوجود ترك مسيحيين في القرن السادس ذكر أسر البيزنطيين لأشخاص ينتمون إلى قبائل تركيا موشومون بصلبان مسيحية على جباههم. كما تمكن مطران مرو من تحويل أحد الملوك الترك جنوب نهر سير داريا إلى المسيحية في منتصف القرن السابع. وهو الأمر الذي تكرر في عهد البطريرك طيموثاوس الأول أواخر القرن الثامن.

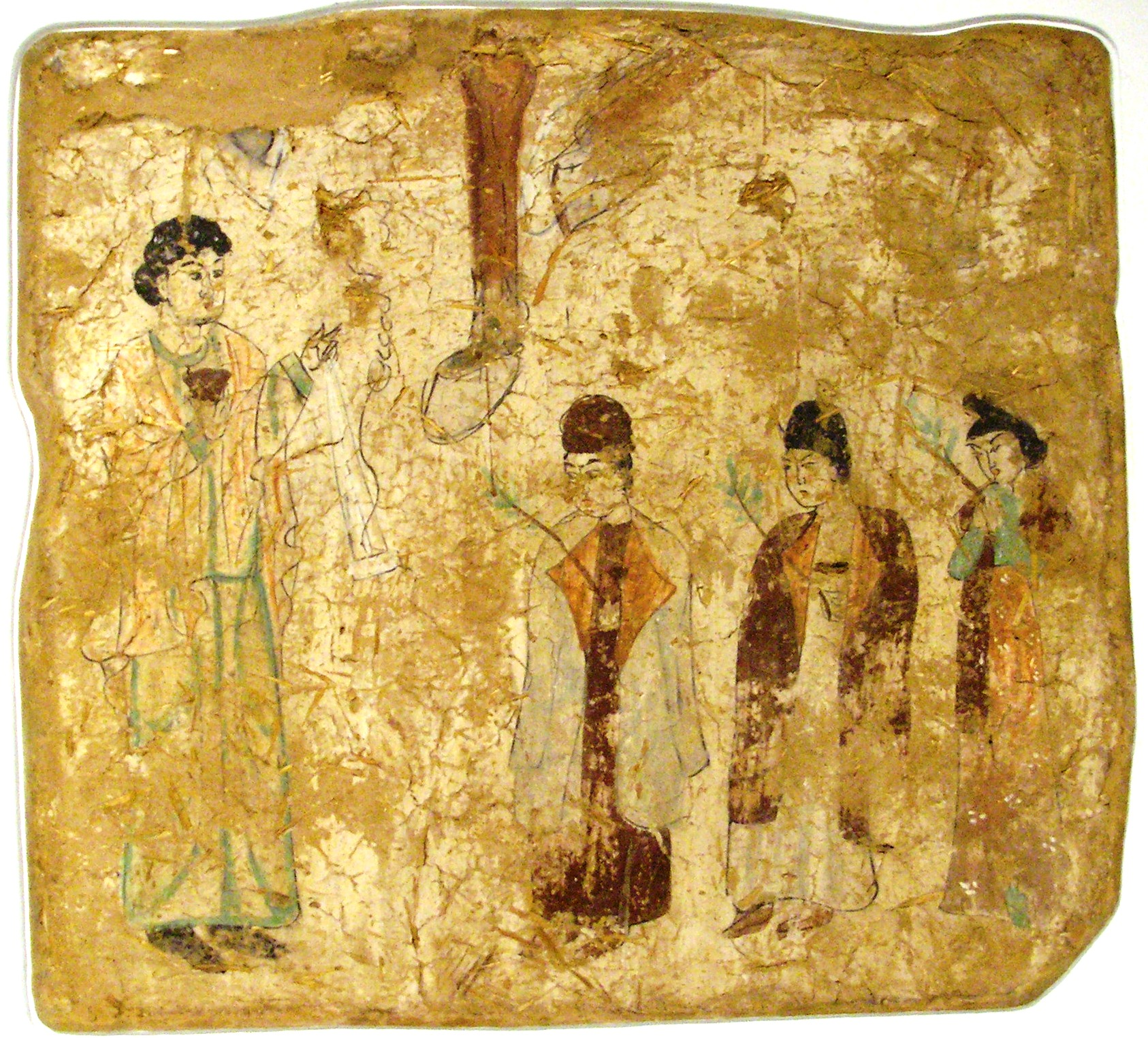
احتفال بأحد الشعانين بحضور كاهن من كنيسة المشرق، رسم صيني من القرن الثامن.

ومن المعروف أن نشاط رهبان كنيسة المشرق في الصين يعود للقرن السادس الميلادي، حيث يعزى إليهم جلب دودة القز إلى الغرب حوالي سنة 552. ويعود أول أثر لهم في البلاط الإمبراطوري إلى عهد الإمبراطور تايتسونغ حين استقبل الراهب ألوفين الذي شرع في ترجمة كتب دينية مسيحية إلى الصينية سنة 635. قام الإمبراطور لاحقًا بسن قانون يسمح بنشر المسيحية في الصين، فبني دير في العاصمة الصينية شيان سنة 638.
ازدهرت المسيحية في عهد الإمبراطور كاوتسونغ (650-683) فأصبحت هناك كنائس في جميع مراكز الولايات الصينية. غير أصبحت المسيحية بانتشارها السريع تنافس البوذية فقامت الإمبراطورة وو تسيتيان (690-705) باضطهادها. ولم يتم إعادة تشريع المسيحية حتى سنة 745.
غير أن منع المسيحية لم يمنع انتشارها، حيث وصلت مجموعة ثانية من المرسلين بأوائل القرن الثامن تبعتهم موجة أخرى دخلت الصين من كانتون عن طريق البحر.
تذكر المسلة النسطورية التي عثر عليها بالقرب من العاصمة الإمبراطورية أعمال الكاهن عيسو الذي درس اللغة والثقافة الصينية وصار مسؤولاً رفيعًا في البلاط الإمبراطوري، كما تذكر المسلة أسماء سبعة وثمانون كاهن من الذين نشطو في تلك المنطقة يرأسهم الأسقف آدم.
كما اكتشفت كذلك العديد من الكتب والقبور التي تعود للنصف الأول من القرن الثامن وتحمل نقوش مسيحية باللغة السريانية في عدة مناطق بالصين أبرزها بالتيبت ومدينة هانجتشو،
وحازت كنيسة المشرق في النصف الثاني من القرن الثامن على تعاطف عدة مسؤولين صينيين أبرزهم القائد العسكري غوو تسيي الذي وهب منح مالية كبيرة لترميم وبناء الكنائس. كما من المعروف أن أطباء سريان تواجدوا في بلاط الإمبراطور الياباني شومو غير أنه لا يعرف إن كان هناك نشاط تبشيري مسيحي في اليابان.
تميز القرن التاسع بانتشار حركة الترجمة من السريانية إلى الصينية من ضمنها العهد الجديد بأكمله بالإضافة لعدة أسفار من العهد القديم.
غير أن الأحداث السياسية المتوترة في الصين أدت لتراجع المسيحية، وفي نفس الفترة ازدهرت في التيبت بشكل كبير فانتشرت الكنائس على الطريق الواصلة بين لهاسا وكشغر. كما أصبحت مملكة تانغوت شرق التيبت مركزًا لبطريرك الصين.
أدى وصول ووتسونغ إلى عرش الصين إلى اضطهاد المسيحية بشدة، فتم منعها ودمرت الكنائس سنة 845. وبالرغم من ذلك فقد استمرت المسيحية بفضل المرسلين الذين وضب بطاركة كنيسة المشرق على بعثهم للصين. على أن الاضطهاد المستمر عمل على حصرها في مجموعة صغيرة. فروى ابن النديم أنه حين أرسل البطريرك عبد يشوع الأول راهبًا إلى الصين سنة 987 عاد الأخير بعد أن وجد أن المجتمع والكنائس المسيحية في منطقة حكم سلالة سونغ قد دمرت بالكامل.

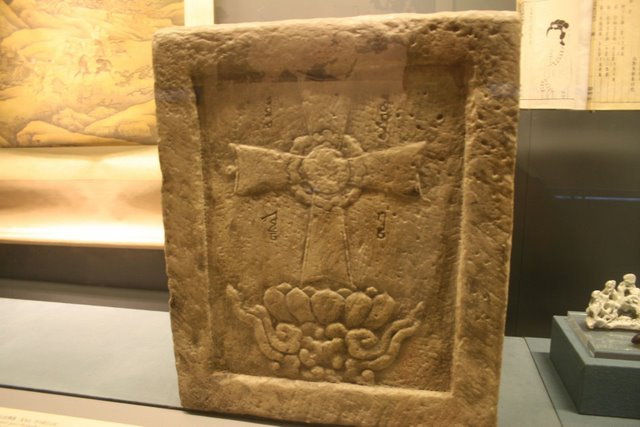
نقش حجري مسيحي سرياني من عهد سلالة يوان الصينية.

عادت كنيسة المشرق مجددًا إلى الصين بعد أن تمكنت قبائل منغولية مسيحية من غزو شمال الصين بالقرن الثاني عشر. وخاصة في فترة سلالة يوان حين نقل قوبلاي خان عاصمته إلى خنبلق (بكين حاليًا) فتأسست بها أبرشية لكنيسة المشرق سنة 1248، كما تظهر الأسماء المسيحية مجددًا في الحوليات الصينية في النصف الثاني من القرن الثالث عشر. وبنيت الكنائس مجددًا في المدن الصينية الكبرى على البحر الأصفر وخاصة في هانغتشو ويانغتشو، كما احتفظ بعض الأمراء المنغوليين في تلك المناطق بأناجيل سريانية ما يدل على اتقانهم هذه اللغة.
تحولت بكين إلى مطرانية سنة 1275، لحقتها مطرانيتين أخرتين في مناطق غير معروفة في الصين، ووصل عدد الأبرشيات في الصين في بداية القرن الرابع عشر إلى أكثر من 72 كما حصل المسيحيون في تلك على عدة امتيازات منها إعفائهم من دفع الضرائب. ونشط في تلك الفترة الأسقف سركيس الذي قام ببناء العديد من الكنائس في شرق الصين وكوريا.
كما يرجح كذلك وصول مبشرين إلى جزر الفيلبين بالمحيط الهادي ومناطق بجنوب شرق آسيا عن طريق الصين.
غير أن الوضع تغير بعد وصول الإمبراطور بوياتو (1311-1320) لسدة الحكم فأمر بتحويل الأديرة المسيحية إلى معابد بوذية.
ويروي الرهبان الكاثوليك وجود حوالي 30,000 مسيحي في بكين في منتصف القرن الرابع عشر، غير أن المسيحية اختفت بشكل كامل أواخر نفس القرن بعد تدمير مراكزها في بلاد ما بين النهرين ووسط آسيا، وأدت ظهور سلالة مينغ الصينية إلى إعادة حرمان المسيحية.
يظهر أنه بالرغم من الانقطاع بين مركز بطريركية كنيسة المشرق والصين الذي دام حوالي قرن ونصف كانت هناك مجتمعات مسيحية صغيرة في مناطق متفرقة بالصين، حيث أرسل البطريرك شمعون الرابع مطرانًا إلى جنوب الصين لأول مرة سنة 1491، تبعه عدة رهبان في العقود التالية. اختفت المسيحية السريانية بشكل نهائي في الصين عقب النزاعات الداخلية والانشقاقات الكاثوليكية في كنيسة المشرق ابتداءً من منتصف القرن السادس عشر.
عرفت المسيحية محليًا بالصين في فترة سلالة تانغ بعدة تسميات منها الدين النوراني والديانة الفارسية، بينما عرف المسيحيون الصينيون خلال عهد سلالة يوان المنغولية باسم «يي لي كو وين».

## عقيدة الكنيسة

الطيف المسيحي بين القرنين الخامس والسابع، يظهر معتقدات كنيسة المشرق (أزرق فاتح) والكنائس الميافيزية (أحمر فاتح) والكنائس الغربية (بنفسجي فاتح.)

تعتبر كنيسة المشرق كنيسة نيقية، فهي بذلك تشترك مع الطوائف المسيحية الكاثوليكية والأرثوذكسية الشرقية والأرثوذكسية المشرقية وأغلب الكنائس البروتستانية في قبولها بقانون الإيمان النيقي. غير أن الصدع مع الكنيسة الغربية بدأ عقب مجمع أفسس سنة 431 الذي لم تعترف به كنيسة المشرق، وهو السبب الذي دعا مسيحيي الإمبراطورية البيزنطية إلى نعتها بالكنيسة النسطورية نسبة إلى بطريرك القسطنطينية المحروم نسطور. اشتهرت هذه التسمية وحازت عل شعبية بفضل المؤلفات المسيحية المغايرة التي غالبًا ما اتصفت بالعدائية نحو كنيسة المشرق.

### الاتهام بالنسطورية
يعود أصل الخلاف اللاهوتي الذي نشب في مجمع أفسس إلى اختلاف في التركيز على طبيعة المسيح في المدرستين الأنطاكية والإسكندرية، فالمدرسة الأنطاكية التي انتمى لها نسطور أكدت أن للمسيح طبيعتين: إلهية وبشرية، مرتبطتان بواسطة شخصه ((باليونانية: πρόσωπον) فرصوفون، (بالسريانية: ܦܪܨܘܦܐ) فرصوفا). بينما دعم كيرلس خصم نسطور عقيدة المدرسة المدرسة الإسكندرية التي نصت على اندماج طبيعتي في طبيعة متجسدة واحدة. يرجع اللاهوتيون الاختلاف في تفسير طبائع المسيح بين المدرستين الأنطاكية واللاهوتية إلى أسلوبان مختلفان في الرد على الآريوسية. وبحسب النظرة التقليدية أدى الاختلاف في تفسير طبائع المسيح إلى خلاف في السوتريولوجيا، فبحسب الإسكندريين فخلاص البشرية لا يتم إلا بتضحية المسيح ذو الطبيعة الوحدة مع تركيز على ألوهيته. بينما صرح الأنطاكيون أن الطبيعة البشرية المنفصلة عن الطبيعة الإلهية للمسيح ضرورية لضمان الخلاص. بالرغم من التوافق اللاحق بين بطريركي أنطاكية والإسكندرية غير أن كنيسة المشرق تأثرت بشكل كبير بمدينة الرها ومدرستها التي استمرت بدعم نسطور.
يأتي اتهام كنيسة المشرق بالنسطورية بالدرجة الأولى بسبب اعتمادها لنسطور كأحد الآباء اليونانيين الثلاثة الذين يشملون كذلك ديودور وثيدور المصيصي في موعظة لنرساي حوالي سنة 500. يجب هنا الأخذ بنظر الاعتبار أن نرساي الذي كان على علم بالغ بأفكار ديودور وثيدور لوجود ترجمات سريانية لهما، لم تكن له فكرة واضحة عن نسطور، فدوره في كنيسة المشرق لا يزيد عن كونه شهيدًا للإيمان الأنطاكي بغض النظر عن أفكاره الشخصية، بينما تعتبره الكنائس المسيحية الأخرى في نظرتها التقليدية لاهوتي عبرت أفكاره حول ازدواجية المسيح خطوطا حمراء.
وما يؤكد على عدم أهمية أفكار نسطور اللاهوتية في انعدام أي ذكر له في سينودسات كنيسة المشرق المعقودة بين 486 و612، في حين جاء ذكر ثيودور المصيصي مرات عديدة.

#### الاختلاف في المصطلحات
استعمل التعريف الخلقيدوني عدة مصطلحات لاهوتية ك«فرصوفون» (الشخص) و«هيبوستاسيس» ((باليونانية: ὑπόστᾰσις)، «الطبيعة») لم يستعملها لاهوتيي كنيسة المشرق بشكل قياسي، حيث فضل هؤلاء التعبير عن العلاقة بين الألوهية والبشرية في المسيح المتجسد بطرق مختلفة، وهو الأمر الذي جعل من الصعب حصر «الأرثوذكسية» بعبارات أو مصطلحات معينة دون غيرها. فاستعملت كنيسة المشرق مصطلح «كيانا» (بالسريانية: ܟܝܢܐ) للتعبير عن «الطبيعة» أو «فيسيس» (باليونانية: φύσις)، التي فهمت كذلك بمعنى ال«أوسيا» ((باليونانية: οὐσία)، (باللاتينية: Substantia)) بمعنى الجوهر أو الكيان غير المحدود، غير أن الهينوفيزييين فسروا الفيسيس على أن معناها أقرب إلى الهيبوستاسيس، فأثر هذا الاختلاف في استعمال هذه المصطلحات باليونانية والسريانية ضمنيًا على الكتابات اللاهوتية لهذه الكنائس.
ارتبط مصطلح هيبوستاسيس بكلمة «قنوما» (بالسريانية: ܩܢܘܡܐ) التي تحتمل كذلك عدة معاني غير متوفرة بالأصل اليوناني. فعندما تتحدث كنيسة المشرق عن القنوما في موضوع متعلق بالطبيعة غالبًا ما يتم ذكر «الطبيعتين وقنومهما»، ليصبح معنى القنوما في هذا السياق «التجلي الفردي» لشيء ما، أي للكيانا في هذه الحالة (والتي تفهم دائما على أنها حالة تجريدية)، غير أن هذا التجسد الشخصي ليس بالضرورة حالة ذاتية الوجود من الكيانا.
لهذا السبب فعندما تظهر عبارة «قنومين في المسيح المتجسد» في لاهوتيات كنيسة المشرق، لا يمكن ترجمة قنوما لهيبوستاسيس، لأن معنى الهيبوستاسيس هنا يتحمل ذاتية الوجود.
ما زاد الطين بلة قيام معظم المترجمين إلى اللغات الأوروبية بترجمة قنوما إلى «شخص»، كما لو أن المقصود هنا «فرصوفا»، وهو الأمر الذي شاع الاعتقاد الخاطيء أن كنيسة المشرق تؤمن بوجود شخصين في المسيح، وهو التعليم الذي نسب إلى النسطورية التقيدية وأدى إلى حرمان نسطور بالرغم من عدم ثبوت دعم نسطور لهذه الفكرة.

### السوتريولوجيا
من الأمور الملاحظة في كنيسة المشرق غياب ذكر لعبارة الثيوتوكس ((باليونانية: Θεοτόκος)، (بالسريانية: ܝܠܕܬ ܐܠܗܐ) يلداث ألاها أم الله) في ليتورجياتها، وهو الأمر الذي يفسر خطأ على أنه دعم لموقف نسطور خلال مجمع أفسس. فالمصطلح لم يظهر إلا في القرن الثالث ولم يحض بشيع حتى القرن الخامس ضمن الإمبراطورية البيزنطية، في الوقت الذي كانت فيه طقوس كنيسة المشرق قد طورت مصطلحاتها الخاصة بوصف مريم العذراء. ولعل ظهور المصطلح هذا وسط النزاعات الكنسية هو الأمر الذي حدا بكنيسة المشرق لعدم اعتماده. وعلى أي حال فقد كان هذا المصطلح متنافيًا مع السوتريولوجيا الأنطاكية التي تركز على دور إنسانية المسيح في خلاص البشرية (عقيدة «الهومو أسومبتوس» (باللاتينية: homo assumptus)).
هذا الفهم للسوتريولوجيا مختلف عن المفهوم الإسكندري، فهو يؤكد على واقعية التجسد ونزول الألوهية إلى الحالة البشرية. يأتي فهم كنيسة المشرق للسوتريولوجيا المسيحية تكرارًا في الليتورجيا الطقسية لها، ففيها يتواضع "الله الكلمة" وينزل نفسه من أجل رفعنا نحن الساقطين إلى منزلته الألوهية بواسطة ال"هميرا" ((بالسريانية: ܗܡܝܪܐ) الأسير) الذي أخذه منا". تعني كلمة هميرا بالسريانية هنا الأسير الذي يؤخذ كضمان بدون إكراه وهي تشير هنا إلى الجسد البشري الذي "استعاره" المسيح في حياته الأرضية.

## علاقتها بالكنائس والأديان الأخرى

### الكنيسة السريانية الأرثوذكسية
لعل أقدم العلاقات وأكثرها تعقيدًا بالنسبة لكنيسة المشرق هي تلك التي تربطها بالسريان المغاربة وكنيستهم السريانية الأرثوذكسية. فلا شك أن المسيحية انتشرت بين السريان المشارقة كامتداد لانتشارها بين سريان سوريا وبلاد ما بين النهرين في القرون المسيحية الأولى. ولعبت مدينة الرها هنا دورًا محوريًا في تاريخ المسيحية الأول، حيث أصبحت لهجتها الآرامية التي عرفت بالسريانية اللغة الطقسية الوحيدة لكلا الكنيستين.
أصبحت الرها ومدرستها اللاهوتية مركزًا ثقافيًا ودينيًا هامًا لمسيحيي الدولة الساسانية بالرغم من وقوعها ضمن حدود الإمبراطورية الرومانية. فتشكلت عقيدة وهوية السريان بشكل عام بمعلمي هذه المدرسة. وخلال مجمع أفسس سنة 431 كان لممثلي هذه المدرسة موقف متعاطف مع نسطور وبطريركية أنطاكية ومناوئين لفكر بطريرك الإسكندرية كيرلس. كسب كيرلس النزاع في نهاية الأمر كما اتفق مع يوحنا بطريرك أنطاكية على موقف موحد سنة 433 وهو الأمر الذي أدى لامتعاض العديد من الأساقفة الذين نفوا أو نزحوا إلى بلاد فارس لينضموا لكنيسة المشرق كما عارض هذا الأتفاق كل من أسقف الرها هيباس وعميد مدرسة الرها نرساي. وبعد مجمع خلقيدونية سنة 451 اضطهد أتباع مدرسة الرها فنقل نرساي مدرسته إلى نصيبين الواقعة ضمن الدولة الساسانية حيث استقبله أسقفها برصوما. أدت هذه الأحداث إلى انشقاق المسيحية السريانية إلى شرقية محصورة بحدود الإمبراطورية الساسانية وغربية في الإمبراطورية البيزنطية.
بحلول القرن السابع حقق المونوفيزيين تقدمًا واضحًا في الإمبراطورية الساسانية على حساب كنيسة المشرق وذلك لعدة أسباب أهمها قيام خسرو الثاني بحرمان كنيسة المشرق من تعيين بطريرك لها. كما أدت الخلافات الداخلية لتحول العديد من أعيان كنيسة المشرق إلى الأرثوذكسية المشرقية فحصلوا على ترخيص ببناء كنائس لهم في أهم مركز كنيسة المشرق في مدينة نينوى وغيرها.
ولعل من أهم من تحول من الديوفيزية إلى المونوفيزية طبيب البلاط الإمبراطوري غريغوريوس السنجاري فتبعته في ذلك الملكة شيرين، فازدادت قوة السريان الغربيين في البلاط.
ولعل هذا الجو المشحون هو الذي دعا باباي الكبير أحد أهم لاهوتيي كنيسة المشرق إلى كتابة عقيدة الكنيسة لتلقينها للمتشاركين في مجادلة بين السريان المشارقة والمغاربة دعا لها خسرو الثاني بطلب من طبيبه غريغوريوس سنة 612. فأصبحت صيغة باباي الإيمانية لاحقًا أهم مصدر حول إيمان الكنيسة.
غالبًا ما لجأ الطرفان في ذروة النزاع إلى رشوة الحكام الفرس ومن ثم المسلمين للحصول على امتيازات على حساب الطرف الآخر كما يظهر من رسائل البطريرك يشوعيهب الثالث.
ولقد اتسمت الكنيسة السريانية الأرثوذكسية في الشرق بطابع تبشيري مشابه لكنيسة المشرق فوصل تعداد أبرشياتها في الدولة الساسانية قبيل انهيارها إلى 31 أبرشية في العراق بالإضافة إلى أخرى في البحرين وخراسان وأفغانستان وغيرها. غير أنه ومع ذلك لم تصل إلى حجم وأهمية كنيسة المشرق في تلك الأنحاء.
بدأت مشاعر العداء بالانحسار بمرور الوقت فتوصل البطريرك عبد يشوع الثالث والمفريان ديونيسيوس إلى اتفاق سنة 1142 صالح بين الطرفين.
وتطورت العلاقات بالقرن اللاحق بحيث أصبح بطاركة كنيسة المشرق يصداقون بشكل رمزي على تعيين مفارنة المشرق الأرثوذكس. كما عادة ما تعاونت الكنيستان في استقبال لاجئي الطرف الآخر في الفترة التي شهدت اضطهادات شديدة على المسيحية. توسعت الكنيسة السريانية الأرثوذكسية مجددًا في القرن السابع عشر على حساب كنيسة المشرق حين انضم إليها الهنود الساخطين على الكاثوليك الذين تبعوا بطريرك كنيسة المشرق سابقًا. خلال القرون اللاحقة ازدادت عزلة الكنيستين كما تمكن الكاثوليك من تحويل عدد غير قليل من أتباع هاتين الكنيستين، وساهمت سلسلة من المجازر لحقت بهاتين الكنيستين بأواخر القرن التاسع عشر وأوائل القرن العشرين إلى تقليل أعداد أتباعها بشكل حاد.
لعل النقطة الأكثر حساسية في علاقة الكنيستين خلال القرن العشرين كمنت في الهوية القومية المشتركة والخلاف على التسمية الأنسب لهذه الهوية. فلقي التيار القومي الآشوري تقبلا في كلا الكنيستين لدى ظهوره في مطلع القرن العشرين، غير أن خلافات بخصوصه شاعت لاحقًا. فبينما قامت كنيسة المشرق بإضافة تسمية الآشورية لاسمها تأكيدًا على هويتها القومية، لقي الشعور القومي معارضة من رجال دين سريان أرثوذكس سعوا للتأكيد على «آرامية» السريان.
بدأ الحوار المسكوني بين الكنائس السريانية برعاية مؤسسة برو أوريينتي فتأسست هيئة «الحوار السرياني» لهذا الغرض سنة 1995 وضمت بالإضافة لكنيسة المشرق الآشورية كل من الكنائس المشرقية الأرثوذكسية (السريان الأرثوذكس والملنكار الأرثوذكس) والكاثوليكية (الكنيسة الكلدانية والكنيسة المارونية والكنيسة السريانية الكاثوليكية والسريان الملبار الكاثوليك والسريان الملنكار الكاثوليك) مدعومة بنخبة من الاهوتيين والمؤرخين واللغويين. نتج عنها تأسيس «لجنة الحوار ضمن التقليد السرياني» التي بدأت عملها في جامعة الروح القدس في الكسليك بلبنان سنة 1994. رعت هذه اللجنة لقاءات سريانية عدة ناقشت شتى المواضيع المتعلقة بهذه الكنائس.
إحدى النتائج الإيجابية لهذه الاجتماعات كان بدء الحوار المباشر بين كنيسة المشرق والكنيسة السريانية الأرثوذكسية بلقاء تم بين البطركين دنخا خننيا وأغناطيوس زكا عيواص سنة 1996، غير أن السريان الأرثوذكس قطعوا الحوار بعد عامين بسبب إلحاح من الأقباط الأرثوذكس الذين اعترضوا عليه. فاقتصر الحوار بين هاتين الكنيستين على قنوات غير رسمية مدعومة بمنظمة البرو أوريينتي.

### الأرثوذكسية الشرقية
يرجع سبب الانقسام بين بين الأرثوذكسية الشرقية والمشرقية إلى مجمع خلقيدونية سنة 451، الذي حاول بالتوصل إلى تعريف مناسب للعلاقة بين لاهوت وناسوت المسيح لرأب الصدع الذي خلفه مجمع أفسس بين الأنطاكيين والإسكندريين. غير أن العقيدة الخلقيدونية التي نتجت عن هذا المجمع وتبعتها الكنائس الأرثوذكسية الشرقية كانت غير واضحة بالنسبة لكنيسة المشرق، وإن كان أثار تعاطفًا لدى العديد من أتباع كنيسة المشرق لدرجة استعمال مجموعة من قراراته في خلال سينودس كنيسة المشرق سنة 543.
ويعود أقدم أعتراف مشترك بين الكنيسة البيزنطية الأرثوذكسية وكنيسة المشرق إلى حوالي 587/587 حين التقى وفد ساساني برئاسة البطريرك يشوعيهب الأول بالإمبراطور البيزنطي موريس في محاولة لعقد صلح بين البيزنطيين والساسانيين. نتجت عن هذه الزيارة حوار كنسي بين يشوعيهب وكل من بطركي أنطاكية والقسطنطينية نتج عنه إعلان الطرفين بصحة عقيدة الآخر واحتفل الطرفان بقداس مشترك.
تكرر الأمر مجددًا حين ترأس البطريرك يشوعيهب الثاني برفقة كبار مطارنة كنيسة المشرق وفدًا ساسانيًا لغرض عقد صلح مع الإمبراطور البيزنطي هرقل سنة 630 نتج عنه حوار لاهوتي مع بطاركة الكنيسة البيزنطية في حلب. كما أحتفل يشوعيهب بقداس على الطقس السرياني الشرقي تناول خلاله هرقل ومجموعة من الأساقفة البيزنطيين القربان من يده.
غير أن العلاقة بين الطرفين تدهورت نتيجة للنزاع بين المسلمين والبيزنطيين. حيث حاولت كنيسة المشرق النأي بنفسها عن الكنيسة الأرثوذكسية الشرقية بسبب قيام العباسيين باضطهاد المسيحيين خلال حروبهم مع البيزنطيين.
خلال توسع كنيسة المشرق في آسيا قابلت مجموعات أرثوذكسية متفرقة في روسيا والقوقاز وتميزت العلاقة بين الطرفين بالتعاون. غير أن هذه العلاقة انقطعت مجددًا أواخر القرن الثالث عشر.
عادت العلاقة مع الأرثوذكسية الشرقية من خلال روسيا في شمال غرب إيران، فانضم عدد من أتباع كنيسة المشرق للكنيسة الروسية الأرثوذكسية أوائل القرن التاسع عشر، غير أن النشاط الروسي التبشيري لم يحرز تقدما حتى أواخر القرن التاسع عشر حين تحول أحد أساقفة أورميا للأرثوذكسية برفقة أتباع له، وبحلول القرن العشرين وصل عدد المتحولين إلى الأرثوذكسية الشرقية إلى حوالي 20,000. غير أنهم رجعوا مجددًا لكنيسة المشرق في أربعينات القرن العشرين.

### كنائس أخرى
حاول البطريرك دنخا خننيا إنهاء عزلة كنيسة المشرق بأن ركز على تحسين العلاقات المسكونية للكنيسة. فعمل على إنشاء حوار مع الكنائس الكاثوليكية والأرثوذكسية الشرقية والمشرقية والإنغليكانية والإصلاحية واللوثرية خلال فترة الثمانينات. قدمت كنيسة المشرق الآشورية طلبًا للانضمام لمجلس كنائس الشرق الأوسط خلال اجتماعه الرابع في ليماسول بقبرص قوبل بالرفض بسبب معارضة الكنائس الأرثوذكسية المشرقية وخاصة الكنيسة القبطية، غير أن هذا الطلب لقي دعما من قبل الكنائس الكاثوليكية المشرقية السبع خلال لقائه الخامس في نيقوسيا سنة 1990. وخلال الاجتماع السادس لمجلس كنائس الشرق الأوسط سنة 1994 تمت الموافقة رسميًا على انضمام كنيسة المشرق الآشورية كما اتفقت كنيسة المشرق والكنيسة القبطية على صيغة موحدة للإيمان في كانون الثاني 1995 في اجتماع بينهما في دير الأنبا بيشوي بمصر. غير أن الكنيسة القبطية عادت ورفضت هذا الاتفاق وقطعت كافة أشكال الحوار في العام التالي. كما أبدت الكنيسة القبطية رفضها مجددًا لانضمام الكنيسة الآشورية في الاجتماع السابع لمجلس كنائس الشرق الأوسط سنة 1999، في حين رفض البطريرك دنخا خننيا قبول منصب مراقب في المجلس لما اعتبره إهانة لكنيسته.

### الكاثوليكية
كانت للكنيسة الكاثوليكية موقف مماثل للبيزنطيين في قبول مجمع أفسس التي ترفضه كنيسة المشرق. نظرًا للمسافة الجغرافية التي فصلت الكنيستين لم يكن هناك اتصال مباشر بينهما حتى فترة الحروب الصليبية. فانتشرت في أوروبا بالقرنين الثاني عشر والثالث عشر أسطورة الملك الكاهن يوحنا التي غالبا ما ارتبطت بالنساطرة.
خلال الحملة الصليبية الرابعة التي استهدفت مدينة دمياط بدلتا النيل، التقى أسقف عكا اللاتيني جاك دي فيتري بمسيحيين سريان مشارقة فأرسل عدة رسائل إلى بابا روما يخبره فيها عن أتباع «الهرطوق نسطور» وزعم أن أعدادهم مع اليعاقبة تفوق أعداد المسيحيين اللاتين والبيزنطيين. وفي رسالة أخرى سنة 1221 ذكر أن ملكًا نسطوريًا اجتاح آسيا الوسطى وأوشك على اجتياح بغداد في إشارة مبهمة إلى جنكيز خان. كما زار معاصره أوليفر الكولوني مدينة أنطاكية والتقى بقادة كنيسة المشرق بها، غير أنه لم يتمكن من الحكم على صحة إيمانه في كتاباته.
شهد القرن الثالث عشر نشاطا أكبر للكاثوليك في آسيا، كما تذكر وثيقة للصليبيين سنة 1248 حماية السريان المشارقة المتواجدين في مملكة بيت المقدس وتذكر أسقفهم على أورشليم بالاسم وهو ما يعتبر أول ذكر لاتفاق رسمي بين الطرفين.
تعرف رحالة ورهبان لاتين بعدد من قادة كنيسة المشرق لعل أبرزهم سمعان رباناتا الذي كان مقربًا من البطريرك وخانات المنغول. بعد لقائه بمؤرخين لاتين أرسل وثيقة تسرد إيمان كنيسته عن طريق مطران نصيبين إلى روما على أمل التحقق من صحة عقيدتها وتوحيد الكنيستين، غير أن الغرب لم يفهموا هذه الخطوة فاتهمه الدومنيكان بالهرطقة والشعوذة.
ازدادت معرفة الأوربيين بكنيسة المشرق عقب وصول الملك الفرنسي لويس الرابع إلى قبرص سنة 1248. وتعرف اللاتين على العديد من عادات وتقاليد أتباع كنيسة المشرق في آسيا الوسطى والصين من خلال كتابات الراهب الفرنسيسكاني ويليام الروبروكي الذي أرسله لويس الرابع مرسلاً إلى باطو خان. لم تخلو كتابات الكاثوليك الأوائل من الأخطاء التي أشيعت في أوروبا حول كنيسة المشرق.
أرسل الإلخان أرغون الراهب برصوما إلى الغرب لعقد حلف مع الأوروبيين فالتقى بملكا فرنسا فيليب الوسيم وإنكلترا إدوارد الأول. كما سمح له بالمشاركة بالطقوس الدينية المسيحية وتناول القربان من يد البابا نيقولاس الرابع خلال أحد القداديس. تلت زيارة برصوما عدة مبعوثين غير أن الحلف المرجو عقده لم يتم.
وفي سنة 1302 حاول البطريرك ياهبالاها الثالث توحيد كنيسته مع كنيسة روما كما أرسل في 1403 رسالة إلى البابا بنديكتوس الحادي عشر مرفقة بعقيدة كنيسة المشرق على أمل الموافقة عليها من قبل البابا. غير أن وصول الخان أوليجاتو سدة الحكم واضطهاده كنيسة المشرق أدى لقطع علاقتها بروما.
شجع ضعف كنيسة المشرق أوائل القرن الرابع عشر الكاثوليك إلى محاولة كسب أتباعها وخاصة بالصين ومنغوليا عن طريق إرسال الرهبان الفرنسيسكان، وهو الأمر الذي أدى لتوتر العلاقة مع كنيسة المشرق. كما أسس البابا يوحنا الثاني والعشرون أبرشية كاثوليكية مركزها العاصمة الفارسية سلطانية، وازداد نشاط الكاثوليك في فارس وجنوب الهند خلال القرن الرابع عشر حتى مجيء تيمور لنك.
يعود أول اتحاد لأتباع كنيسة المشرق مع الكنيسة الكاثوليك في الشرق الأوسط إلى مجمع فلورنسا حين تحول رئيس أساقفة طرسوس إلى الكثلكة في 7 آب 1445، وأعطي هؤلاء المتكثلكين لقب «كلدان». غير أن هذه الوحدة لم تدم طويلا، فجائت المحاولة الثانية في أعقاب صراع داخلي في كنيسة المشرق أسفر عن تعيين يوحنا سولاقا رئيس رهبان دير الربان هرمز سنة 1553 من قبل البابا بيوس الثالث بطريركًا كلدانيًا على كنيسة المشرق. وفي الوقت ذاته أسس البرتغاليون مطرانية ومحكمة تفتيش في غوا بالهند أخذت على عاتقها كثلكة مسيحيي كيرالا واضطهاد أتباع كنيسة المشرق المتكثلكين وغير المتكثلكين على حد سواء بغرض وضعهم تحت سلطان أسقف لشبونة.
شهدت الفترة بين منتصف القرن السادس عشر حتى أوائل القرن التاسع عشر ازدياد تأثير الكنيسة الكاثوليكية بين أتباع كنيسة المشرق في الدولة العثمانية خاصة، وهو الأمر الذي نتج عنه ازدياد قوة الكنيسة الكلدانية على حسابها. فأتخذ خلفاء البطريرك الكلداني الأول لقب «شمعون» نسبة إلى الرسول بطرس وتمركزوا في سهل أورميا، في حين لقب بطاركة الكرسي غير المتحد مع روما بال«إيليون» واستمروا بالحكم من ألقوش. بمرور الوقت قل اهتمام الشمعونيين بالكثلكة فقام شمعون الثالث عشر دنخا بقطع جميع علاقاته مع الكاثوليك وانتقل إلى بلدة قدشانس الجبلية سنة 1672. وبالمقابل أخذ الإيليون بالتقارب من بابا روما غير أنهم لم يتحدوا مع الكنيسة الكاثوليكية رسميًا.
لم يبقى الكرسي الكلداني شاغرا لفترة طويلة، حيث تحول مطارنة آمد إلى الكثلكة ابتداءً من سنة 1681 بدعم من القنصل الفرنسي في حلب. فعرف أول بطريرك كلداني آمدي بلقب يوسف الأول ولقب خلفائه بالمثل ب«اليوسفيون». حقق المرسلون الكاثوليك نجاحات متكررة في استدراج أتباع كنيسة المشرق الأمر الذي نتج كثلكة كل من بطريركا قدشانس وألقوش فأصبحت جميع بطريركيات كنيسة المشرق لفترة وجيزة في سبعينات القرن الثامن عشر تتبع بابا روما. غير أن الاتحاد مع الشمعونيين فشل، بينما أدت وفاة بطريرك ألقوش إيليا الحادي عشر دنحا سنة 1778 إلى نزاع على خلافته أدى في النهاية إلى صعود نجم يوحنا هرمز الذي تمكن بالرغم من علاقته المتذبذبة مع البابوات من توحيد كرسيي ألقوش وآمد ليصبح المؤسس الفعلي للكنيسة الكلدانية الكاثوليكية الحديثة.
بعد الهزائم المتكررة للسلطان العثماني محمود الثاني أمام القوى الأوروبية ازداد نفوذ السفراء الأوروبيين بالدولة العثمانية، وغالبًا ما استعملوا نفوذهم في إعلان حمايتهم لطائفة دينية معينة فاهتم الفرنسيون بالكاثوليك بينما دعم البريطانيون عدة مجموعات بروتستانتية أصبحت تنافس الوجود الإرسالي الكاثوليكي بين أتباع كنيسة المشرق منذئذ.
عرف عن البطريرك شمعون الثامن عشر رويل ميله للكاثوليك فتمت دعوته لحضور المجمع الفاتيكاني الأول كمراقب غير أنه اعتذر عن ذلك. كما شاعت أخبار عن عقده لاتفاق لتوحيد كنيسته مع الكنيسة الكلدانية أو توصيته بعدم اختيار خلف له بعد وفاته على أمل تحول أتباعه للكثلكة. غير أن هذا الأمر لم يتحقق على الأغلب تحت إلحاح الإنكليز الذين حثوه على عدم ترك تقاليد أجداده.
بنهاية الحرب العالمية الأولى وتشتت أتباع كنيسة المشرق قل اهتمام الكاثوليك بتحويلهم، كما أبدى الكثير من القادة الكاثوليك أسفهم لاضطهاد كنيسة المشرق وخاصة في الهند.
بدأ البطريرك دنخا الرابع خننيا بالحوار الكنسي مع الكنيسة الكاثوليكية أوائل الثمانينات من القرن العشرين على أمل إزالة الخلاف اللاهوتي التاريخي بين الكنيستين فأبدى البابا يوحنا بولس الثاني موقفا منفتحا بالنسبة لكنيسة المشرق، والتقى رأسي الكنيستين عدة مرات نتج عنها بدء حوار بينهما سنة 1984 توج بتوقيع وثيقة الإيمان المسيحي المشترك بين يوحنا بولس الثاني ودنخا خننيا في 11 تشرين الثاني 1994 والذي نص على الاعتراف المتبادل بصحة إيمان الكنيستين. تلا هذا الإعلان جملة من الاجتماعات سعت للوصول إلى صيغة موحدة للاهوت السوتريولوجيا.
عقب الاتفاق اللاهوتي مع الكنيسة الكاثوليكية الأم تطورت العلاقة بين الكنيسة الكلدانية وكنيسة المشرق الآشورية، كما التقى بطريركا الكنيستين عمانوئيل الأول بيداويد ودنخا خننيا سنة 1996 واتفقا على البدء بعمل مشترك في المجال الرعوي بين الكنيسين.

### الأديان الأخرى

#### الإسلام
تعود العلاقة بين كنيسة المشرق والإسلام إلى فترة حياة النبي محمد، حيث يعتقد أن النبي التقى برجال دين من أتباع هذه الكنيسة منهم على سبيل المثال قس بن ساعدة في سوق عكاظ. ويفترض أن نشاط كنيسة المشرق في اليمن كان له تأثير على محمد. يذكر يوحنا الدمشقي لقاء محمد براهب «نسطوري» يدعى بحيرى بينما تصف مصادر أخرى بحيرى بكونه تجسيد لنسطور.
يمكن تلخيص النظرة العامة لكتاب ولاهوتيي كنيسة المشرق للإسلام في القرن السابع في عدة كتابات لمؤرخين ولاهوتيين سريان مشارقة. فيروي ماركه مجهول قيام العرب بمذبحة شملت كهنة وطلاب مدارس اللاهوت في شوشتر بخوزستان. وتروي قصة حياة الربان هرمزد تحالفه مع حاكم الموصل العربي بعد أن قام بشفاء ابنه. ويعطي يوحنا ابن الفنقي سبب قدوم العرب كعقاب من الله على للمؤمنين لحثهم على التوبة. فبالرغم من وصف ابن الفنقي للعرب بالبربرية والتعطش للدماء، يمتدح العرب لعدم فرضهم لديانتهم في المناطق الواقعة تحت سلطانهم، كما يصف محمد بالشخص الذي هدى العرب لعبادة الله. يختم يوحنا كتابه بتوقع بقرب دمار «الإسماعيليين» ونهاية العالم نظرًا لشدة الحروب والكوارث الطبيعية أواخر القرن السابع.
عمومًا يمكن القول أنه لم يكن للسريان المشارقة شعور سلبي قوي ضد حكامهم الجدد، بالرغم من وجود حالات أستمر فيها البعض بالولاء للدولة الساسانية.
يأتي أول انتقاد للإسلام كدين على يد اللاهوتي حنانيشوع المفسر أواخر القرن السابع حين رد على استفسار للخليفة عبد الملك بن مروان حول رأيه بالإسلام فرد أن الإسلام انتشر بالسيف بخلاف المسيحية. يعود أقدم ذكر لهذه الرواية إلى القرن الثالث عشر ما يلقي بشك حول تاريخيتها، غير أنه من المؤكد أن حجة الانتشار بالسيف كانت شائعة في تلك الفترة.
يظهر من خلال عدم ذكر للإسلام في كتابات توما المرجي أن العلاقة بين كنيسة المشرق والإسلام كانت سطحية حتى الفترة العباسية.
فسرعان ما اهتم الخلفاء بالمسيحيين المنتشرين حول بغداد بعد تأسيسها واختيارها عاصمة للدولة الإسلامية. فاستعمولهم بكثرة كحرفيين كما اهتم الخلفاء بالتدخل المباشر من أجل تعيين بطاركة وأساقفة مناسبين لمصالحهم.
على أنه بالرغم من مكانة المسيحيين المرتفعة لم يكن الحوار بين الطرفين بين ندين متساويين اجتماعيًا، فالمسيحيين وإن كانوا موضع تقدير لثقافتهم العالية غالبًا ما كانوا موضع شك وكراهية بسبب معتقداتهم الدينية.
يعود أول انتقاد صرحي من مفكرين مسلمين للمسيحيين في العراق إلى الفيلسوف المعتزلي الجاحظ، الذي يأسى لقيام المسيحيين بتعلم العربية وإخفاء الشارات المفروضة عليهم كأهل ذمة والرد حين يعتدى عليهم، وهو ما يراه خرقًا واضحًا لشروط الذمية.
كما ينتقد الباقلاني عقيدتي الثالوث والتجسد في المسيحية.
ومن الجهة ظهرت عدة كتابات مسيحية تنتقد الإسلام، ومن بين أشهر السريان المشارقة الذين عرفوا بذلك حنين بن إسحاق وعمار البصري، ومن بين أهم الأساليب المتبعة كانت التأكيد على علو المسيحية من خلال التلميح إلى كون الإسلام دين بدائي ظهر لمحاربة الوثنية في الجزيرة العربية.
عاش المسيحيون بشكل عام خلال العصر الذهبي الإسلامي حرية معينة محصورة بكونهم مواطنين من الدرجة الثانية. ففي حين تمتعوا باعتراف لأهميتهم غالبًا ما عرضهم اعتقادهم الديني للنبذ وسوء الفهم وبالرغم من ندرة الحالات التي تم خلالها اضطهاد ديني بشكل صريح إلا أن تلك الحالات عملت على تذكيرهم بمكانتهم كجزء غير أساسي في المجتمع الإسلامي.
أصبحت كنيسة المشرق تضعف تدريجيًا كما يظهر ذلك من خلال الجزية التي دفعها أتباعها.
كما بدأ الخلفاء يتخذون قرارات معادية للمسيحية بشكل صريح ابتداءً من عهد الخليفة المتوكل بالله، وأدت ضعف الدولة العباسية إلى قيام العامة بأعمل شغب استهدفت المسيحيين وخاصة في المدن الكبرى.
في ظل هذه الظروف عملت الحروب الصليبية والغزوات المغولية إلى زيادة عدم الثقة بين الإسلام والمسيحية. فعمل حكام المنغول عدة مجازر استهدفت كنيسة المشرق لدى اعتناقهم الإسلام وتسببت باختفاء كنيسة المشرق في معظم أنحاء العراق وفارس وآسيا الوسطى.

#### البوذية

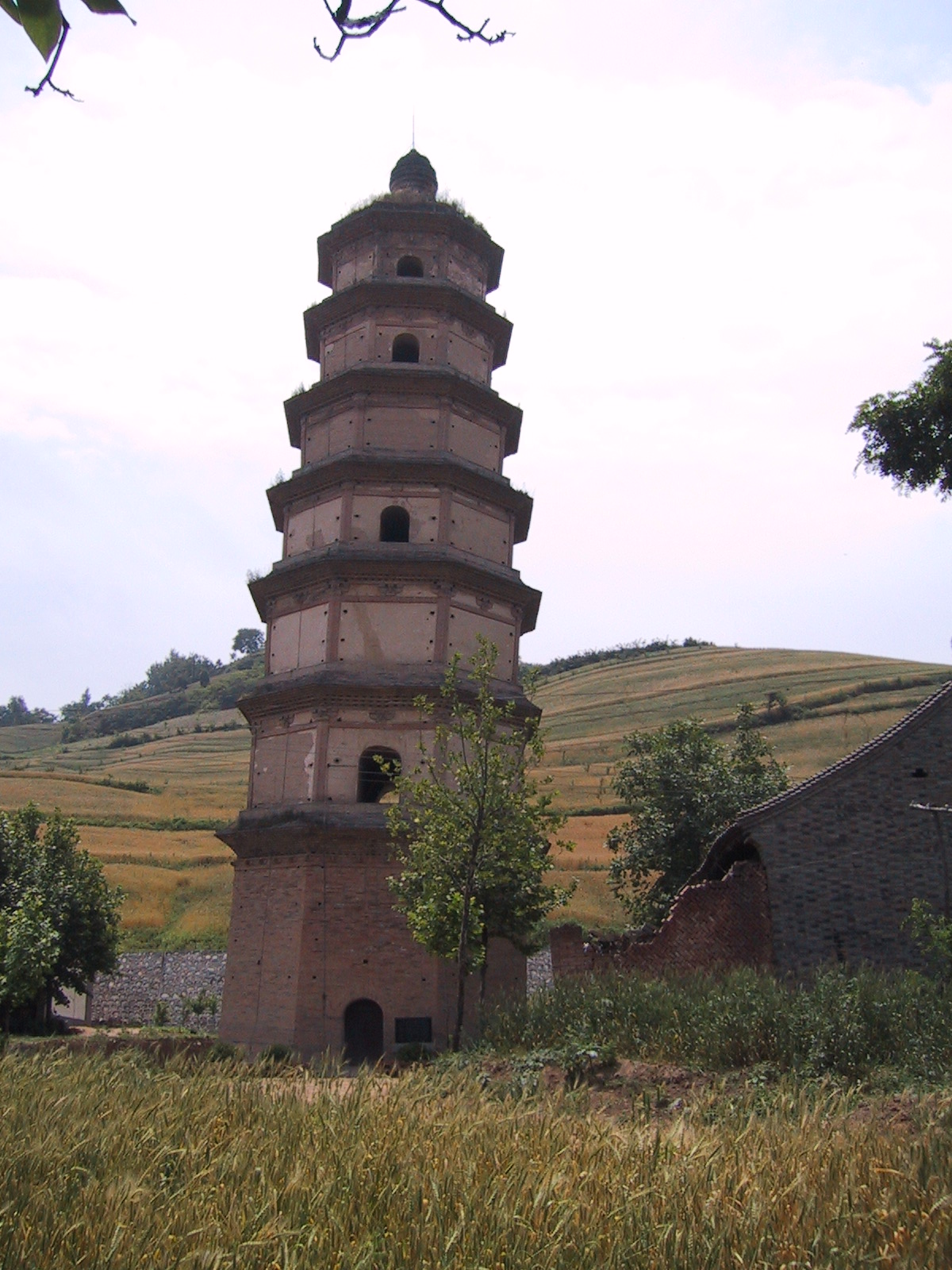
بقايا باغودا داتشين بوسط الصين الذي يعتقد أنه بني ككنيسة مسيحية في القرن السابع.

امتازت علاقة كنيسة المشرق بالبوذية بالتنافس على كسب المؤمنين وخاصة في الصين. غير أن هذا لم يمنع من التواصل الثقافي بينهما. ولعل أبرز مثال على هذا كان حين وصل الراهب البوذي الهندي براجنا إلى العاصمة الصينية واتصل بالأسقف آدم لمساعدته في ترجمة حكم بوذية من السنسكريتية إلى الصينية. قام آدم حينها بإدخال عدة مفاهيم مسيحية إلى تلك الترجمات التي حازت على شهرة كبيرة حين انتقلت إلى اليابان وأصبحت أساس لمدرستي شينغون وتينداي البوذيتين التي يعزى إليهما نشر البوذية في الصين.
ومن ناحية أخرى أدى تمازج المسيحية مع البوذية في آسيا الوسطى إلى دخول مصطلحات بوذية في أدبيات مسيحيي آسيا. فصور يسوع على هيئة بوذا في بعض النقوش، وتذكر أخرى أن المسيح دخل النرفانا بعد صلبه. غير أن الكنيسة بشكل عام شجعت استعمال المصطلحات الفلسفية اليونانية على حساب الهندية حفاظا على «نقاوة إيمانها».

## الطقوس والشعائر
تعتبر كنيسة المشرق كنيسة مسيحية سريانية، فهي بذلك تستعمل اللغة السريانية كلغة طقسية في جميع شعائرها الدينية. وتمتاز كنيسة المشرق والكنائس التي خلفتها طقسيا الليتورجيا السريانية الشرقية التي تتفق مع الطقس السرياني الغربي في عودتها إلى مدينتي الرها وأنطاكية. وتمتاز الأنافورات السريانية الشرقية والغربية على حد سواء عن غيرها من الطقوس اليونانية واللاتينية المماثلة بقربها الشديد من الطقوس الليتورجية اليهودية.
لا يعرف الكثير عن أصول ومؤلفي أقدم الطقوس السريانية الشرقية غير أن أهم من لعب دورا في تشكيلها كان أفرام السرياني (ت. 373) ومعاصره يعقوب النصيبيني كما لعب كل من شمعون بار صباعي (ت. 341/344) وماروثا (ت. 420) ونرساي (ت. 502) وباباي الكبير (ت. 628) دورا في تطوير هذا الطقس كذلك.
يعود أقدم ترتيب للطقس الكنسي السرياني الشرقي إلى سنة 410 خلال سينودس سلوقية-قطيسفون الذي أقر توحيد الطقوس الدينية المستعملة. كما أقر سينودس سنة 676 ضرورة إقامة صلاتي الصبح والمساء في الكنيسة لجمهور العلمانيين. وهنا توجب على جميع الحاضرين المشاركة فعليا في الترتيل والصلوات.

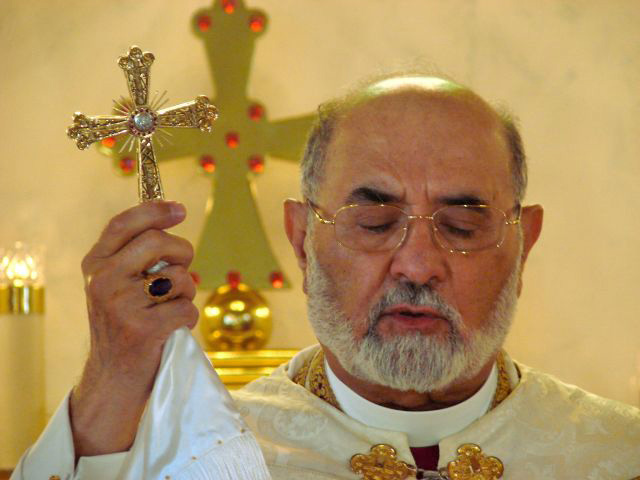
بطريرك كنيسة المشرق الآشورية دنخا الرابع اثناء احتفال برتبة القداس.

تعتبر كنيسة المشرق أول من قامت بتقسيم سنتها الطقسية بحسب ابن العبري الذي يعزيها للبطريرك بار صباعي. وتنقسم السنة الطقسية إلى 12 قسم تنقسم كم من تلك إلى سابوعان أو شابوعان (مفرد (بالسريانية: ܫܒܘܥܐ, رومنة: شابوعا)) وتعرف كذلك بالجوقات. ويحتوي كل شابوع على ستة أقسام، واحد لكل يوم من الإثنين للسبت ما خلا الأحد. وتتناوب جوقتان تهيئة الرتب: الأولى في الإثنين ولأربعاء الجمعة، والثانية للأيام الثلاث الأخرى في الأسابيع الفردية، وتتبادلان في الأسابيع الزوجية.
تنقسم الصلوات اليومية إلى ثلاث فترات وهي: الليل أو لليا (بالسريانية: ܠܠܝܐ) والصباح أو صپرا (بالسريانية: ܨܦܪܐ) والمساء أو رمشا (بالسريانية: ܪܡܫܐ)، تضاف إلى هذه رتبة قالا دشاهرا (بالسريانية: ܩܠܐ ܕܫܗܪܐ) التي تقام بعد صلاة منتصف الليل (لليا).
تحتوي كنيسة المشرق على ثلاث أنافورات تأتي تباعا في السنة الطقسية. أهمها أنافورا الرسولين أدي وماري التي تعتبر أقدم طقس كنسي مسيحي على الإطلاق ويعود أصلها لمدينة الرها. تمتاز هذه الأنافورا بعدم احتوائها على ذكر للعبارات التي نطقها يسوع خلال العشاء الأخير في الكلام الجوهري. تتشابه هذه الأنفورا مع أنافورا القديس بطرس بالكنيسة المارونية (شرر) إلى حد بعيد على أن الأخيرة أقل تعقيدا، ويعتقد أن لكلا الطقسين أصل رهاوي واحد.
ثاني أنافورا استعمالا تعرف باسم ثيودور المصيصي وتستعمل في الفترة بين الحلول حتى أحد الفصح. ألفها ثيودور نفسه باللغة اليونانية وترجمها البطريرك أبا للسريانية.
تعتبر أنافورا نسطور الأطول بين الثلاثة وأقلها شيوعا حيث يقتصر استعمالها على خمس مرات في العام.
يمكن تقسيم القداس السرياني الشرقي إلى الفقرات التالية:
1. صلاة التحضير
2. مزامير
3. صلوات
4. التقديسات الثلاث
5. القراءات الكتابية من العهد القديم وأعمال الرسل
6. مزامير
7. قراءة الرسالة
8. الهللويا
9. قراءة الإنجيل
10. صرف من لا يحمل الأسرار
11. صلاة التضرع
12. نقل المواهب
13. قانون الإيمان
14. تحضير الأنافورا
15. السلام

## الأدب
استعملت كنيسة المشرق منذ نشأتها اللغة السريانية الخاصة بمدينة الرها، ويعود السبب الرئيسي لذلك إلى ترجمة الإناجيل إلى هذه اللهجة الآرامية بفترة مبكرة خلال القرن الثاني. انتقلت السريانية عن طريق النشاطات التبشيرية والأدبية للكنيسة إلى الهند ووسط وغرب آسيا.
لا تختلف سريانية كنيسة المشرق عن سريانية الكنيسة السريانية الأرثوذكسية بشكل كبير، وتقتصر على التلفظ واستخدام الشكلات. وعموما فبسبب قلة تأثير اليونانية على السريانية الشرقية مقارنة بالغربية فإن الأولى تحتفظ بالخواص الأصلية لسريانية الرها الأصلية.
تختلف السريانية المكتوبة عن الآرامية الحديثة المحكية بين أتباع الكنيسة بشكل ملحوظ.
استعملت مخطوطات الكنيسة حتى القرن الثالث عشر الخط الأسطرنجيلي غير أن الخط السرياني الشرقي أصبح أكثر شيوعا منذ تلك الفترة.

### العصر الذهبي

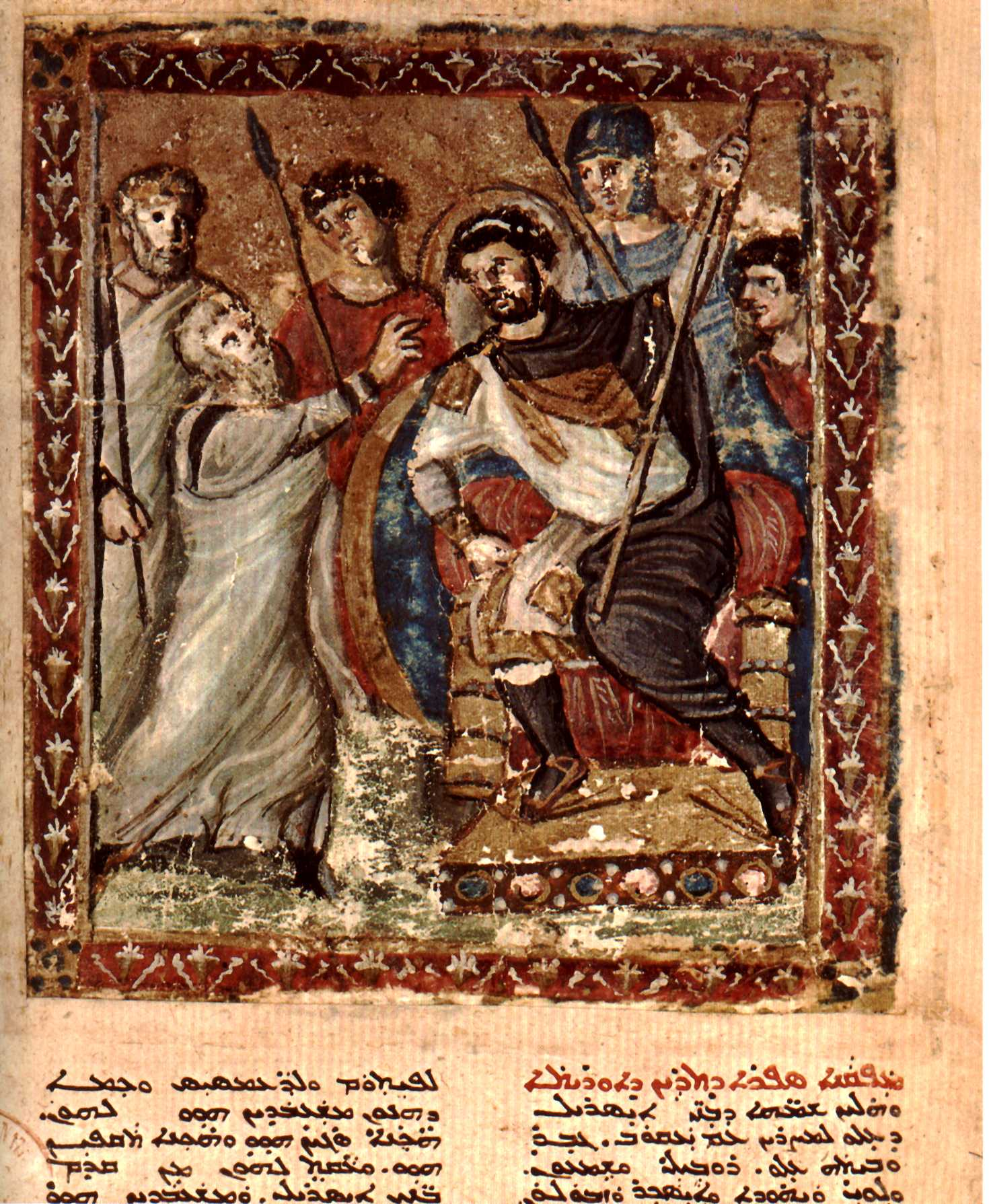
جزء من إنجيل باريس المذهب يظهر موسى واقفا أمام فرعون.

تعتبر الفترة بين القرن الرابع والسابع العصر الذهبي للأدب المسيحي السرياني، ويعتبر أفرام السرياني أبرز من كتب بالسريانية شعرا ونثرا. كما لم تحفظ الكثير من أعمال أول من أثر في أدب كنيسة المشرق كبالاي القنشريني وقيريليونا في أوائل القرن الخامس بالرغم من تأثيرهما الواضح على الكتاب السريان اللاحقين. وابتدائا من ذلك القرن بدأ الفروقات الكنسية تظهر على الكتابات السريانية الشرقية والغربية. فازدهرت الأولى في مدرسة الرها حتى إغلاقها سنة 489 ومن ثم مدرسة نصيبين. ويعتبر اللاهوتي والشاعر نرساي أبرز معلمي هذه المدرسة.
يعزى لهذه المدارس الحفاظ على العديد من لأعمل التي ألفت باليونانية والتي أتلفت بالإمبراطورية البيزنطية لكونها هطوقية بحسب نظرتها، من أبرزها كتابات ثيودور المصيصي الذي أصبح أبرز مفسري الكتاب المقدس لدى كنيسة المشرق. ومن أبرز المترجمين في هذه الفترة البطريرك أبا وتلميذه قورش الرهاوي الذي ألف كذلك كتاب التفاسير الست في شرح الاحتفالات الرئيسية بالمسيحية. ولم تقتصر الترجمات على الكتب اللاهوتية بل تعدتها إلى أعمل أدبية أخرى ككليلة ودمنة وتاريخ الإسكندر المقدوني الذان ترجما من الفارسية الوسطى.
كما شهدت هذه الفترة تأليف العديد من كتب سير القديسين أبرزها سيرة الشهداء الفرس الذين قتلهم شابور الثاني.
بالرغم من كون السريانية اللغة الطبيعية لكنيسة المشرق انتشرت أعمال محدودة بلغات إيرانية أهمها الفهلوية والصوغدية وخاصة في مناطق آسيا الوسطى. اتصفت جل تلك الكتابات بكونها ترجمات لأعمال سريانية. بدأت كتابات ثنائية اللغة بالسريانية والفارسية الحديثة بالظهور في القرن التاسع غير أن الأدب الكنسي الفارسي لكنيسة المشرق سرعان ما اختفى بشكل كامل.
اكتشفت عدة كتابات باللغات التركية القديمة والويغورية والصينية في شرق آسيا أغلبها ترجمات من السريانية. غير أن هناك ما ألف بالصينية مثل سوترات يسوع المسيح وسوترا السلام والفرح السرية وسوترا ديانة تا تشين النورانية التي ألفت بين 630 و900.
أدى تجديد أهمية الحركة النسكية بالقرن السادس إلى نشاط في الأدب المتعلق به، فمن أبرز من ألف في هذا المجال باباي الكبير الذي يعتبر كتابه كتاب الوحدة الذي يحتوي على أفضل شرح لعقيدة كنيسة المشرق في تلك الفترة. برز في القرن السادس كذلك البطريرك يشوعيهب الثالث الذي يعزى إليه تأليف الحودرا بمعاونة الراهب حنانيشوع. كما ترك يشوعيهب عدة رسائل يحارب فيها فكر سهدونا المتحول للكنيسة السريانية الأرثوذكسية. خلف أوائل القرن السابع كذلك شروحات هامة للطقس السرياني الشرقي تعزى إلى جبرائيل القطري وإبراهيم بار ليفي.
وصل الأدب النسكي السرياني الشرقي ذروته في النصف الثاني من القرن السابع على يد الراهبين داديشوع القطري وإسحاق النينوي الذي لم تقتصر شهرته على كنيسة المشرق بل تعدتها إلى العالم المسيحي الغربي بعد ترجمتها إلى اليونانية. ومن الأعمال التي تأثرت بها المسيحية الغربية كذلك رؤية ميثوديوس.
استمرت أهمية الأدب النسكي في القرن الثامن فبرز هنا كل من يوحنا الديلاثي ويوسف هزايا، وألف ثيودور بار قوناي أواخر القرن الثامن كتاب السكوليون الذي يقدم فيه أفكارا فلسفية ولاهوتية مبنية على الكتاب المقدس وينتقد فيه الإسلام.

### الفترة العربية
بالرغم من تغير الأوضاع السياسية بسقوط الساسانيين وظهور العرب، استمر الأدب الكنسي السرياني بالازدهار كما لعب دورا هاما في نقل التراث الثقافي لحضارات الفترة الكلاسيكية القديمة للعالم الإسلامي بترجمة الأعمال الفلسفية والطبية والعلوم الطبيعية إلى العربية ما أسهم في نشأة العصر الذهبي الإسلامي. وساهم في هذه الحركة رجال دين وعلمانيون على حد سواء. وقد اهتم المترجمون بالترجمة إلى السريانية كخطوة أولى ومن ثم للعربية حيث تأسس نتيجة للتواصل الحضاري المباشر بين اليونان والسريان نظام دقيق للترجمة بين لغتيهما وهو الأمر الذي لم يتوفر باللغة العربية.
كما بدأ السريان المشارقة باستعمال العربية في كتاباتهم غير أن السريانية استمرت اللغة الأدبية والطقسية للكنيسة.
تتجسد حيوية الأدب السرياني الشرقي في ذروة قوة كنيسة المشرق خلال بطريركية طيموثاوس الأول بنشاطات البطريرك المذكور الذي ألف أكثر من 200 رسالة فقدت معظمها. وبرز خلال هذه الفترة مجموعة من مفسري العهدين القديم والجديد أبرزهم يشوع بار نون صاحب كتاب الأسئلة المختارة ويشوعداد المروزي الذي عرف بتفسيره لكامل الكتاب المقدس.
خلال نفس القرن ترجم أيوب الرهاوي العديد من الكتب من اليونانية وألف أخرى ضاع جلها. واشتهر توما المرجي بكتابه كتاب الرؤساء الذي أرخ فيه للتاريخ الكنسي لكنيسة المشرق.
ضعف الأدب الديني السرياني الشرقي في القرنين العاشر الحادي عشر، ومن أبرز من نشطوا بهذا المجال إيليا بار شينايا النصيبينى الذي ألف كتبا احتوت على عمودين لكل من العربية والسريانية.
وبالمثل قام إيليا الثالث أبو حليم بتأليف كتب حول الطقس السرياني الشرقي باللغتين العربية والسريانية.
وشهد القرنين الثاني عشر والثالث عشر نهضة برز فيها على سبيل المثال جيورجيس وردا الذي ألف أشعارا ضم العديد منها إلى الطقس الكنسي السرياني الشرقي. وبالإضافة لأعماله الطقسية حول المعمودية والأفخارستيا ترك يوحنا بار زوبي أعمال نحوية وفلسفية عدة. وألف طيموثاوس الثاني الموصلي شروحات حول الأسرار الكنسية. ويعتبر عبديشوع بار بريخا المتوفي سنة 1318 آخر كبار الكتاب البارزين لكنيسة المشرق ومن أشهر مؤلفاته اللؤلؤة والقانون، ويعتبر فهرسه حول لأعمل الأدبية السريانية أهم المصادر حول الكتب الضائعة بهذه اللغة.

### الاضمحلال
وصل الأدب الكنسي السرياني الشرقي إلى أسوأ فتراته بالقرن الرابع عشر نتيجة حملات تيمور وانتشار الأوبئة. وظهرت أعمال بسيطة بعد هذه الحقبة مقارنة بالعصر الذهبي لكنيسة المشرق. ففي القرن الخامس عشر نشط كل من إسحاق قرداحي شبادنايا مؤلف عدة متوجات وسرجيس بار واهلي الذي ألف سيرة شعرية للربان هرمزد.
وابتداء من القرن السادس عشر برزت أعمال باللهجة السريانية الحديثة لأول مرة كتب أغلبها بلهجة ألقوش. ويعزى انتعاش السريانية المحكية خاصة في منطقة أورميا إلى الدعم المباشر للإرساليات البروتستانتية التي أدخلت الطباعة للمنطقة. ولعل آخر أبرز الكتاب السريان المشارقة في فترة نشاط الإرساليات مطران الكلدان على أورميا توما أودو.